# Псков
Псков — город в России, в Северо-Западном федеральном округе, административный центр Псковской области. Является городом областного подчинения, образует самостоятельное муниципальное образование город Псков в статусе городского округа. Расположен на реке Великой при слиянии её с рекой Псковой. Население — 185 486 чел. (2025).
Псков — один из древнейших городов России, впервые упоминается в «Повести временных лет» под 903 годом. В 1348—1510 годах — столица независимой Псковской республики. В 1510 году город вошёл в состав Русского централизованного государства. До начала XVIII века Псков был одним из крупнейших городов России и Европы, важнейшим оборонительным и торговым центром страны. Псковская крепость состояла из пяти крепостных колец (три из которых сохранены по сей день), что делало Псков практически неприступным.
На протяжении всей своей многовековой истории Псков не раз становился центром ведения крупных боевых действий, но был взят лишь однажды, не считая оккупации во время обеих мировых войн. После основания Санкт-Петербурга Псков утратил своё главенствующее положение на западных рубежах страны, а после того как по итогам Северной войны границы сместились далеко на запад и к Российской империи отошли Рига и Ревель (ныне Таллин), значение Пскова как торгового и оборонительного пункта окончательно отпало. Во время Великой Отечественной войны город три года был оккупирован Германией, за это время погибли 3,5 тысячи мирных граждан. В декабре 2009 года Пскову присвоено звание «Город воинской славы».
Псков — важный туристический центр северо-запада России. 10 древних памятников города в 2019 году были включены в Список всемирного наследия ЮНЕСКО как объект «Храмы псковской архитектурной школы». Ряд древних церквей Пскова входят в список культурного наследия Российской Федерации. Город также является крупным транспортным узлом, располагаясь на пересечении железных дорог и крупных автомагистралей. Развита сеть внутригородских автобусов.

## Этимология

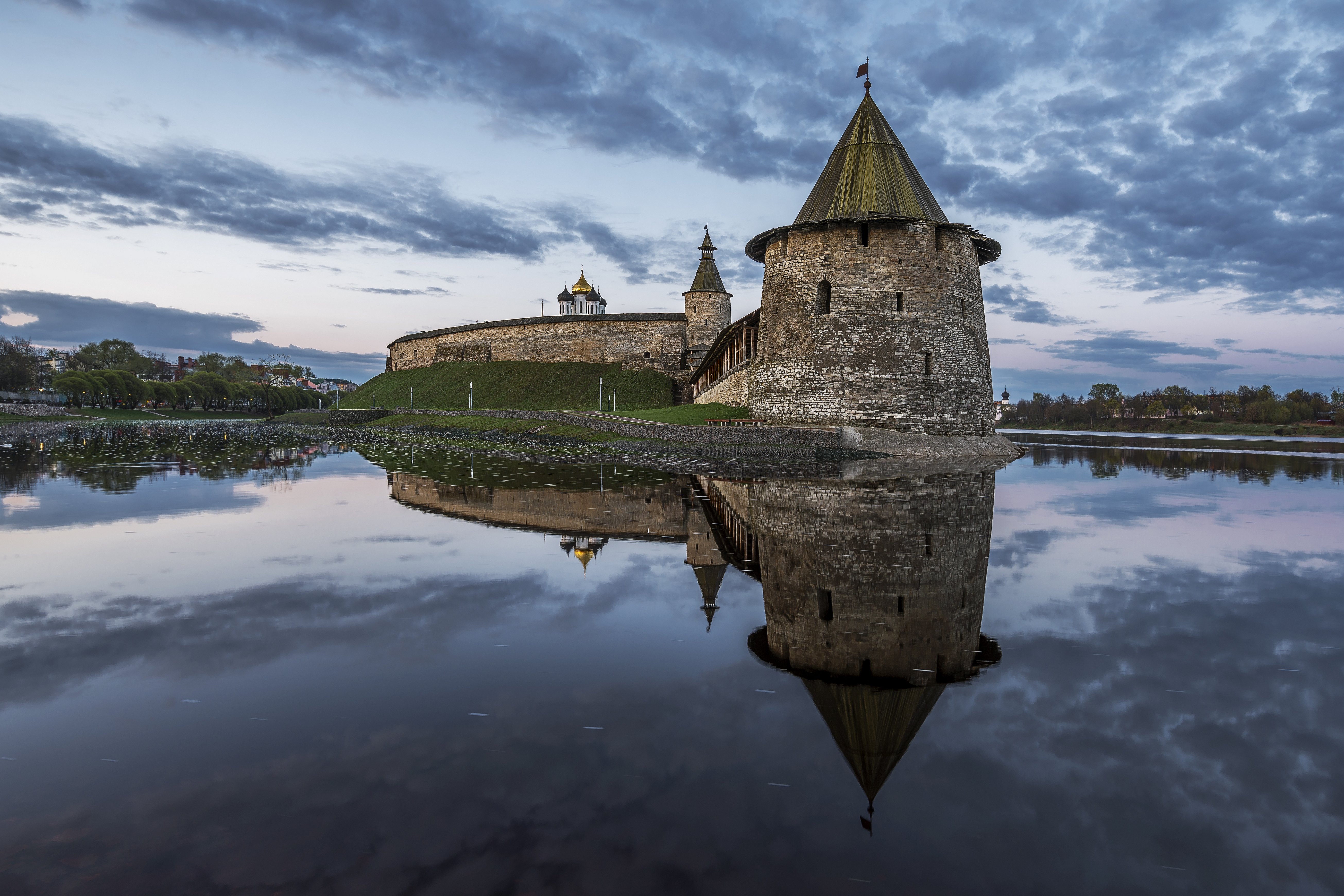
Псковский кром (кремль) (2015)

Название города связано с гидронимом — рекой Псково́й. Существуют разные версии происхождения названия города и реки. Согласно одной из них, название имеет славянское происхождение: название Плесков (Пльсков) происходит от древнерусского слова плесъ — часть реки между двумя излучинами, или от слова «песок». Форма Пьсков, использованная в Лаврентьевской летописи и свойственная для северо-восточной традиции летописания, закрепилась в качестве лингвистической нормы с XV века по причине гегемонии Москвы. По другой версии, название имеет прибалтийско-финское происхождение: оно происходит от слова piskava (по-ливски), piskva, pihkva (по-эстонски), означающих «смолистая вода», и отражает полиэтничность раннего населения города. Другие толкования гидронима — «плеск», «блеск», «рыбная река», «песок». Археологами установлено, что в Пскове X—XI вв. жили кривичи, а также представители прибалтийско-финских, балтских и скандинавских племён.
Часто с жителями Пскова и Псковщины ассоциируют термин «скобари». Наиболее распространённой считается версия, согласно которой произошёл постепенный переход от слова «псковский» к названию «скобарь» путём замены отдельных звуков и частей слова, во многом благодаря специфике псковских говоров («псковский-пскопский-скопский-скобский-скобской», в итоге могло произойти обратное словообразование — «скобский-скобы-скобарь»). По другой версии, город издревле славился своим кузнечным промыслом и, по легенде, царь Пётр I назвал псковичей «скобарями» после того, как не смог разогнуть скобу, выкованную местными кузнецами (а он легко разгибал обычные подковы). Именно здесь, в Пскове, родилась песня «От зари до зари ковали скобы скобари».

## История

### Возникновение города

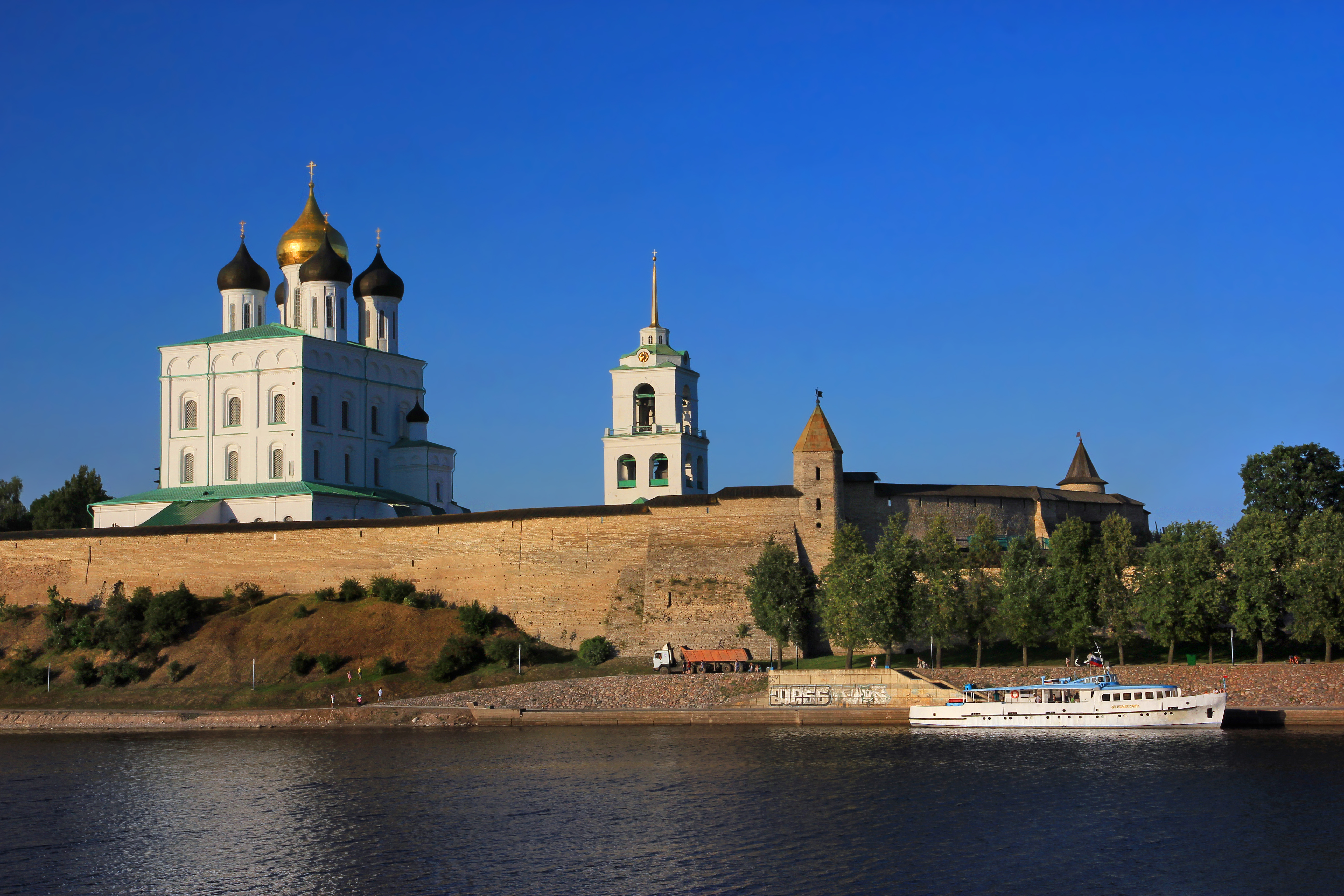
Вид на Псковский кром (кремль) с реки Великой, 2014.

Возраст Пскова точно неизвестен. Археологические исследования близ устья Псковы в северной оконечности Крома (Кремля) показали, что эта территория была заселена 2000 лет назад. Серединой — третьей четвертью 1-го тысячелетия нашей эры датируется на площадке псковского городища поселение «культуры длинных курганов», оставленное переселенцами с юга. В VII—IX веках на площадке псковского городища существовало родственное носителям рыугеской культуры поселение Псков В, погибшее в пожаре начала 860-х годов. По облику материальной культуры Псков В и Изборск связываются с древностями междуречья Нижней Вислы и Одера. Концом IX века — началом XI века датируется на псковском городище период застройки, представленный деревянными срубными постройками с дощатыми полами на лагах и печью в углу. Площадь поселения Псков Г-I к середине X века достигла 12—15 га, а численность населения увеличилась в 5—7 раз. Находки этого периода свидетельствуют о появлении в городе переселенцев-иммигрантов, скандинавского происхождения. Найденные в южной части Окольного города 8 камерных погребений Старовознесенского некрополя датируются второй половиной X века. Наместник, похороненный в камерном погребении № 6 на Подзноевском XII раскопе, был погребён полусидя в «кресле» с расписными деталями до 967 года.
Официальной же датой основания Пскова принято считать 903 год — год первого упоминания города в летописи. В старшем (Комиссионном) списке Новгородской первой летописи младшего извода в рассказе о Игоре и Ольге говорится: «и пакы приведе себе жену от Плескова, именем Олгу». Согласно Лаврентьевской летописи («Повесть временных лет») — «В лѣт ҂s҃ . у҃ . аı҃ . [903 год ] Игореви же възрастъшю. и хожаше по Ѡлзѣ и слоушаша єг̑ . и приведоша ємү женоу ѿ Пьскова . именемъ Ѡленү» («В год 6411 (903 год) когда Игорь вырос, то сопровождал Олега и слушал его, и привели ему жену из Пскова, именем Елена»). Язычница в то время Ольга названа в Лаврентьевской летописи именем, данным при крещении в 957 году. По легенде, когда княгиня Ольга стояла на берегу Великой, ей явилось видение: три луча, исходящих с неба, сошлись на противоположном берегу. На этом месте княгиня и повелела возвести собор в честь святой Троицы, а вокруг «град велик, славен и во всём изобилии!».

### X—XIII века
До XII века Псков входил в состав Древнерусского государства. После провозглашения в 1136 году Новгородской феодальной республики город перешёл под власть Новгорода. У Новгорода со Псковом были общие военные интересы. Несколько раз новгородцам и псковичам приходилось обороняться от военных походов Полоцкого княжества и от нападения со стороны соседних прибалтийских племён. В 1240 году Псков был окружён войсками Тевтонского ордена. Когда немцы уже собирались снять осаду и отойти, боярин Твердило ночью тайно открыл ворота города, рассчитывая с помощью немецких феодалов захватить власть в Пскове. Полтора года Псков находился в оккупации ордена. Лишь в 1242 году город был освобождён войском Александра Невского.
Постоянная опасность, грозившая Пскову с запада, вынуждала укреплять и развивать крепость. Территория кремля была значительно расширена во время правления князя Довмонта. Возможно, что в это время деревянные стены начали заменять каменными. По его приказу была построена каменная стена, проходящая от берега Псковы к берегу Великой.

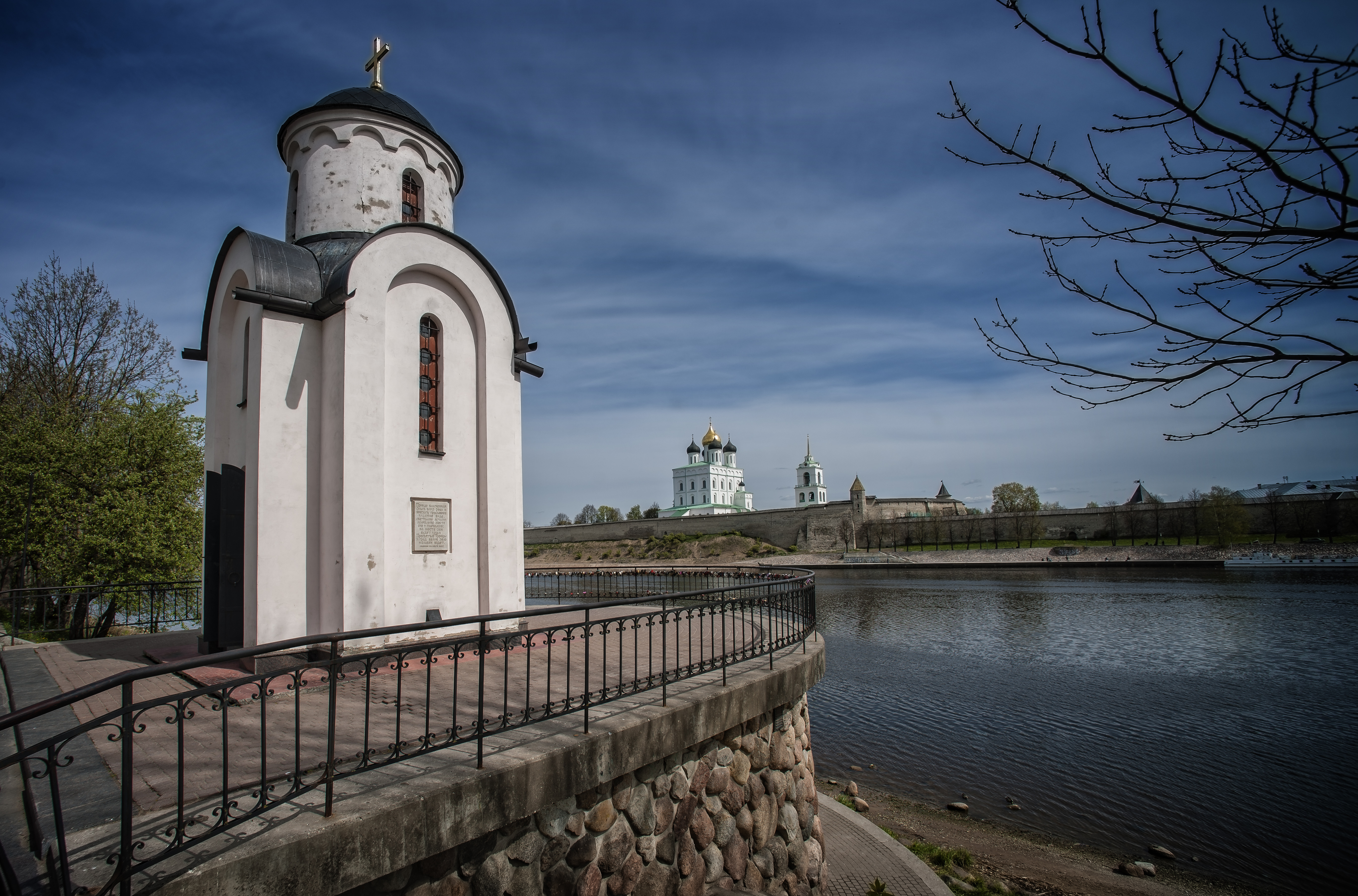
Ольгинская часовня, построенная на том месте, где, по легенде, княгине Ольге явилось видение
Памятник Александру Невскому и его дружине
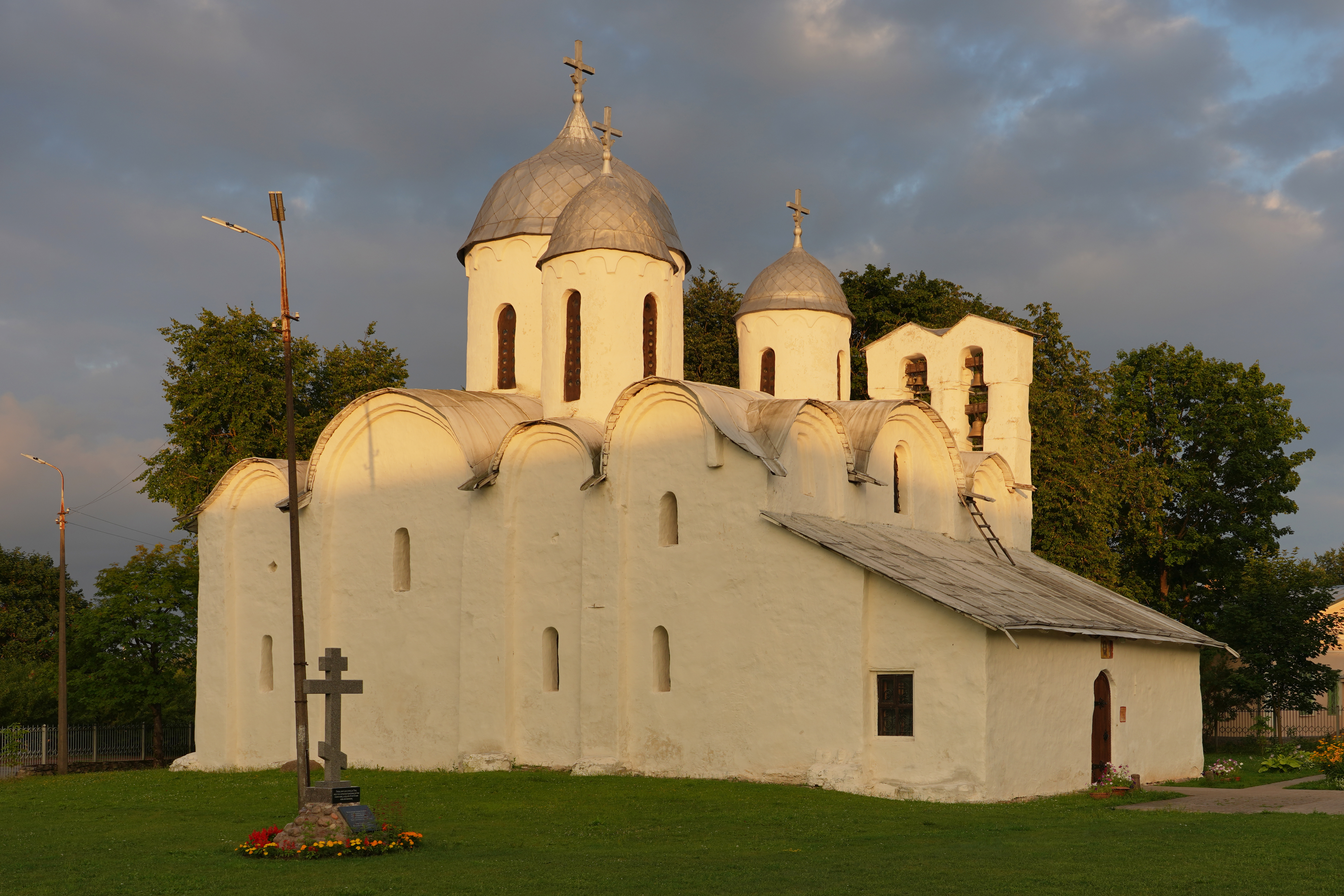
Собор Рождества Иоанна Предтечи
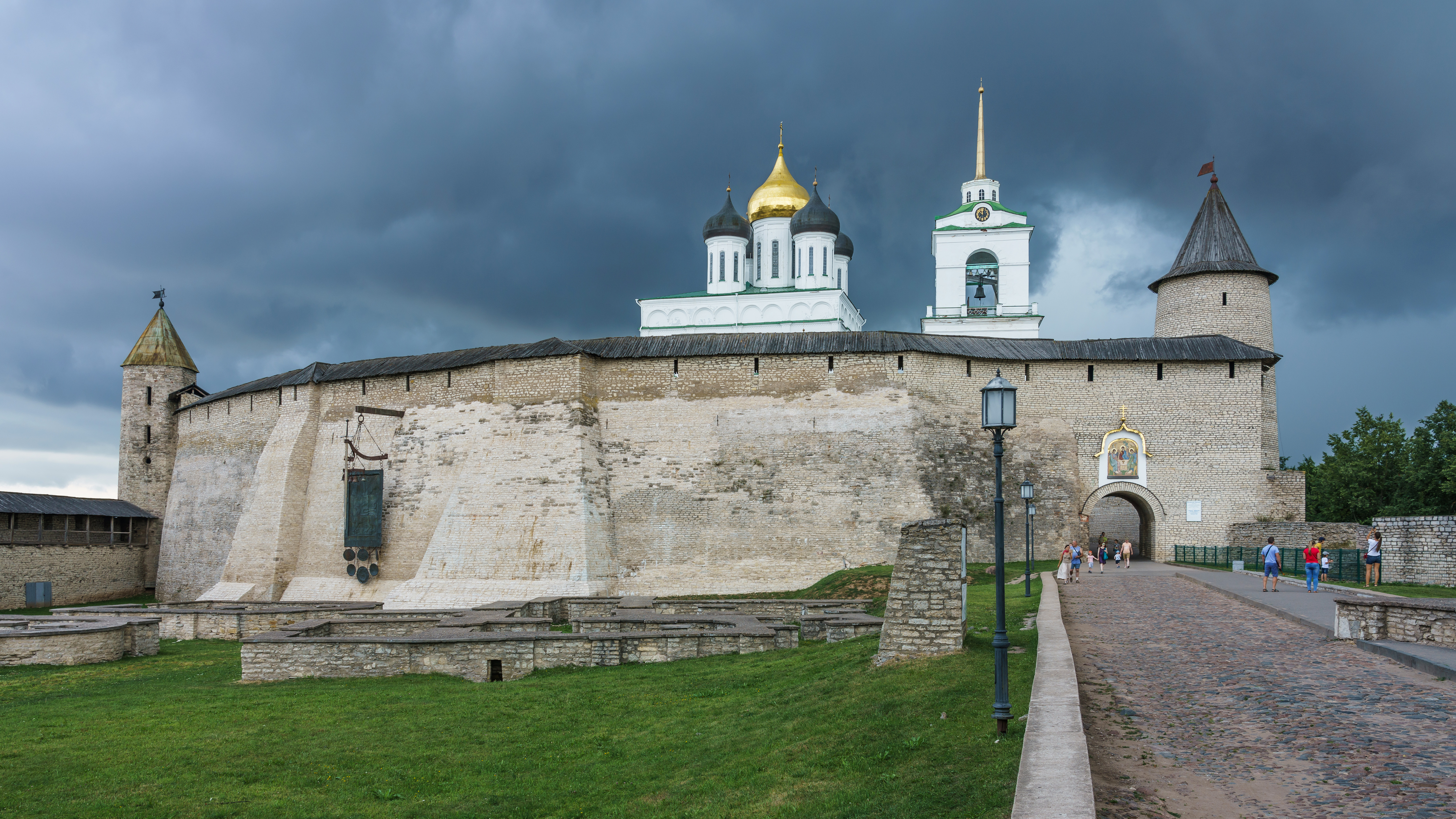
Стена Довмонтова города

### Столица вечевой республики
В XII—XIII веках основными торговыми партнёрами Пскова были города Нарва, Юрьев (ныне Тарту), Рига, Полоцк, Смоленск и в меньшей степени Новгород. Псковские земли обеспечивали город хлебом и другими продуктами, поэтому Псков экономически никак не зависел от Новгорода. Их связывали лишь общие военные интересы. Однако после Ледового побоища их общий враг Тевтонский орден не представлял более опасности для Новгорода. Новгородцам оставалось вести борьбу только со шведами, а Псков один отражал наступление Ливонского ордена. Таким образом, военные связи Пскова и Новгорода были разрушены. К этому времени во Пскове сложилось своё боярство, довольно многочисленное и сильное, стремившееся взять всю власть на псковской земле в свои руки. Фактически Псков стал самостоятельным в конце XIII века, при князе Довмонте.
В 1348 году был подписан Болотовский договор, по которому Новгородская республика признавала независимость Псковской республики от новгородских посадников, также наместник владыки стал выбираться из псковичей. В 1397 году народное вече (высший орган законодательной власти Псковской республики) приняло первую редакцию Псковской судной грамоты — свода законов.

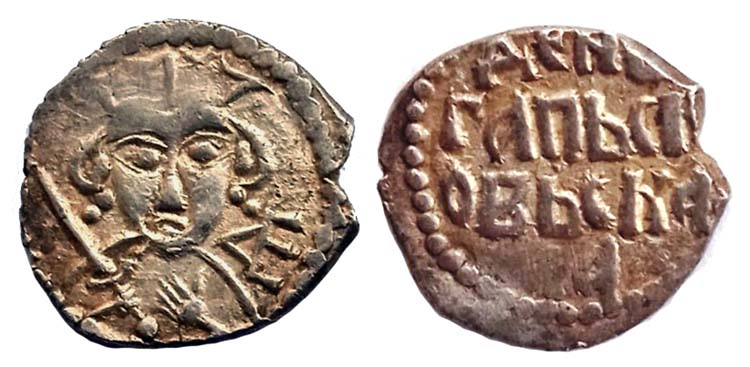
Псков. Ранняя денга. Чекан около 1425 — середина XV века.

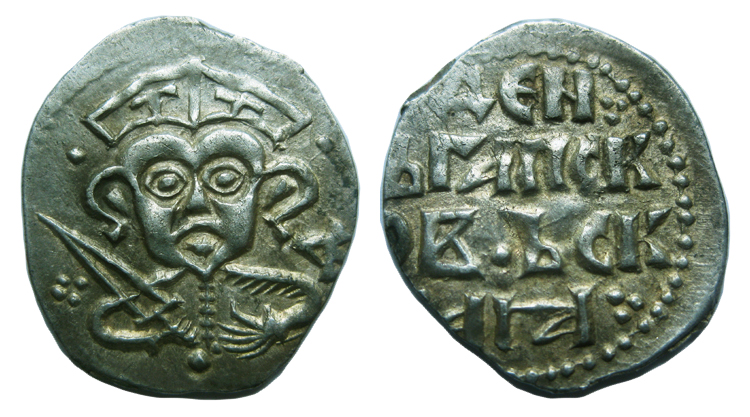
Псков. Денга, середина XV в — до 1510 г., вес 0,76 г.

К концу XV века население Пскова составляло более 30 тысяч человек. Большую часть городского населения составляли ремесленники и торговцы. Ремесло в Пскове было менее развито, чем в Новгороде, но и здесь было много искусных мастеров: кузнецов, каменщиков, кожевников, гончаров, ювелиров. Главными хозяевами псковской торговли были купцы. Псковское купечество вело торговлю с городами Прибалтики и Литвы, а также с русскими городами. В XV веке укрепились торговые связи Пскова с Москвой. Псковичи продавали лён, кожи, рыбу, мёд, воск, меха, а покупали соль, сукно, железо, изделия из металла и другие товары. Развитие торговли в Псковской земле привело к созданию собственной монетной системы. С 1425 года псковичи стали чеканить свою монету из высокопробного серебра и чеканили её до 1510 года.

### В составе единого Русского государства
С 1461 года власть в Пскове сосредоточилась в руках московских наместников. Их полномочия с каждым годом росли. С 1467 года они получили право посылать своих управителей во все псковские пригороды, расширились их судебные полномочия. В 1480 году Псков выстоял при осаде ливонцами во главе с Бернхардом фон дер Борхом. В 1483 году в нарушение законодательных прав веча князь Ярослав Оболенский изменил ряд Псковских законов, что спровоцировало длительное восстание псковичей. К концу XV — началу XVI века Псков практически полностью утратил свою независимость. В 1502 году Псков успешно отразил осаду города ливонским магистром Вальтером фон Плеттенбергом. В 1509 году наместником в Псков был назначен князь Иван Михайлович Репня-Оболенский, он не признал псковских законов, не принёс присягу вече. Он сам устанавливал и собирал налоги с населения, судил псковичей без участия представителей веча. Василию III были отправлены послы с жалобами на нового наместника. Великий князь предложил всем недовольным ехать со своими челобитными (жалобами) в Новгород. 6 января 1510 года псковских посадников и бояр пригласили в Грановитую палату Новгородского Кремля. Василий III требовал уничтожения псковского веча и должности посадников и распространения на Псковскую землю московской системы управления. Это означало полную ликвидацию Псковской феодальной республики и присоединение Псковской земли к Москве. Собранные в новгородской Грановитой палате посадники и бояре вынуждены были принять требование московского государя.
Утром 13 января 1510 года (7019 от сотворения мира) Псковское вече было созвано последний раз. От имени веча посадник передал послу Василия III Третьяку Далматову согласие псковичей подчиниться Москве. Тут же был снят вечевой колокол, было объявлено о ликвидации Псковской феодальной республики и о входе её территории в состав Русского государства.
После присоединения к Московской Руси Псков продолжал оставаться крупным торговым и ремесленным центром Русского государства. В Пскове были развиты разнообразные ремёсла: металлообработка, деревообработка, переработка растительного и животного сырья, гончарное и строительное ремёсла. В середине XVI века в Пскове в 40 торговых рядах насчитывалось 1700 торговых помещений. Дважды в год, в январе и в мае, в Пскове проходили крупные ярмарки. На зимней ярмарке помимо других товаров продавались крупные партии леса и сухих снетков, на весенней — пенька, сало, юфть. Псков был важным транзитным пунктом, через него за рубеж вывозили лён, холст, кожи и сукно, а ввозили металлы и промышленные изделия.
В 1565 году, когда царь Иван Грозный разделил Русское государство на опричнину и земщину, город вошёл в состав последней.
До 1581 года боевые действия Ливонской войны обходили стороной Псков. После того, как Иван Грозный отказался подписать предложенный Стефаном Баторием мирный договор, по которому Речи Посполитой отходили Ливония и запад России с городами Новгород, Псков и Смоленск, польский король решил взять Псков. Тем самым он рассчитывал принудить правительство Ивана IV согласиться на тяжёлые условия мира. 26 августа войска Стефана Батория подошли к Пскову и расположились к югу от города. Отдельными отрядами были заняты пригородные монастыри. Как всегда, перед приходом неприятеля псковичи сожгли посад. Население посада и крестьяне окрестных деревень укрылись за крепостными стенами Пскова. Ожидая штурма с юга, псковичи построили вдоль южной стены Окольного города ещё одну деревянную стену, параллельную каменной. Между этими стенами они выкопали ров. Осада Пскова продолжалась полгода. Но ни генеральный штурм 8 сентября, ни ещё 30 приступов, ни подкопы под крепостные стены, ни шестимесячная осада не сломили защитников города. В итоге, Баторий снял осаду и согласился на мирные переговоры.
В 1615 году Псков был осаждён шведами. Войска Густава Адольфа подошли к крепости с севера. Несмотря на мощный артобстрел города, псковичи отбили ожесточённый штурм шведов.
С XVI века в Пскове стали нарастать социальные противоречия между крестьянами и феодалами, горожанами и феодалами. Эскалации социальных конфликтов также способствовал рост государственных налогов. В период с 1606 по 1611 года в Пскове вспыхивали восстания. В 1650 году в Пскове вспыхнуло новое крупное восстание. Поводом к нему послужило обязательство России по итогам русско-шведской войны 1614—1617 продать Швеции 12 тысяч четвертей хлеба по ценам псковского хлебного рынка. Продажа крупной партии хлеба привела к повышению цен на хлеб в два раза и послужила непосредственным поводом к началу восстания.
На протяжении XV—XVI веков крепость Пскова продолжала укрепляться. Деревянные стены Окольного города были заменены каменными. Стена Крома была достроена до устья Псковы. На Пскове в двух местах — у Гремячей горы и у Крома были построены водобежные ворота, представлявшие собой деревянные обитые железом решётки, закрывавшие в военное время вход в реку.

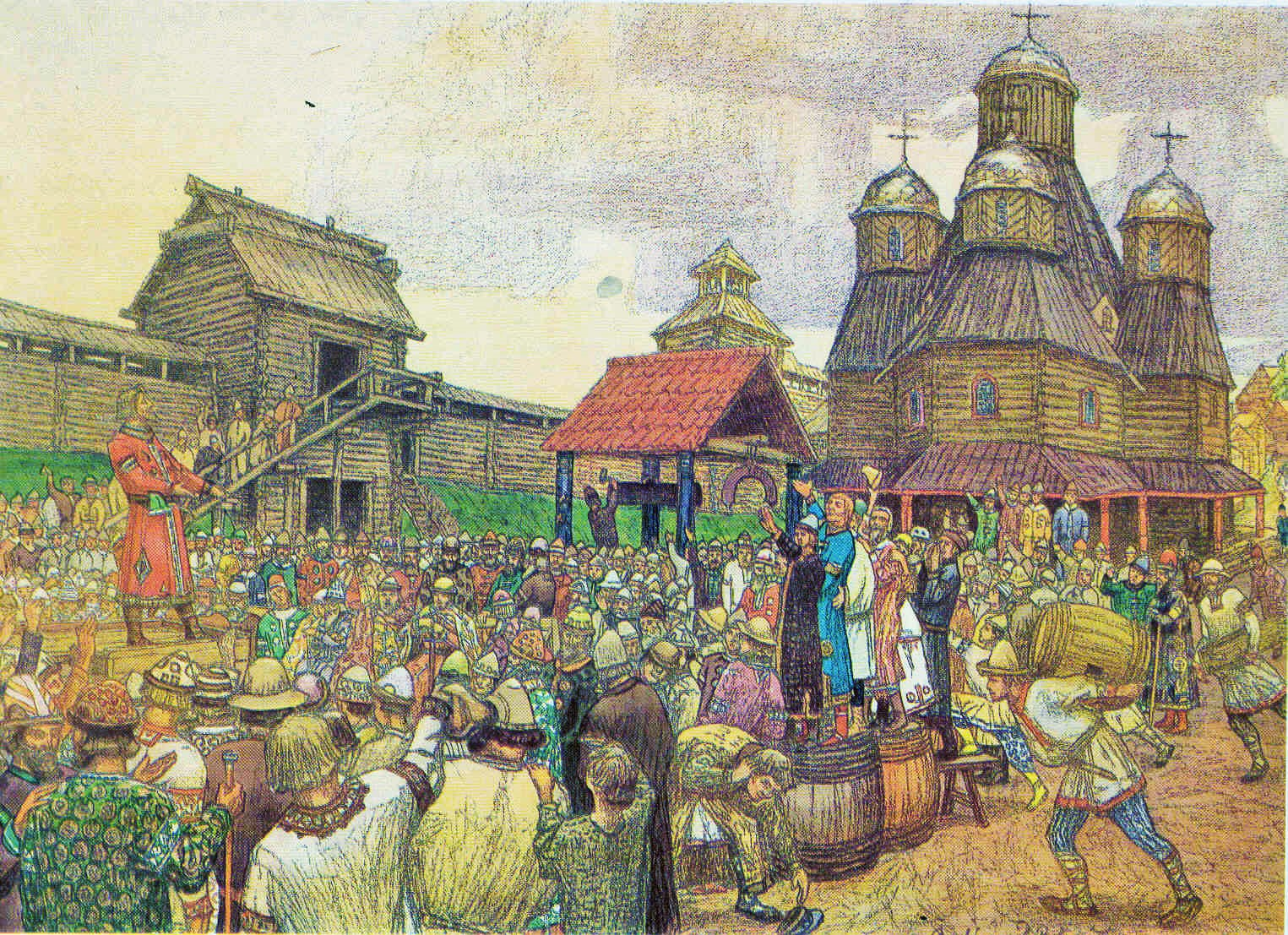
«Вече во Пскове» — картина Аполлинария Васнецова
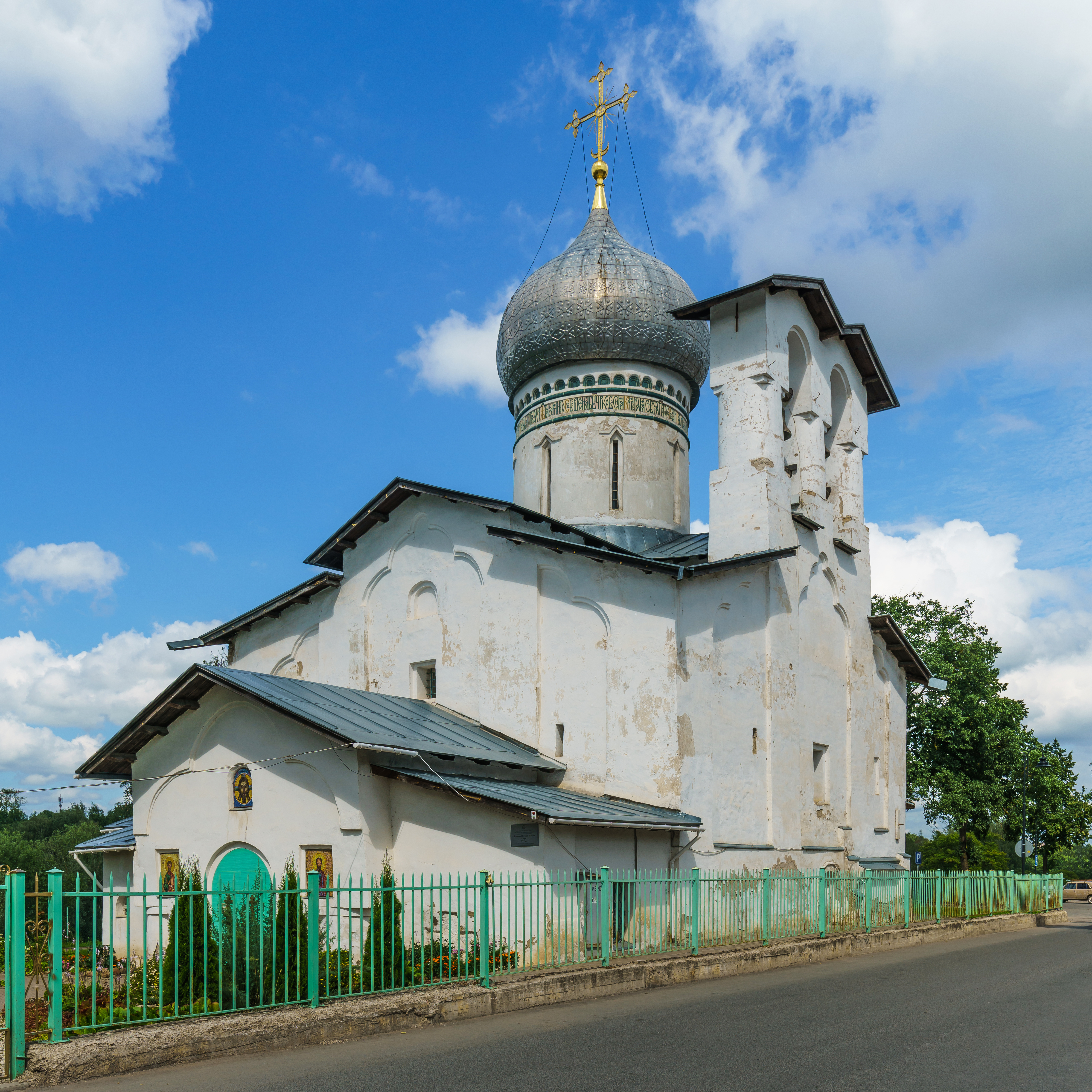
Церковь Петра и Павла с Буя
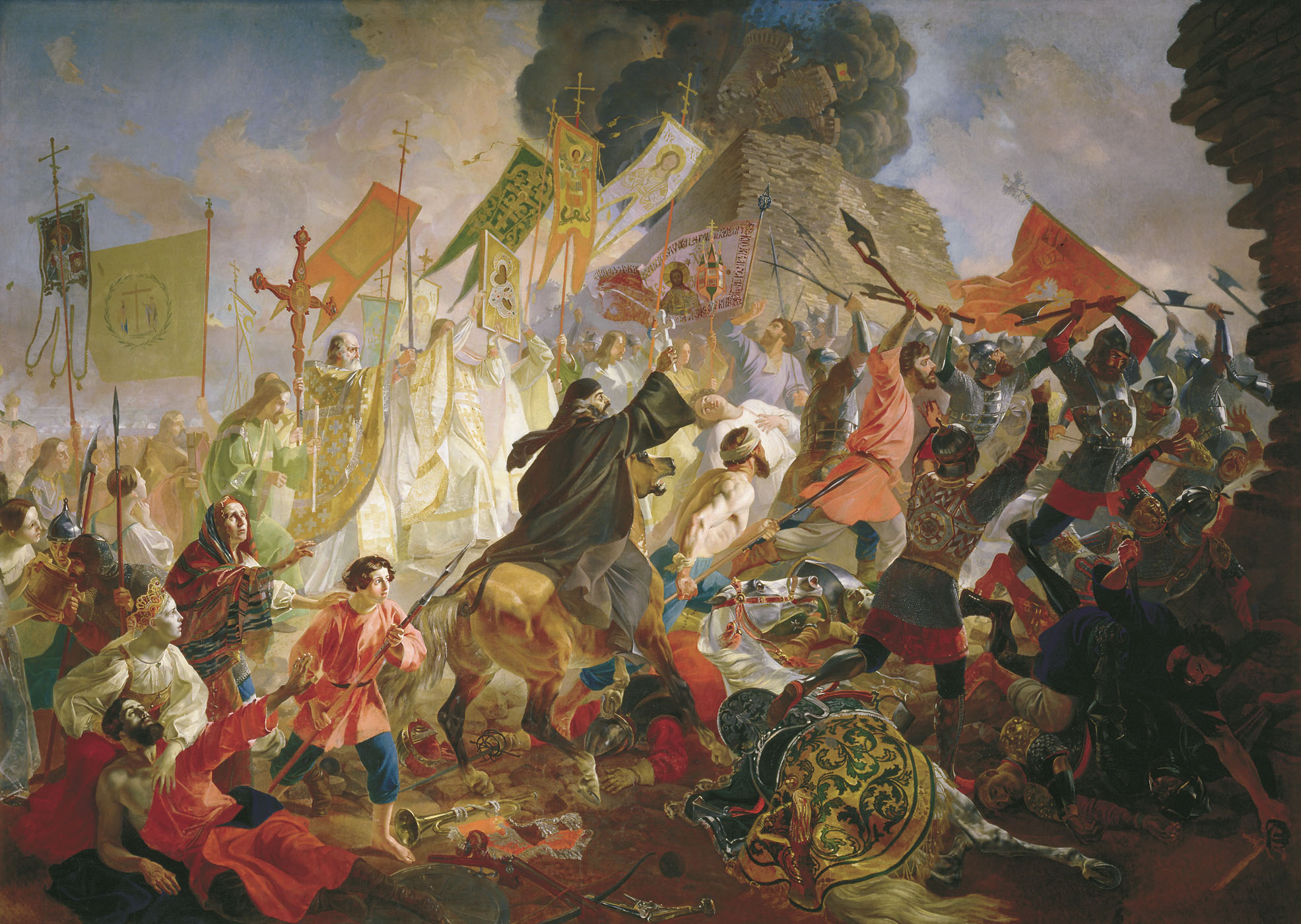
«Осада Пскова» — картина Карла Брюллова
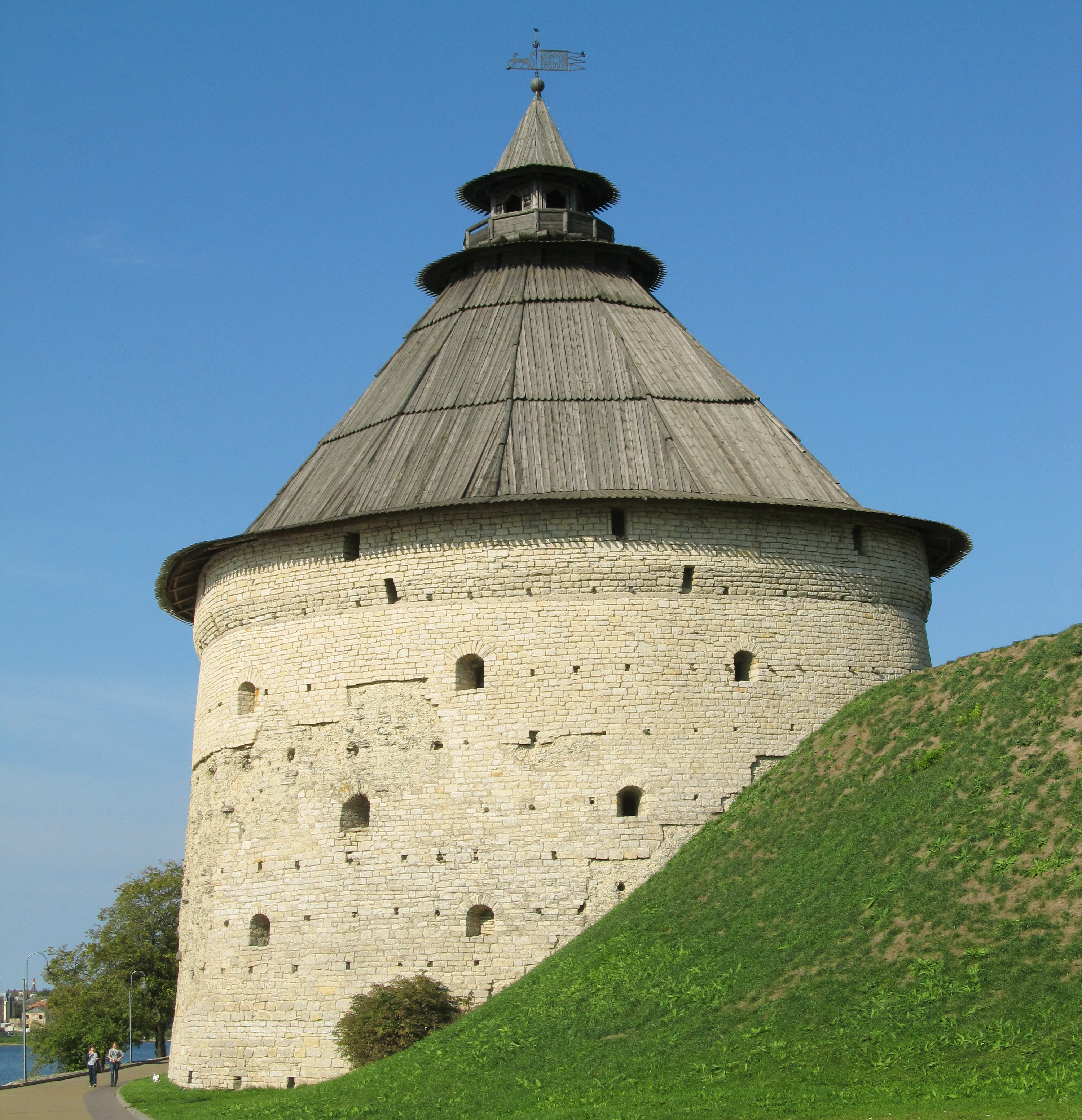
Покровская башня и земляной артиллерийский бастион перед ней

### В Российской империи
В последний раз Псков сыграл важную роль в военной истории дореволюционной России в начале XVIII века в годы Северной войны. Зимой 1700—1701 разбитые под Нарвой русские полки были отведены в Псков. Позднее туда же были направлены и вновь сформированные войска. На время Псков стал центром расположения действующей русской армии. После поражения под Нарвой Пскову стала угрожать опасность, потому что можно было ожидать наступления шведов на восток в сторону Москвы через Псков. По приказу Петра I в псковской крепости были построены оборонительные сооружения по последнему слову военного искусства того времени: земляные бастионы и полубастионы, соединённые валами. Окружённый новыми мощными укреплениями, снабжённый новейшей для тех лет артиллерией, Псков стал грозной крепостью, способной отразить врага. Однако боевые действия тогда так и не начались. Шведский король направил свои войска на запад против Польши и Саксонии. Расквартированные в Пскове войска сами перешли в наступление.
После Северной войны Псков перестал быть важным крупным торговым и оборонительным центром страны. По итогам войны границы отошли далеко на запад, и нужда в мощной крепости на Великой отпала. Получив выход к Балтийскому морю, Пётр I заложил Санкт-Петербург в дельте Невы, также Россия получила крупные приморские города Ригу и Ревель, куда сместилась вся внешняя торговля. Псков же стал провинциальным городом. По сведениям, собранным в 1780 году к проезду Екатерины II, в нём было 50 каменных и 1614 деревянных домов, 12 каменных и до ста деревянных лавок, хлебный и соляной склады. Фабрики отсутствовали; оборот торговли лесом, льном, пенькой и рыбой составлял более 300 тыс. рублей, а лавочной торговли — до 200 тыс. рублей.

План губернского Пскова 1913 года

С началом Отечественной войны 1812 года русским генералитетом рассматривался вариант наступления армии Наполеона на Санкт-Петербург. В таком случае Псковская губерния попала бы в сферу военных действий, в связи с чем здесь был осуществлён ряд подготовительных мер: шло формирование резерва для гвардейских полков, создавались госпитали и склады. Однако ряд военных успехов русской армии предотвратил вторжение французов во Псков.
В течение XIX века росла роль Пскова как города-памятника. В течение XIX столетия Псков значительно вырос, больше стало каменных зданий. В начале века в основном одноэтажный, через 100 лет он уже более чем наполовину был двух- и трёхэтажным. Своеобразие внешнему облику придавали многочисленные — свыше 50 — церкви, часовни и монастыри, средневековые гражданские каменные здания, древние обветшавшие крепостные стены. В XIX веке большее развитие в Пскове получили здравоохранение и образование. С 1838 года стала выходить газета «Псковские губернские ведомости». Строительство железной дороги в 1859 году способствовало подъёму экономики и расширению торговли. К 1881 году в городе открылся водопровод. Псков XIX века был небольшим, тихим, зелёным городком, жизнь в котором текла размеренно и спокойно, оживляясь в дни ярмарок, базаров, народных гуляний, церковных ходов, светских и религиозных праздников.
С марта по июнь 1900 года в Пскове проживал В. И. Ульянов (Ленин). В аграрной Псковской губернии со слаборазвитой промышленностью, с немногочисленным рабочим классом до январских событий 1905 года почти не происходило забастовок, демонстраций или крупных антиправительственных выступлений. Главной революционной силой Пскова являлись железнодорожники, организовавшие ряд забастовок.
В 1904 году в городе была построена первая электростанция, в 1912 году открылось трамвайное движение. Летом 1914 года в размеренную трудовую жизнь Псковской губернии ворвалась война. В 1915 году линия фронта отстояла от Пскова всего в 250—300 км. В городе было введено военное положение. В Пскове разместились фронтовые резервные формирования, госпитали и тыловые военные службы. Город принял десятки тысяч раненых, военнопленных и беженцев. К концу 1917 года очень остро встала продовольственная проблема, в городе катастрофически не хватало хлеба.
2 марта 1917 года в вагоне царского поезда на станции Псков император Николай II отрёкся от престола.

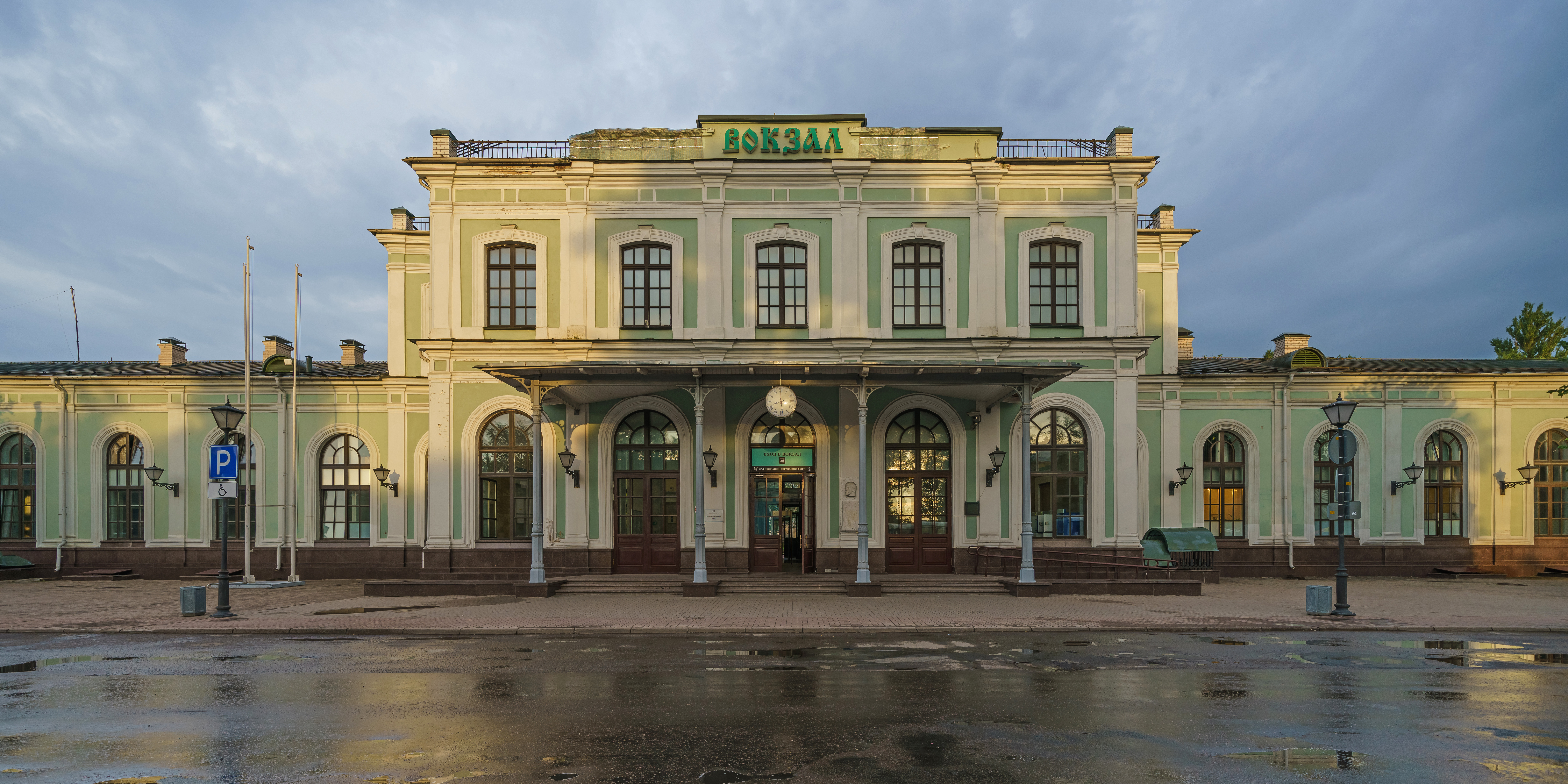
Здание железнодорожного вокзала, открыто в 1863 году
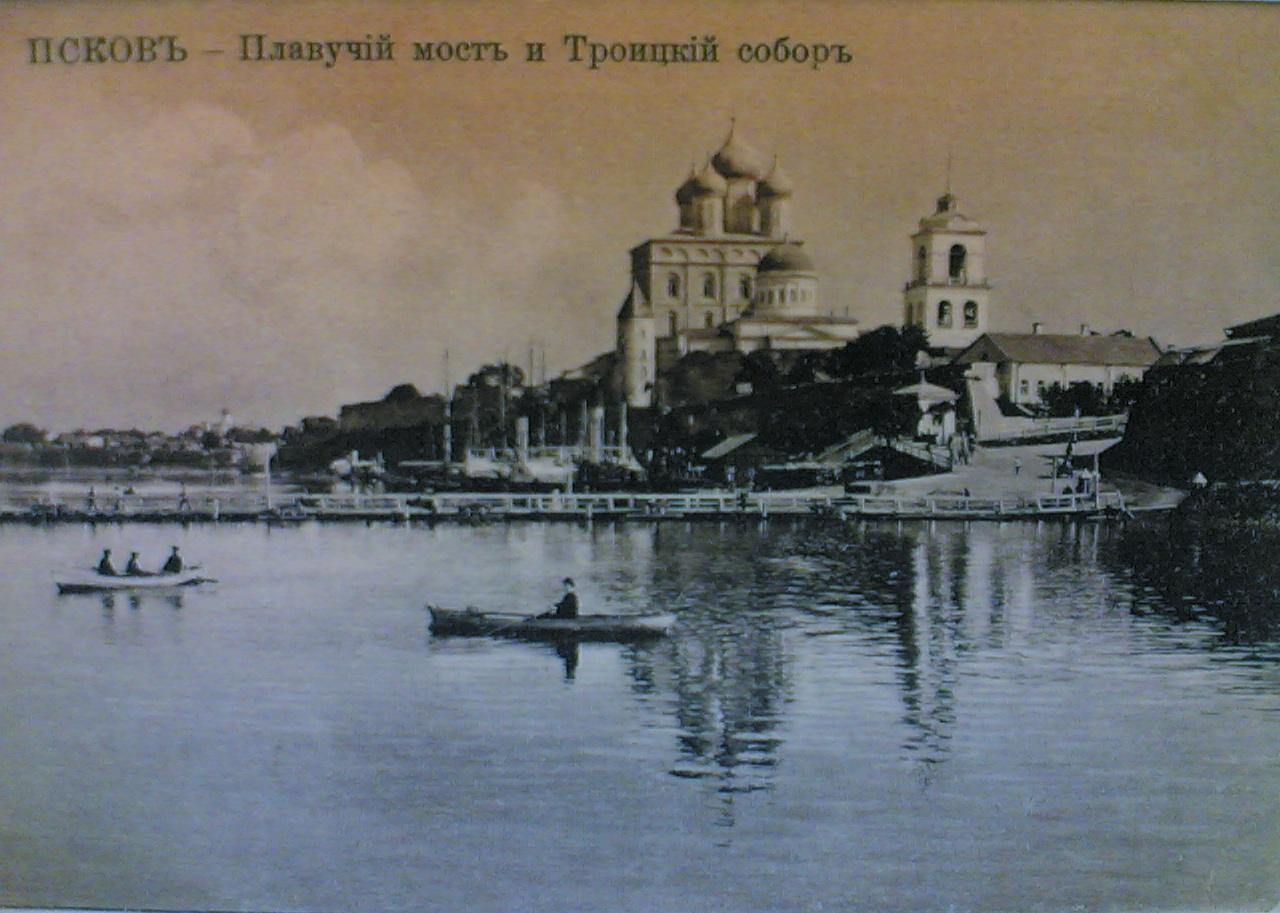
Плавучий мост через реку Великую в конце XIX века
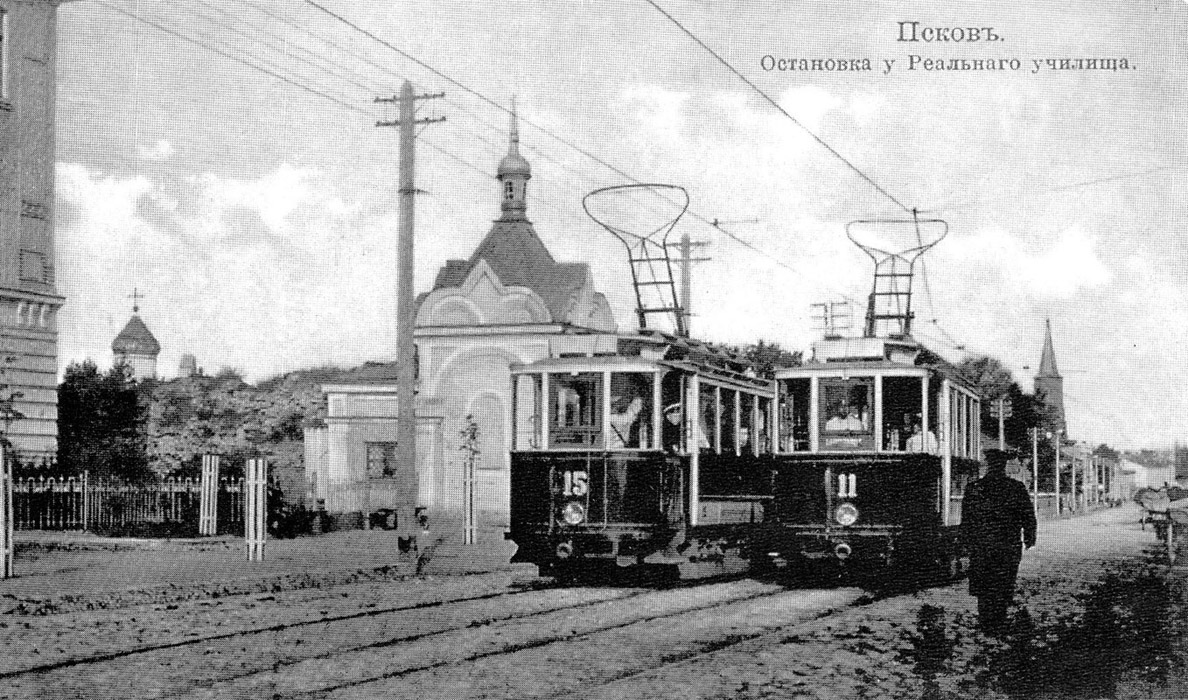
Псковский трамвай, пущенный в 1912 году, на Сергиевской улице (ныне — Октябрьский проспект)
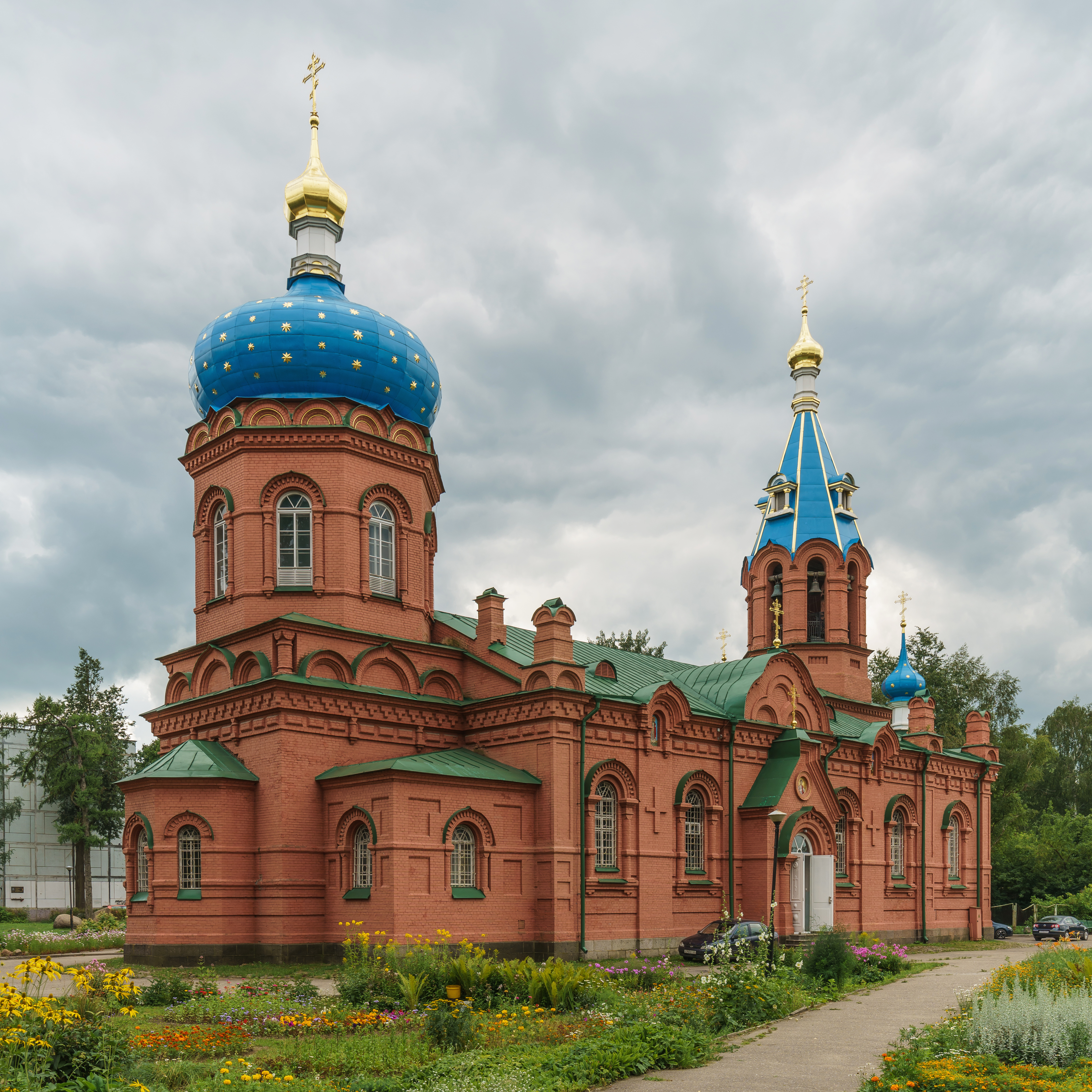
Храм Александра Невского, освящён в 1908 году
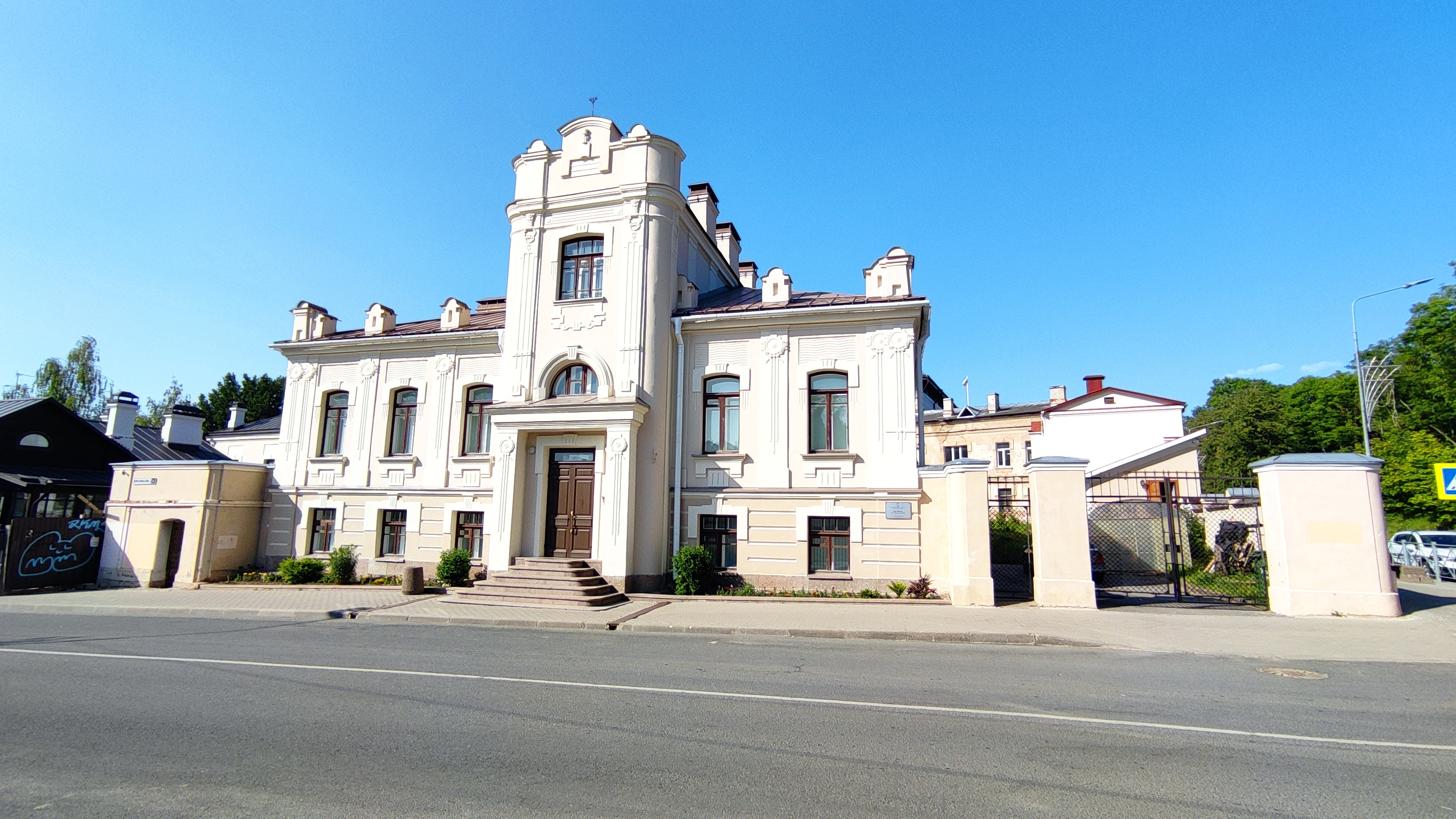
Усадьба Л. А. Массона (постройка завершена около 1908 года)

### Советский период

#### Революция и гражданская война
26 октября (8 ноября) 1917 года Псковский совет рабочих и солдатских депутатов объявил об установлении во Пскове советской власти. С 28 октября (10 ноября) по 1 (14) ноября 1917 года в городе велись ожесточённые бои между большевиками и силами, поддерживавшими Временное правительство, после чего советская власть во Пскове окончательно (на зиму) утвердилась.
С 25 февраля по 25 ноября 1918 года Псков был оккупирован германскими войсками. С 25 мая по 26 августа 1919 года Псков был захвачен ещё раз — теперь уже эстонскими национальными частями и отрядами С. Н. Булак-Балаховича.

#### Великая Отечественная война
22 июня 1941 года псковичи, как и вся страна, были потрясены сообщением о начале войны с Германией. Но в первые дни люди не получали достоверной информации, поэтому верили, что враг будет остановлен и разбит у западной границы. Однако в первые же дни в Псков прибыли беженцы из Белоруссии и Прибалтики, тогда стало ясно реальное положение дел на фронте в начале войны. Со 2 июля Псков стал подвергаться бомбёжкам. В первый же день бомбардировок началась эвакуация: в первую очередь из города были вывезены деньги, архивы, промышленное оборудование, а с приближением фронта началась эвакуация мирного населения. В ночь с 7 на 8 июля немцам удалось прорвать сопротивление советских танковых дивизий и прорваться к окраине Пскова в районе Крестов. Почти на сутки задержали оккупантов взорванные мосты через реку Великую. 9 июля Псков был захвачен.
В городе установился суровый оккупационный режим. Горожане теперь были обязаны жить по немецким законам. Была введена обязательная трудовая повинность для всех лиц от 18 до 45 лет, которая в дальнейшем была распространена на тех, кому исполнилось 15, и продлена до 65 лет для мужчин и до 45 лет для женщин. Рабочий день длился 14—16 часов. Многие из оставшихся на оккупированной территории работали на электростанции, на железной дороге, торфоразработках и кожевенном заводе, подвергаясь за малейшую провинность наказанию розгами. В начальный период оккупации немецкая администрация стремилась сохранить коллективную организацию труда, что давало возможность централизованно получать сельскохозяйственную продукцию. Но, встретила упорное сопротивление в форме саботажа, невыхода на работу, порче машин. Экономическое ограбление сопровождалось выполнением генерального плана «Ост», согласно которому часть мирного населения подвергалось уничтожению. В Крестах был создан концлагерь, в котором было до смерти замучено 65 тысяч человек.
Уже в первые месяцы оккупации были организованы небольшие партизанские отряды. В 1942 году шло активное формирование партизанского движения, соединялись разрозненные небольшие партизанские отряды. Партизаны внесли большой вклад в общую Победу: уничтожили значительное число живой силы и техники противника, превратили оккупированную территорию в зону постоянной опасности; вселяли неуверенность и страх в немецких солдат и офицеров.
После освобождения 21 июля 1944 года Острова появилась возможность окружения группировки вермахта в районе Пскова. Началось паническое отступление немецких войск, что и создало благоприятные условия для наступления войск 42-й армии 3-го Прибалтийского фронта. Основной удар по Пскову нанесли 128-я и 376-я стрелковые дивизии с приданными соединениями и частями. 22 июля 376-я дивизия начала продвижение к Пскову, обойдя Ваулины Горы (близ деревни Ваулино), и в районе посёлка Писковичи вышла к реке Великой. 23 июля Псков был освобождён: уже утром 376-я дивизия форсировала реку в районе псковского кремля и освободила западную часть города, а 128-я дивизия освободила его центр и восточную часть — от кремля до Черёхи. Форсирование реки Великой создало условия для освобождения Завеличья и дальнейшего продвижения по шоссе Псков — Рига.
За время немецко-фашистской оккупации в Пскове были уничтожены все промышленные предприятия, разрушена бо́льшая часть гражданских построек, утрачены все трамвайные линии, разграблены псковские музеи.
После Великой Отечественной войны
В первый год после освобождения Псков восстанавливался силами в основном только энтузиастов, так как из-за продолжавшейся войны деньги не выделялись. В 1945 году Псков был включён в число 15 древнейших городов, подлежавших первоочередному восстановлению, что увеличило государственное финансирование восстановления предприятий, жилого фонда, памятников истории и культуры. Восстановление многих древних церквей происходило под руководством архитектора и знатока псковского зодчества Юрия Павловича Спегальского. Псков быстро вставал из руин. К 1950 году основной этап восстановительных работ был завершён. Были построены новые предприятия, жилые дома и школы. С конца 1950-х годов Псков стал развиваться как крупный индустриальный центр. В городе налаживался ряд высокотехнологичных производств. Продукция псковских заводов поставлялась за рубеж.
26 сентября 1958 года в Пскове была найдена первая берестяная грамота, датируемая лингвистом А. Зализняком 1180—1200 годами.

### Современный период
С распадом СССР закрылось большое количество заводов, экономика города пришла в упадок. В то же время на рубеже XX и XXI веков стали возрождаться псковские храмы и церкви, многие из которых были закрыты в годы советской власти.

Могила неизвестного солдата
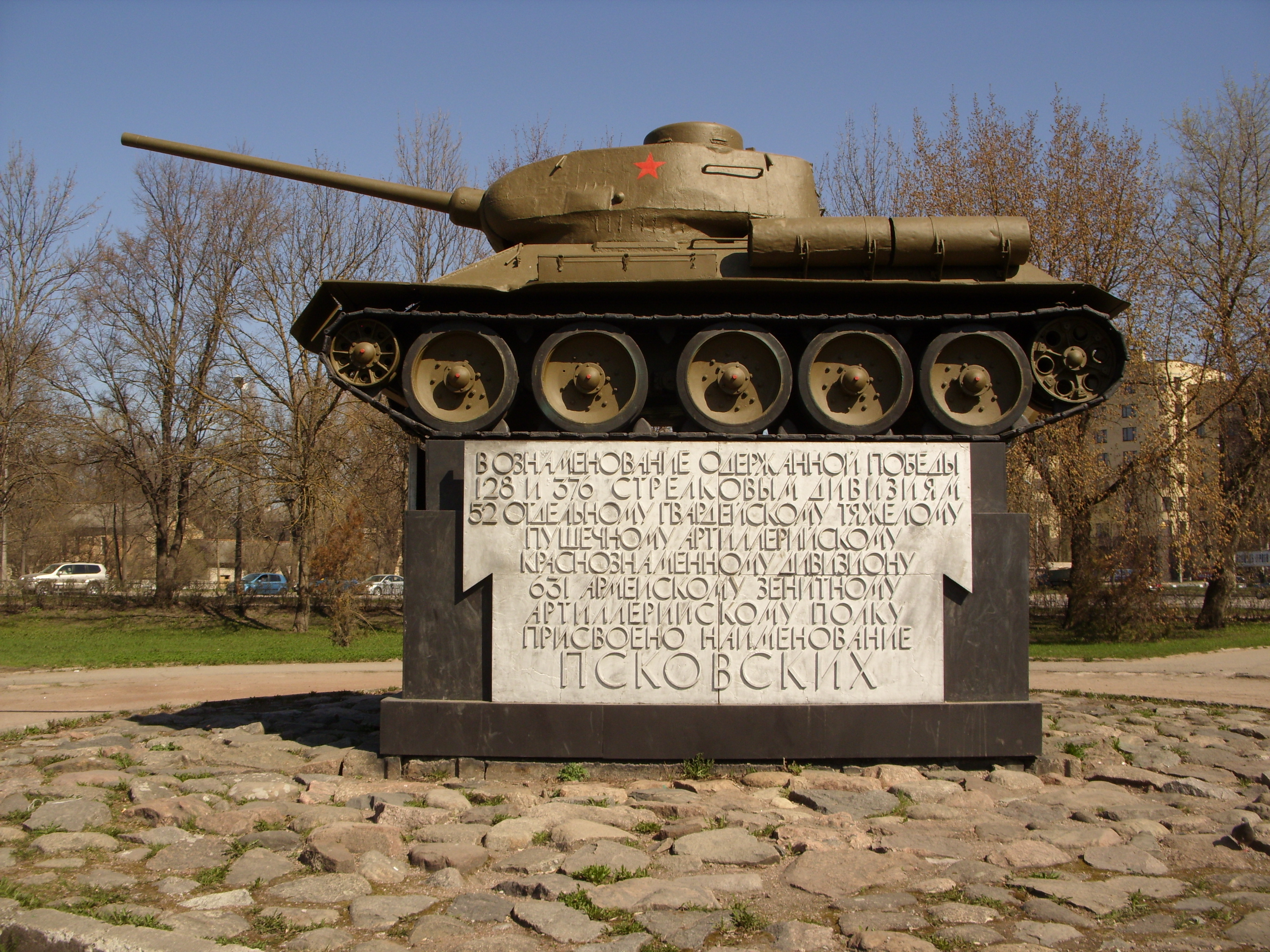
Памятник освободителям Пскова — танк Т-34-85
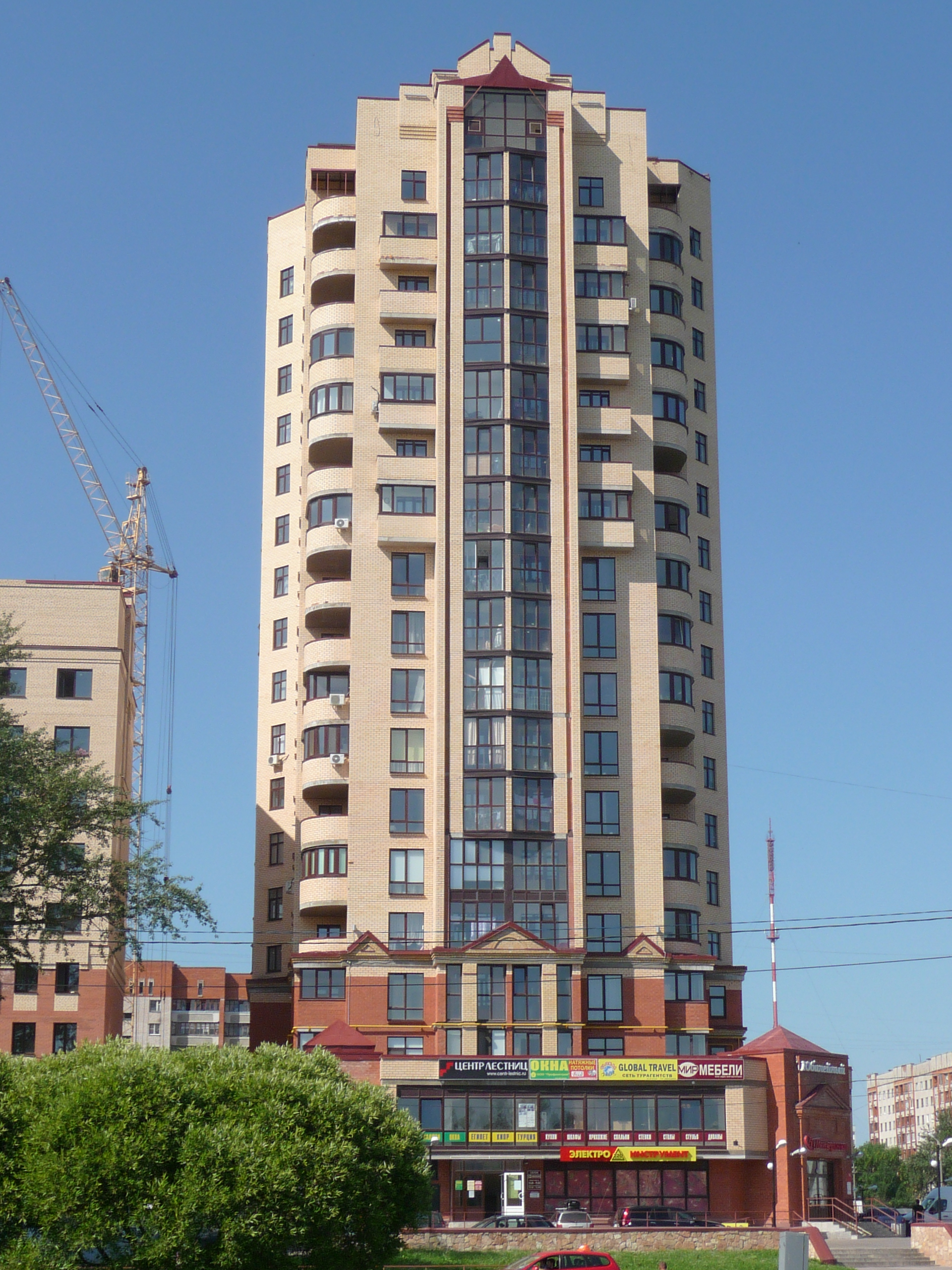
Жилое высотное здание (18 этажей), сдано в 2011 году
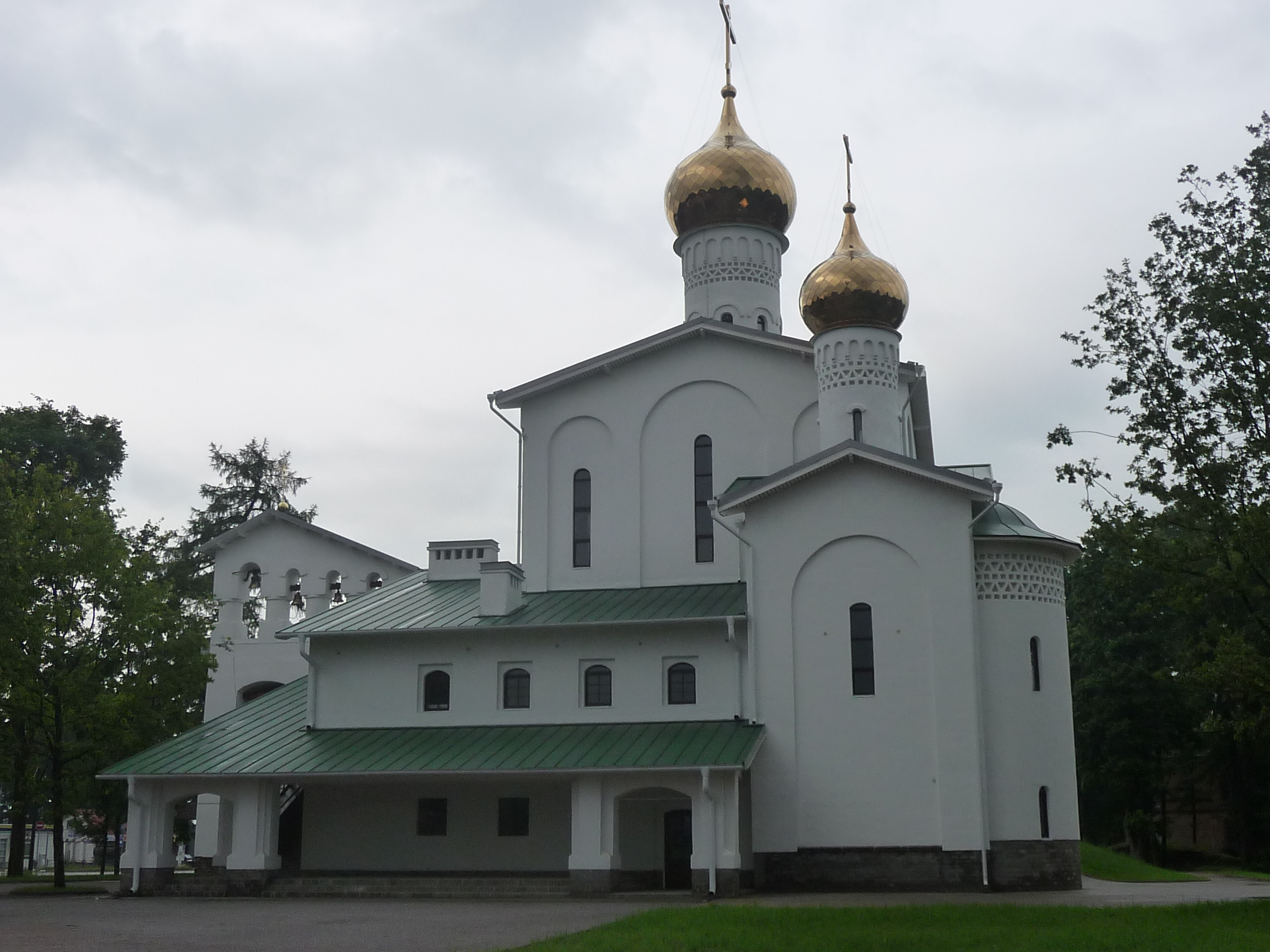
Церковь Веры, Надежды, Любови и матери их Софии, освящена в 2012 году

## Физико-географическая характеристика
Псков расположен на западе европейской части России, на месте впадения реки Псковы в р. Великую и в 16 км от места впадения р. Великой в Псковское озеро. Город находится в центре Псковской низменности. Площадь города составляет 95,6 км². Протяжённость города с севера на юг 9,2 км, а с запада на восток 10 км. Средняя высота над уровнем моря 46,5 м.

### Гидрография
Псков расположен на обоих берегах реки Великой, которую в городской черте питают реки Пскова, Черёха, Мирожка и Промежица. Также в городе и окрестностях имеется несколько небольших поверхностных водотоков: реки Милевка и Ремонтка, ручей Колокольничий. Длина всех водотоков Пскова составляет около 35 км.
Через Великую и Пскову перекинуто 12 мостов (включая пешеходные и железнодорожные).

### Экологическая ситуация
Выбросы от автотранспорта достигают 83 % суммарных выбросов от стационарных и передвижных источников.
Объём выбросов загрязняющих веществ в атмосферу от стационарных источников в 2007 г. составил 16,5 тыс. т, в том числе 7,1 тыс. т (43,2 %) оксида углерода, 2,6 тыс. т (15,8 %) твёрдых веществ. Наиболее крупным источником загрязнения атмосферы во Пскове являются ООО «Птицефабрика „Псковская“» (выброшено загрязняющих веществ 1365,92 т) и МП г. Пскова «Псковские тепловые сети» (478,12 т). Для всех рек, протекающих по территории Псковской области, в том числе и г. Пскова, характерны повышенные концентрации в воде железа общего, ионов меди, трудноокисляемых органических соединений.
Загрязнение атмосферы в г. Пскове характеризуется следующими показателями:
- средняя за год и максимальная разовая концентрации диоксида серы — ниже 1 ПДК
- средняя за год концентрация диоксида азота составляет 1,5 ПДК, максимальная разовая — 3,4 ПДК
- средняя за год и максимальная разовая концентрации оксида углерода — ниже 1 ПДК
- средняя за год концентрация взвешенных веществ — ниже 1 ПДК, максимальная разовая концентрация составила 2,2 ПДК
- Степень загрязнения атмосферы в целом по г. Пскову ориентировочно низкая и определяется значением ИЗА = 2,81[52]

С конца 1990-х годов реализуется официально зарегистрированный «Единой Россией» в 2006 году проект «Чистая вода». Повышение качества питьевой воды предусматривается осуществлять постепенным отказом от поверхностного водозабора из реки Великой и переходом к добыче воды из подземных источников. Тем не менее использование подземного водозабора приводит к засорению систем горячего водоснабжения (вплоть до полной непроходимости) в тех объектах, куда эта вода поступает в связи с её повышенной жёсткостью.

### Растительность

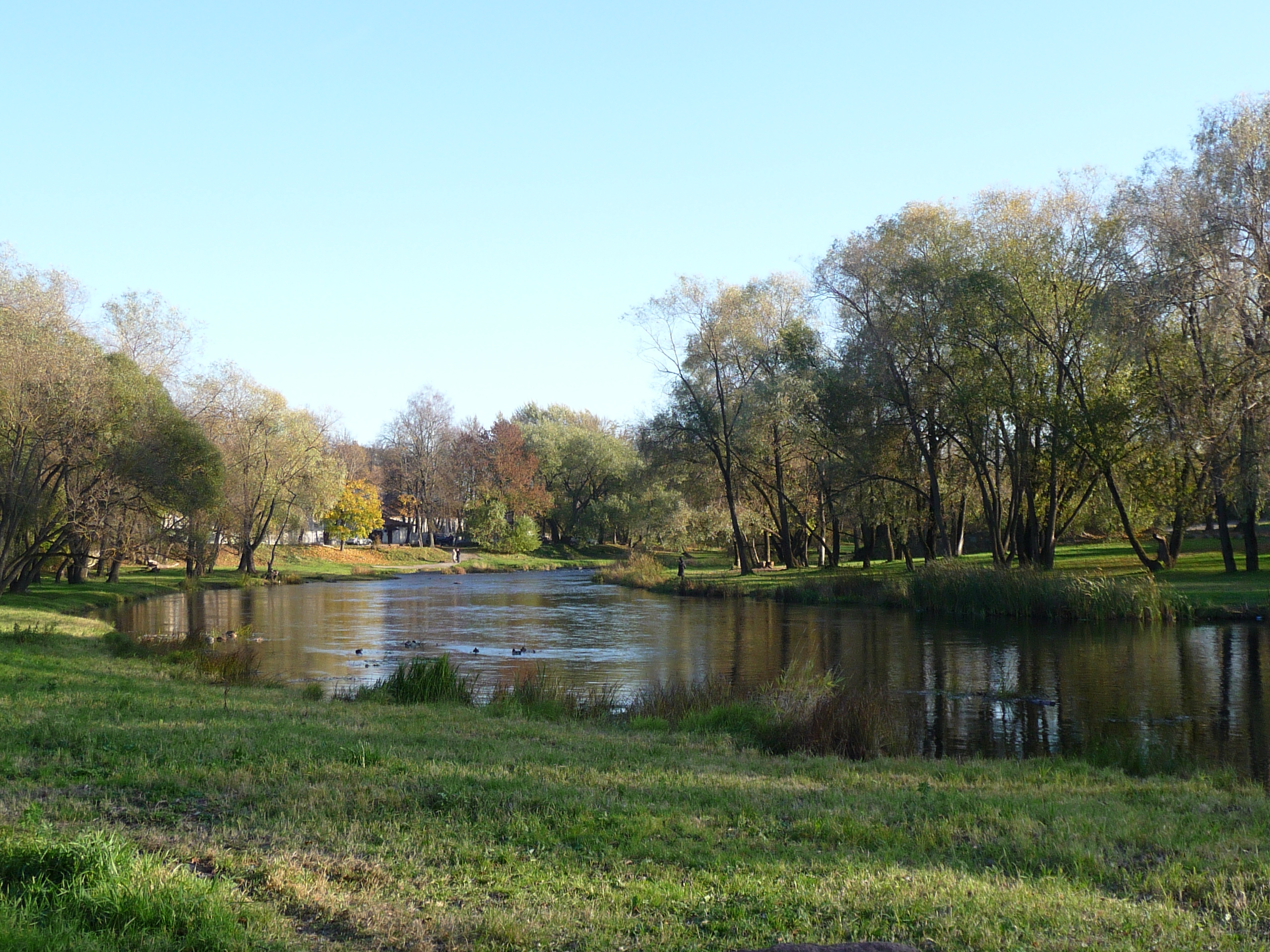
Река Пскова неподалёку от парка Куопио в середине октября

В Пскове высокая степень озеленения, много озеленённых улиц и дворов. Общая площадь парков и скверов Пскова составляет более 40 га.
- парк Куопио;
- парк культуры и отдыха имени А. С. Пушкина;
- сквер Павших Бойцов;
- Летний сад;
- Ботанический сад;
- Детский парк;
- парк Дендрарий;
- парк Берёзки и др.

В городе в большом количестве представлены берёзы, тополя, ивы, клёны и липы. Псков окружён хвойными и смешанными лесами.

### Климат
Климат Пскова переходный от умеренно морского к умеренно континентальному, с мягкой зимой и тёплым летом. Осадков больше выпадает летом и ранней осенью. Июль 2010 года был признан самым жарким за всю историю метеонаблюдений в Пскове. Средняя температура месяца составила +23,2 градуса.
- Среднегодовая скорость ветра — 2,4 м/с
- Средняя годовая температура — +5,9 °C
- Среднегодовая влажность воздуха — 80 %

| Показатель                    | Янв.  | Фев.  | Март  | Апр.  | Май  | Июнь | Июль | Авг. | Сен. | Окт.  | Нояб. | Дек.  | Год   |
| ----------------------------- | ----- | ----- | ----- | ----- | ---- | ---- | ---- | ---- | ---- | ----- | ----- | ----- | ----- |
| Абсолютный максимум, °C       | 9,8   | 11,3  | 19,3  | 27,6  | 32,0 | 33,6 | 35,7 | 35,6 | 30,3 | 22,6  | 14,1  | 12,4  | 35,7  |
| Средний суточный максимум, °C | −2,3  | −1,8  | 3,4   | 11,3  | 18,1 | 21,7 | 24,1 | 22,5 | 16,7 | 9,2   | 2,9   | −0,6  | 9,9   |
| Средняя температура, °C       | −4,7  | −5    | −0,7  | 6,3   | 12,2 | 16,2 | 18,6 | 16,9 | 11,7 | 5,8   | 0,8   | −2,6  | 5,8   |
| Средний суточный минимум, °C  | −7,4  | −8,2  | −4,5  | 1,3   | 6,3  | 10,6 | 13,1 | 11,6 | 7,3  | 2,6   | −1,4  | −4,9  | 1,9   |
| Абсолютный минимум, °C        | −40,6 | −37,6 | −29,7 | −20,9 | −5,1 | −0,1 | 2,7  | 1,3  | −4,6 | −12,5 | −23,8 | −40,3 | −40,6 |
| Норма осадков, мм             | 47    | 36    | 37    | 33    | 55   | 92   | 76   | 94   | 68   | 63    | 54    | 48    | 702   |
| Источник: Погода и климат     |       |       |       |       |      |      |      |      |      |       |       |       |       |

| Показатель                                                   | Янв.  | Фев.  | Март  | Апр.  | Май  | Июнь | Июль | Авг. | Сен. | Окт.  | Нояб. | Дек.  | Год   |
| ------------------------------------------------------------ | ----- | ----- | ----- | ----- | ---- | ---- | ---- | ---- | ---- | ----- | ----- | ----- | ----- |
| Абсолютный максимум, °C                                      | 11,0  | 9,3   | 15,8  | 25,2  | 31,9 | 33,6 | 34,0 | 34,0 | 28,2 | 19,7  | 14,1  | 12,4  | 34,0  |
| Средний суточный максимум, °C                                | −3,8  | −2,1  | 3,3   | 11,6  | 19,3 | 21,5 | 24,8 | 22,8 | 17,3 | 9,0   | 3,9   | −0,3  | 10,6  |
| Средняя температура, °C                                      | −6,3  | −5,2  | −0,8  | 6,2   | 13,2 | 16,0 | 19,2 | 17,1 | 12,4 | 5,3   | 1,9   | −2,2  | 6,4   |
| Средний суточный минимум, °C                                 | −9,1  | −8,2  | −4,8  | 1,1   | 7,0  | 10,2 | 13,8 | 12,0 | 8,3  | 2,1   | −0,1  | −4,4  | 2,3   |
| Абсолютный минимум, °C                                       | −31,6 | −31,6 | −23,4 | −14,7 | −4,5 | 1,1  | 5,0  | 3,7  | −1   | −11,4 | −21,1 | −21,8 | −31,6 |
| Норма осадков, мм                                            | 48    | 33    | 34    | 39    | 45   | 83   | 75   | 93   | 64   | 61    | 56    | 48    | 680   |
| Средняя влажность, %                                         | 89    | 85    | 75    | 67    | 65   | 70   | 74   | 78   | 83   | 85    | 90    | 89    | 79,2  |
| Средняя скорость ветра, м/с                                  | 2,1   | 2,0   | 2,2   | 2,2   | 1,9  | 1,8  | 1,6  | 1,5  | 1,6  | 1,9   | 2,2   | 2,3   | 1,9   |
| Источник: Погода и Климат (компиляция данных с метеостанции) |       |       |       |       |      |      |      |      |      |       |       |       |       |

### Часовой пояс
Псков находится в часовой зоне МСК (московское время). Смещение применяемого времени относительно UTC составляет +3:00.
В соответствии с применяемым временем и географической долготой средний солнечный полдень в Пскове наступает в 13:07.

## Территориальное деление

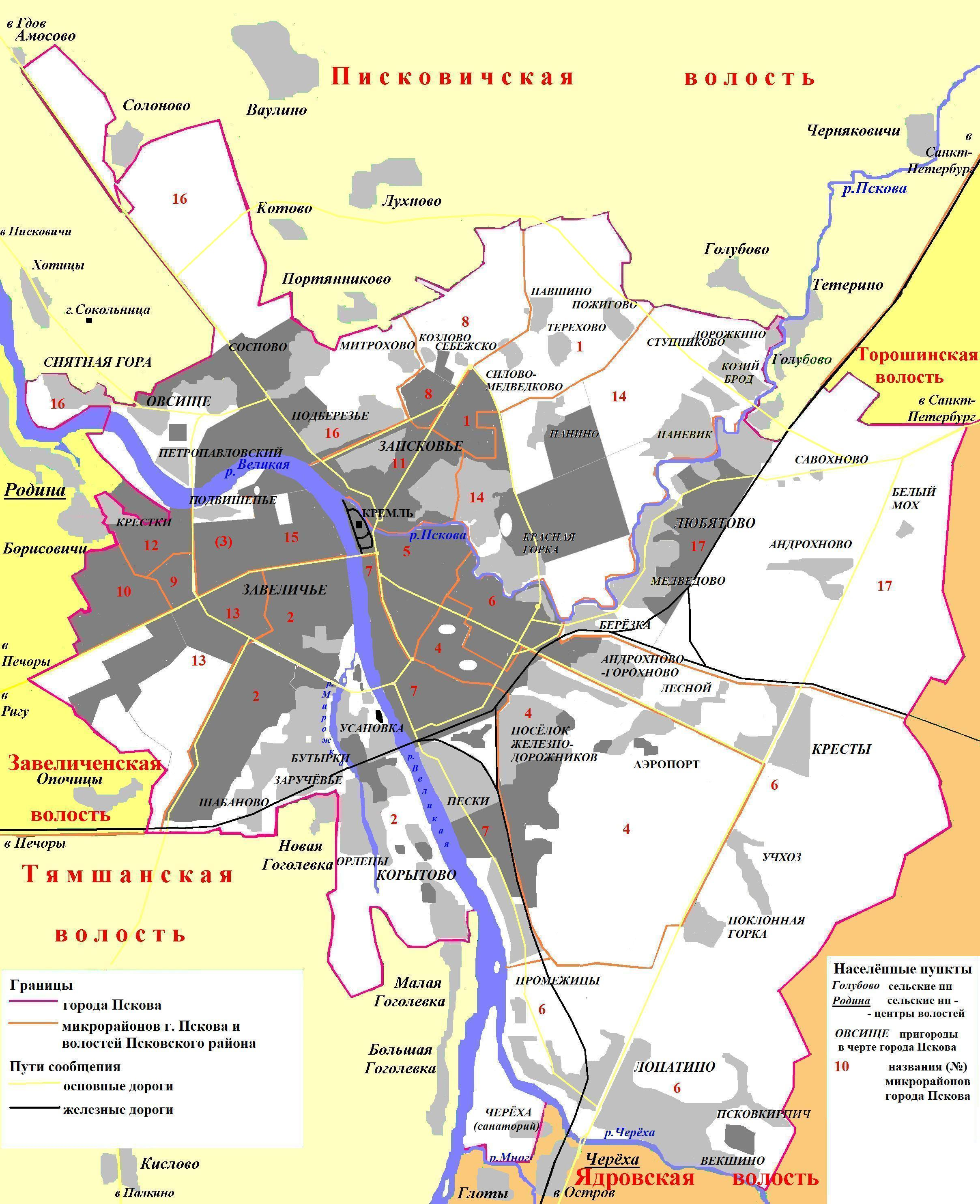
Карта города Пскова (2010 год)

Псков состоит из четырёх исторически сложившихся частей: Псковский Кремль (включая Довмонтов город) и центр Пскова в целом (включая Средний город и Окольный город исторического центра); За́псковье (к северу за рекой Псково́й); За́величье (к западу за рекой Великая) и Завокзалье (к югу и юго-востоку от центра города). Также отдельно можно выделить Кресты (на крайнем юго-востоке); Любятово, Паневик и Лисьи Горки (на северо-востоке), Лопатино (на крайнем юге, к северу от деревни Черёха, иногда в честь последней и называют собственно район Лопатино; или обобщённо Псковкирпич), Корытово (на юго-востоке Завеличья), Орлецы, Шабаново и Бутырки (на юге Завеличья); Овсище, Снятная Гора, Сосново и Соколицы (на западе Запсковья).
С 1977 по 1988 год Псков делился на два городских района — Ленинский (включал в себя центральную часть города, Завокзалье и Запсковье восточнее улицы Труда) и Пушкинский (Завеличье и Запсковье западнее улицы Труда). Районное деление было упразднено в октябре 1988 года.
До 2000-х годов город Псков делился на 17 муниципальных предприятий управлений микрорайонов, имевших числительные наименования (МП УМР № от 1 до 17). Их границы в ряде случаев охватывали разные исторические районы (УМР № 4, 6, 7 включают кварталы как Центра, так и Завокзалья).
По состоянию на 2010 год число УМР сократилось до 14 после того, как УМР № 3 был отнесён к УМР № 15, а также УМР № 14 — к УМР № 1, УМР № 4 — к УМР № 6.
14 МП УМР с условными наименованиями:
1. МП УМР № 1 — Запсковье восточное (включая бывший УМР № 14)
2. МП УМР № 2 — Ближнее Завеличье южное (набережное) — Корытово — Орлецы — Шабаново
3. МП УМР № 5 — Кром — Центр
4. МП УМР № 6 — Кресты — Лопатино — Центр (юго-восток) — Завокзалье (восток) (включая бывший УМР № 4)
5. МП УМР № 7 — Центр (набережный) — Завокзалье
6. МП УМР № 8 — Запсковье северное
7. МП УМР № 9 — Дальнее Завеличье восточное
8. МП УМР № 10 — Дальнее Завеличье западное
9. МП УМР № 11 — Запсковье южное
10. МП УМР № 12 — Дальнее Завеличье северо-западное — Крёстки
11. МП УМР № 13 — Дальнее Завеличье юго-западное
12. МП УМР № 15 — Ближнее Завеличье северное (включая бывший УМР № 3)
13. МП УМР № 16 — Запсковье западное — Овсище — Снятная Гора
14. МП УМР № 17 — Любятово

В 2010-е годы вместо муниципальных предприятий УМР стали создаваться частные управляющие организации (УО). В настоящее время их число достигло сорока.
Общая протяжённость границ города составляет 50 км.

## Органы власти

### Областные органы власти

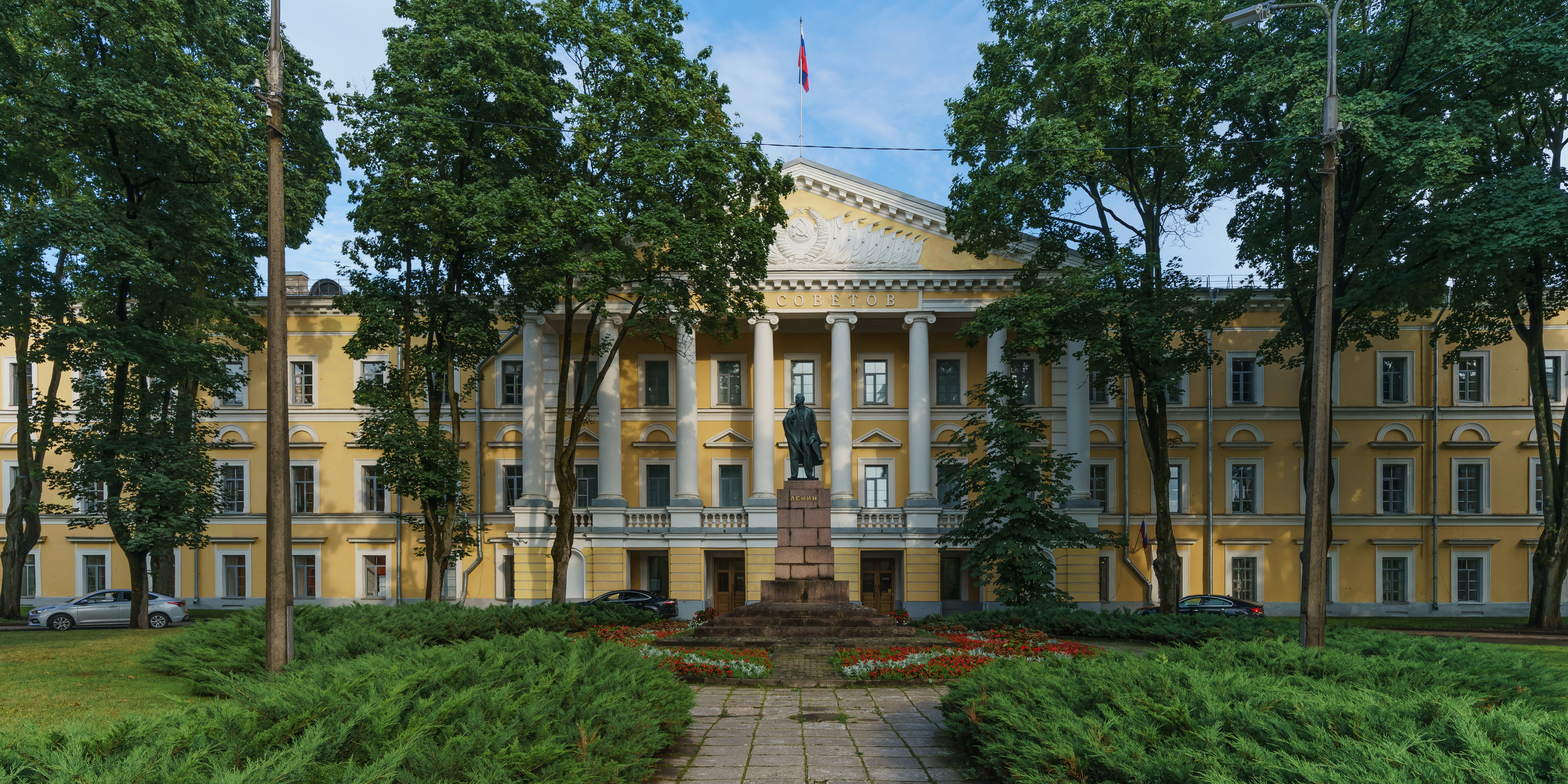
Дом Советов

Псков является административным центром Псковской области, в городе находятся все органы государственной власти Псковской области (Правительство Псковской области, Псковское областное Собрание депутатов). Государственная власть в области осуществляется на основе разделения властей на законодательную и исполнительную. Губернатор области и образуемые им органы управления составляют систему исполнительной власти. Исполнительным органом государственной власти Псковской области является Правительство Псковской области, которое с 17 сентября 2018 года возглавляет губернатор Михаи́л Ю́рьевич Веде́рников (избран 9 сентября 2018 года, в период с 12 октября 2017 по 17 сентября 2018 года временно исполнял обязанности губернатора).
Постоянно действующим представительным и законодательным органом власти является Псковское областное Собрание депутатов, в состав которого входит 26 депутатов. Его председателем с декабря 2011 года является Алекса́ндр Алексе́евич Ко́тов. Действующий созыв Собрания был избран в сентябре 2021 года.

### Городские органы власти
Двуглавая модель управления городом действовала со второй половины 2000-х годов и до 2022 года: глава администрации города Пскова (так называемый «сити-менеджер») и Глава города (председатель городской Думы) как высшее должностное лицо муниципального образования.
С осени 2022 года вводится одноглавая модель, совмещающая должности главы города и главы администрации.

#### Администрация города

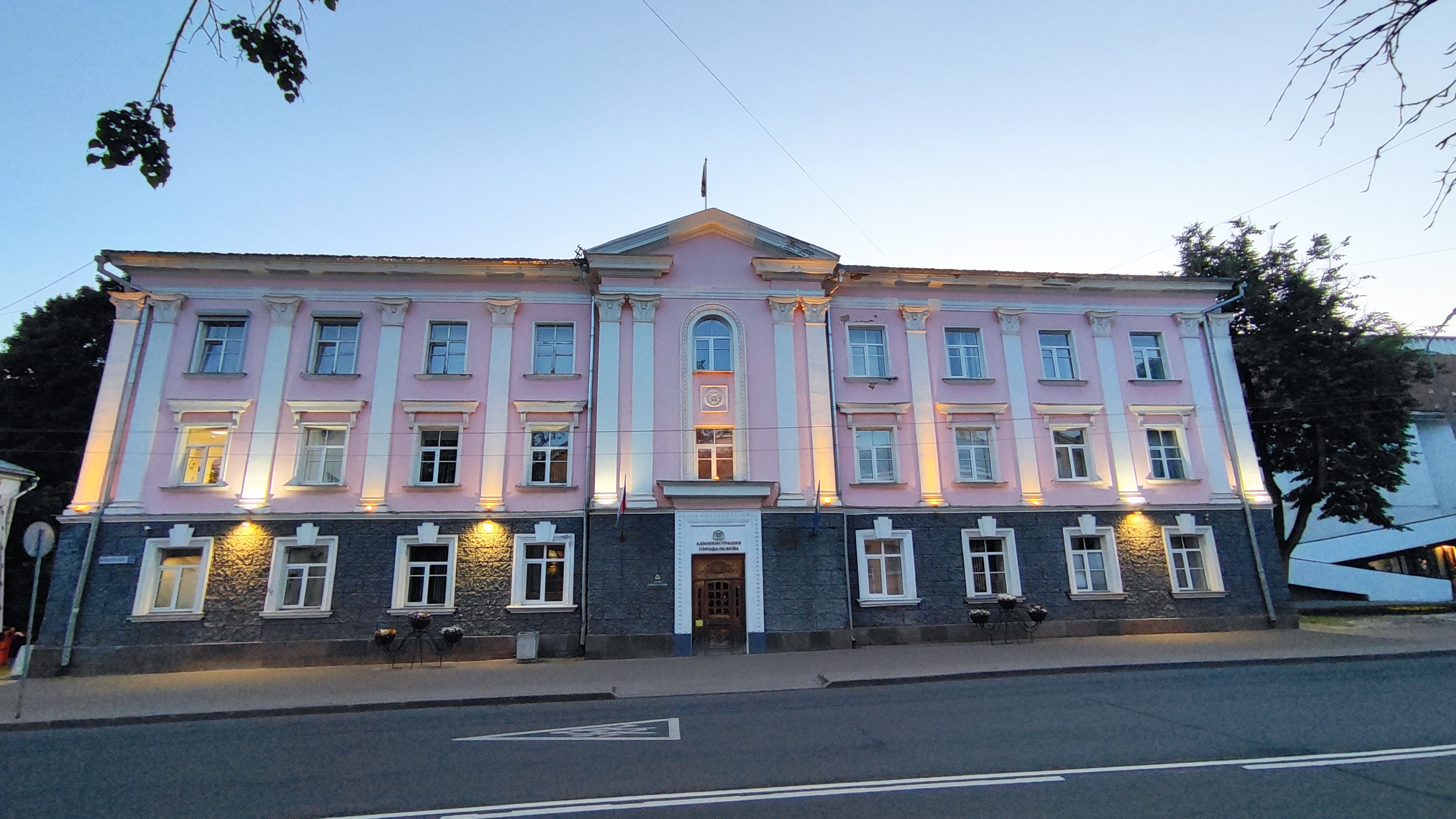
Здание Псковской городской администрации

Полномочия по решению вопросов местного значения, а также отдельные государственные полномочия в соответствии с федеральными законами, законами Псковской области и настоящим Уставом, осуществляет Администрация города Пскова.
Структура администрации города утверждается городской думой по представлению главы администрации города. В структуру администрации города входят:
- глава администрации города;
- заместители главы администрации города;
- структурные подразделения администрации города (аппарат администрации города);
- органы администрации города.

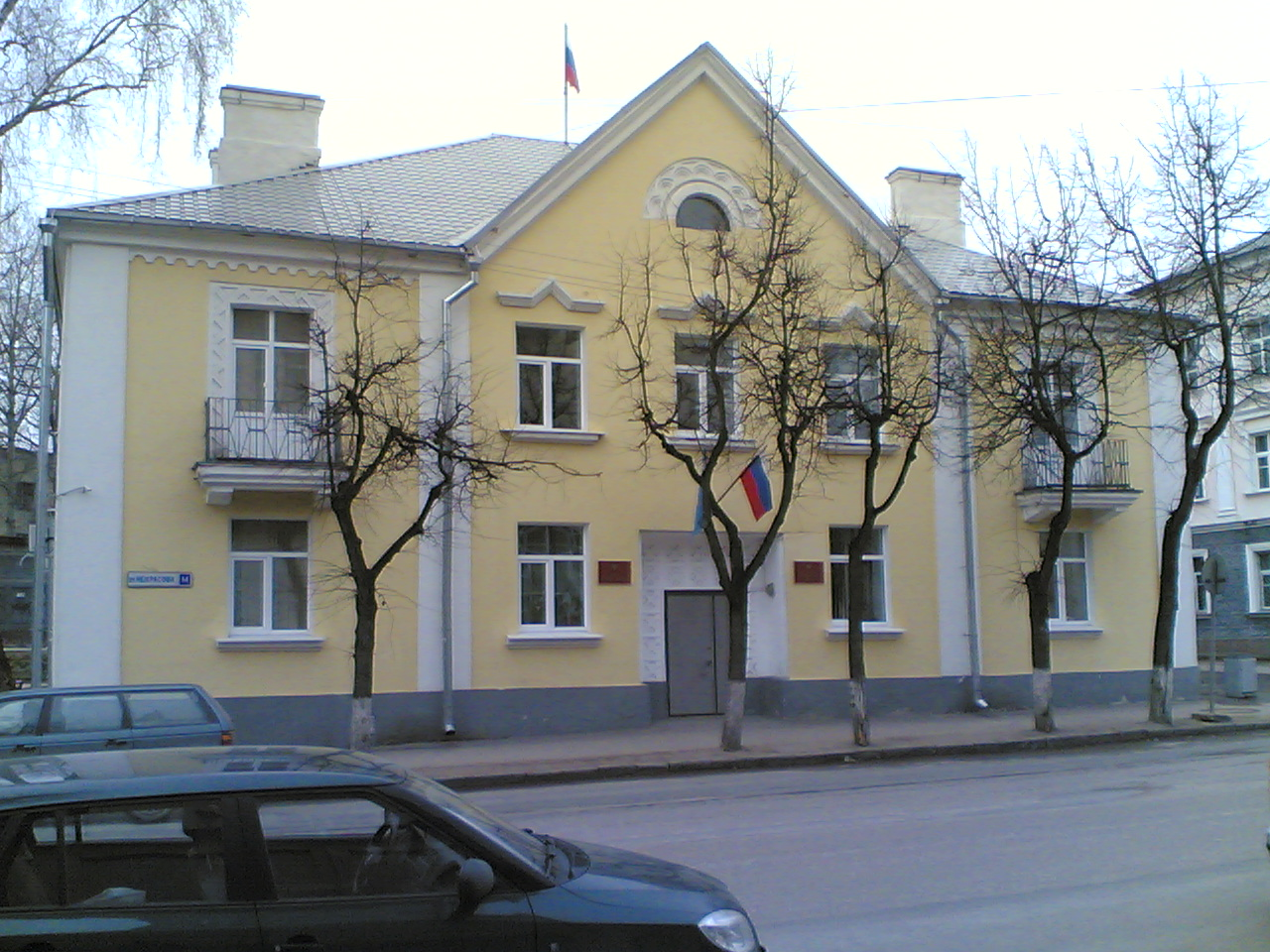
Здание Псковской городской Думы

Главой администрации города Пскова с осени 2021 года является Борис Ёлкин: 26 ноября избран тайным голосованием городской думой (28 сентября был назначен исполняющим полномочия главы администрации города, фактически исполнял обязанности с 30 июля). Предшественником с 2017 до 2021 год являлся Братчиков Александр Николаевич. Осенью 2022 года эта должность упраздняется и совмещается с должностью главы города.

#### Псковская городская Дума
Систему местного самоуправления в Пскове образуют представительный орган местного самоуправления — Псковская городская дума, высшее должностное лицо — Глава города Пскова. 26 апреля 2022 года исполняющим полномочия главы города назначен Сергей Вячеславович Гаврилов. С 2019 до 2022 года эту должность занимала Елена Александровна Полонская, с 2009 до 2019 года — Иван Николаевич Цецерский.
Глава города избирается депутатами на сессии Псковской городской думы из своего состава и является высшим должностным лицом города Пскова. Он исполняет полномочия председателя Псковской городской думы. Глава города избирается на срок полномочий равный сроку полномочий Псковской городской Думы (5 лет).

## Население
Псков — самый большой город Псковской области. На 1 января 2025 года по численности населения город находился на 97-м месте из 1124 городов Российской Федерации.
В XV веке Псков был вторым по величине городом России после Москвы. Секретарь Стефана Батория в ходе осады Пскова войсками этого польского короля записал в своём дневнике: «Любуемся Псковом! Боже, какой красивый город, точно Париж! Помоги нам, Господи, с ним справиться!».
После основания Санкт-Петербурга, ставшего важнейшим экономическим центром России, Псков утратил своё могущество. После расширения границ на запад, Псков окончательно утратил роль оборонного и приграничного центра. Эти изменения сказались на динамике роста численности населения.
Во время Великой Отечественной войны в Пскове погибло более четырёх тысяч местных жителей. С освобождением Пскова в июле 1944 года из 62 тысяч гражданского населения в городе остались лишь 143 жителя, после чего началось восстановление и последующий неуклонный рост численности населения города вплоть до середины 1990-х годов.
Соотношение мужчин и женщин:
| Всего           | Мужчины        | Женщины         |
| 203,3 тыс. чел. | 91,7 тыс. чел. | 111,6 тыс. чел. |
| 100,00 %        | 45,11 %        | 54,89 %         |

### Динамика
| 1811     | 1825     | 1833     | 1840     | 1847     | 1856     | 1863     | 1867     | 1870     | 1885     | 1897     | 1910     |
| -------- | -------- | -------- | -------- | -------- | -------- | -------- | -------- | -------- | -------- | -------- | -------- |
| 9300     | ↘8685    | ↗8876    | ↗10 269  | ↘8898    | ↗16 329  | ↗16 807  | ↘12 981  | ↗18 331  | ↗21 684  | ↗30 478  | ↗32 856  |
| 1914     | 1917     | 1920     | 1923     | 1926     | 1931     | 1933     | 1937     | 1939     | 1942     | 1944     | 1959     |
| ↗34 100  | ↗60 168  | ↘29 004  | ↗36 667  | ↗40 980  | ↘39 997  | ↗52 600  | ↗55 184  | ↗60 439  | ↘15 000  | ↘143     | ↗81 270  |
| 1962     | 1967     | 1970     | 1973     | 1975     | 1979     | 1985     | 1986     | 1987     | 1989     | 1990     | 1991     |
| ↗98 000  | ↗112 000 | ↗126 711 | ↗141 000 | ↗156 000 | ↗175 724 | ↗194 000 | ↗195 000 | ↗202 000 | ↗203 789 | ↗205 000 | ↗208 000 |
| 1992     | 1993     | 1994     | 1995     | 1996     | 1997     | 1998     | 1999     | 2000     | 2001     | 2002     | 2003     |
| ↗209 000 | ↘208 000 | ↘207 000 | →207 000 | →207 000 | ↘206 000 | ↘204 000 | ↘202 900 | ↘201 500 | ↘200 100 | ↗202 780 | ↗202 800 |
| 2004     | 2005     | 2006     | 2007     | 2008     | 2009     | 2010     | 2011     | 2012     | 2013     | 2014     | 2015     |
| ↘201 000 | ↘200 100 | ↘197 100 | ↘194 900 | ↘194 200 | ↘193 034 | ↗203 279 | ↘202 882 | ↗203 974 | ↗206 154 | ↗206 730 | ↗207 571 |
| 2016     | 2017     | 2018     | 2019     | 2020     | 2021     | 2023     | 2024     | 2025     |          |          |          |
| ↗208 145 | ↗209 840 | ↗210 501 | ↘210 116 | ↗210 340 | ↘193 082 | ↘189 315 | ↘187 129 | ↘185 486 |          |          |          |

### Национальный состав
Национальный состав населения города Пскова по данным переписей населения 2002 и 2010 годов:
| Национальность                                            | 2002 год, чел. | % от всего населения | % от указавших нацио- нальность | 2010 год, чел. | % от всего населения | % от указавших нацио- нальность |
| --------------------------------------------------------- | -------------- | -------------------- | ------------------------------- | -------------- | -------------------- | ------------------------------- |
| Русские                                                   | 190480         | 93,93 %              | 94,45 %                         | 177580         | 87,36 %              | 95,03 %                         |
| Украинцы                                                  | 3934           | 1,94 %               | 1,95 %                          | 2952           | 1,45 %               | 1,58 %                          |
| Белорусы                                                  | 2270           | 1,12 %               | 1,13 %                          | 1761           | 0,87 %               | 0,94 %                          |
| Армяне                                                    | 914            | 0,45 %               | 0,45 %                          | 950            | 0,47 %               | 0,51 %                          |
| Цыгане                                                    | 578            | 0,29 %               | 0,29 %                          | 477            | 0,23 %               | 0,26 %                          |
| Татары                                                    | 439            | 0,22 %               | 0,22 %                          | 402            | 0,20 %               | 0,22 %                          |
| Азербайджанцы                                             | 389            | 0,19 %               | 0,19 %                          | 379            | 0,19 %               | 0,20 %                          |
| Узбеки                                                    | 76             | 0,04 %               | 0,04 %                          | 157            | 0,08 %               | 0,08 %                          |
| Евреи                                                     | 264            | 0,13 %               | 0,13 %                          | 157            | 0,08 %               | 0,08 %                          |
| Чуваши                                                    | 162            | 0,08 %               | 0,08 %                          | 131            | 0,06 %               | 0,07 %                          |
| Немцы                                                     | 178            | 0,09 %               | 0,09 %                          | 121            | 0,06 %               | 0,06 %                          |
| Молдаване                                                 | 134            | 0,07 %               | 0,07 %                          | 120            | 0,06 %               | 0,06 %                          |
| Латыши                                                    | 172            | 0,08 %               | 0,09 %                          | 110            | 0,05 %               | 0,06 %                          |
| Поляки                                                    | 147            | 0,07 %               | 0,07 %                          | 99             | 0,05 %               | 0,05 %                          |
| Вьетнамцы                                                 | 29             | 0,01 %               | 0,01 %                          | 88             | 0,04 %               | 0,05 %                          |
| Эстонцы                                                   | 154            | 0,08 %               | 0,08 %                          | 86             | 0,04 %               | 0,05 %                          |
| в том числе Сету                                          | 1              | 0,00 %               | 0,00 %                          | 7              | 0,00 %               | 0,00 %                          |
| Мордва                                                    | 111            | 0,05 %               | 0,06 %                          | 83             | 0,04 %               | 0,04 %                          |
| Финны                                                     | 117            | 0,06 %               | 0,06 %                          | 77             | 0,04 %               | 0,04 %                          |
| Лезгины                                                   | 41             | 0,02 %               | 0,02 %                          | 76             | 0,04 %               | 0,04 %                          |
| Чеченцы                                                   | 84             | 0,04 %               | 0,04 %                          | 69             | 0,03 %               | 0,04 %                          |
| Башкиры                                                   | 63             | 0,03 %               | 0,03 %                          | 65             | 0,03 %               | 0,03 %                          |
| Литовцы                                                   | 91             | 0,04 %               | 0,05 %                          | 65             | 0,03 %               | 0,03 %                          |
| Грузины                                                   | 95             | 0,05 %               | 0,05 %                          | 64             | 0,03 %               | 0,03 %                          |
| Коми                                                      | 62             | 0,03 %               | 0,03 %                          | 58             | 0,03 %               | 0,03 %                          |
| Корейцы                                                   | 58             | 0,03 %               | 0,03 %                          | 50             | 0,02 %               | 0,03 %                          |
| другие                                                    | 621            | 0,31 %               | 0,31 %                          | 699            | 0,34 %               | 0,37 %                          |
| всего указали национальность                              | 201663         | 99,45 %              | 100,00 %                        | 186876         | 91,93 %              | 100,00 %                        |
| не указали национальность, в том числе из адм. источников | 1117           | 0,55 %               |                                 | 16403          | 8,07 %               |                                 |
| всего                                                     | 202780         | 100,00 %             |                                 | 203279         | 100,00 %             |                                 |

По итогам переписи населения 2020 года проживали следующие национальности (национальности менее 0,1 % и другое, см. в сноске к строке «Другие»):
| Национальность | Численность, чел. | Доля     |
| -------------- | ----------------- | -------- |
| Русские        | 169 037           | 87,55 %  |
| Украинцы       | 1227              | 0,64 %   |
| Белорусы       | 828               | 0,43 %   |
| Армяне         | 773               | 0,40 %   |
| Таджики        | 403               | 0,21 %   |
| Азербайджанцы  | 342               | 0,18 %   |
| Татары         | 287               | 0,15 %   |
| Узбеки         | 267               | 0,14 %   |
| Другие         | 19 918            | 10,30 %  |
| Итого          | 193 082           | 100,00 % |

### Религия

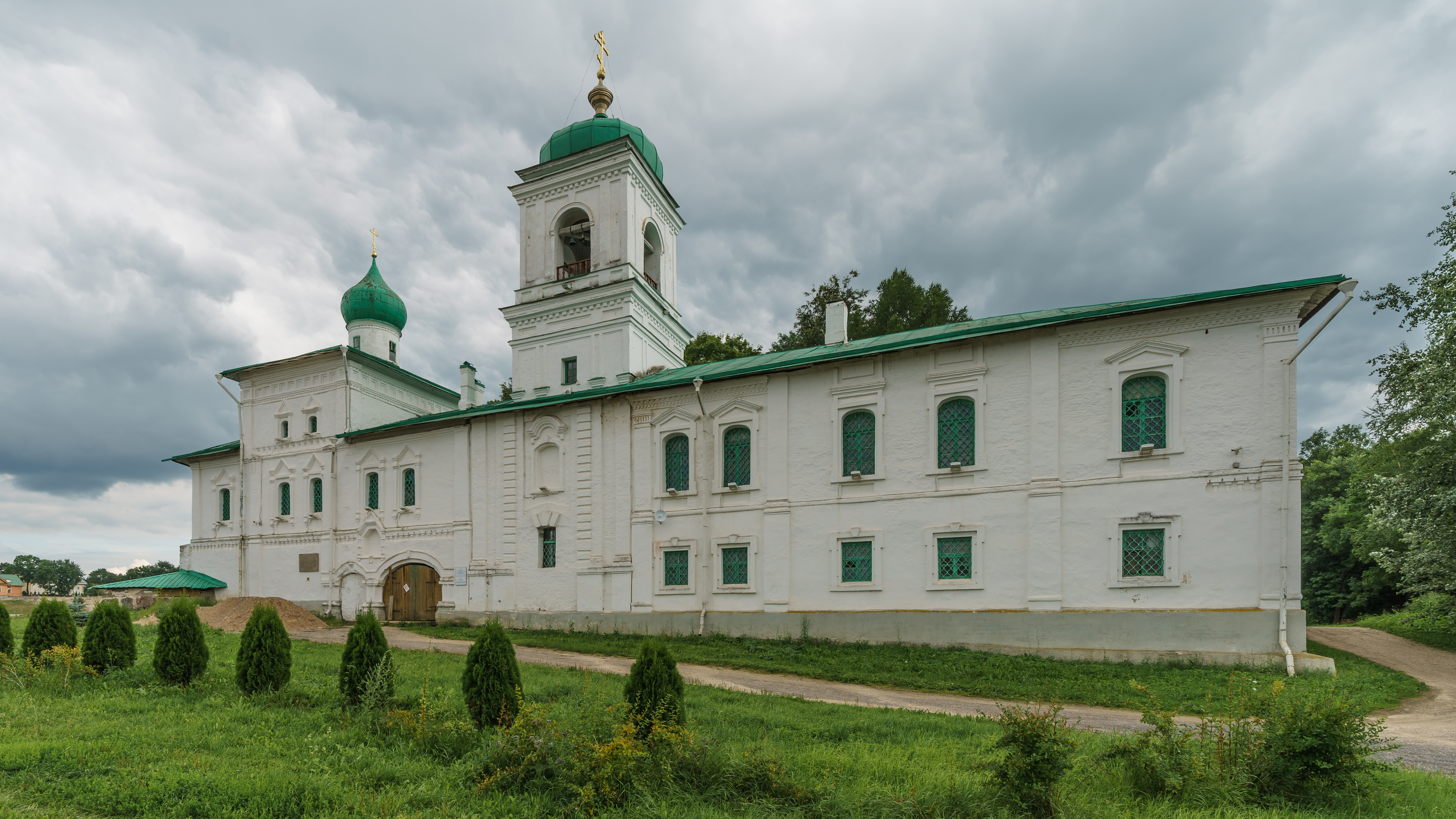
Мирожский монастырь (XI—XII вв.)

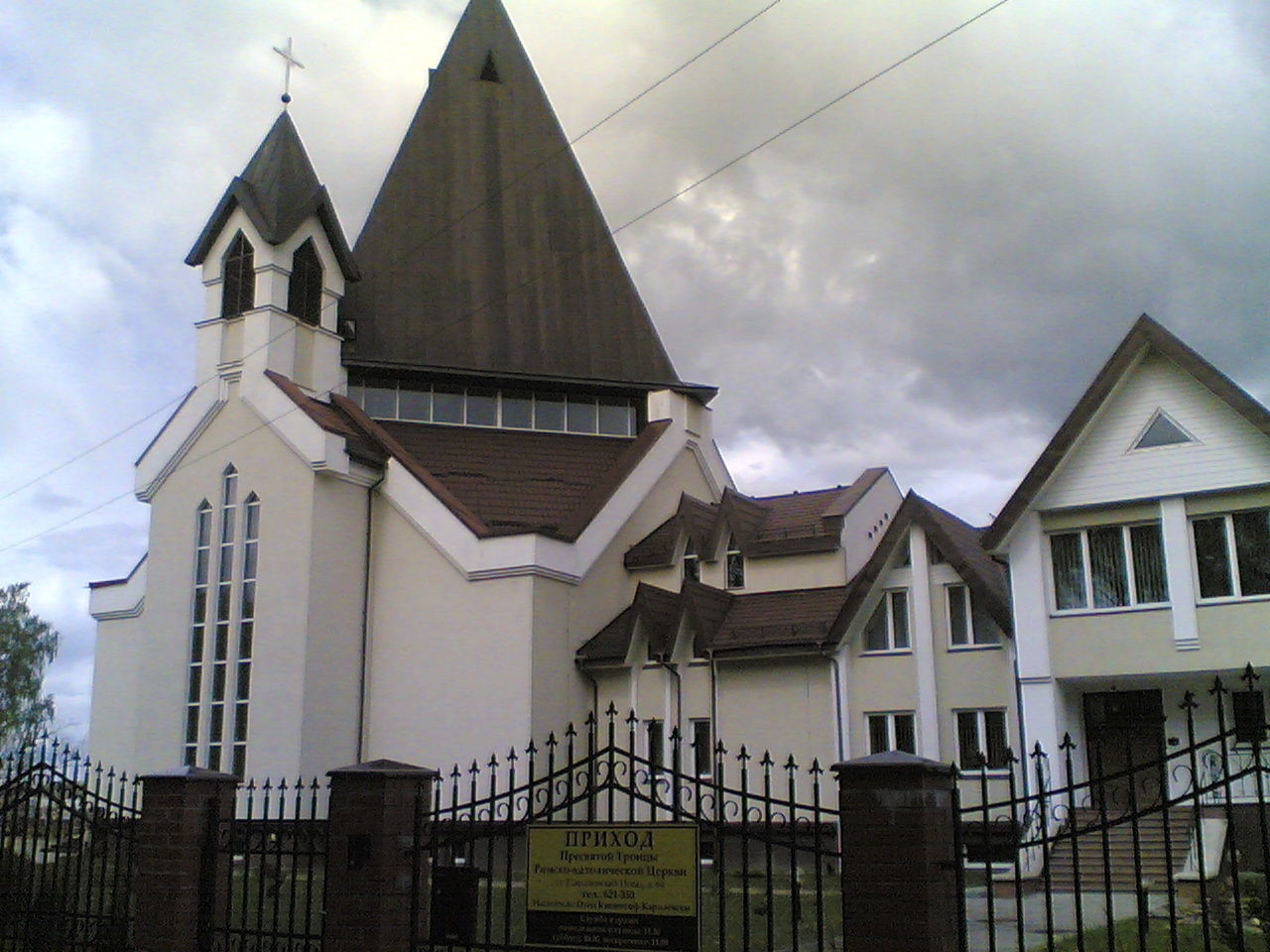
Костёл Пресвятой Троицы

В Пскове, как и в других городах Западной и Центральной России, наибольшее распространение среди вероучений получило православие. По легенде, Псков был основан Святой Ольгой на месте, где сошлись три луча, там и был возведён первый деревянный собор Святой Троицы, вокруг него становился город Псков. По мере роста города строились и новые православные церкви. Церковное зодчество древнего Пскова сохранилось и до наших дней. Сейчас в Пскове 44 православных храма, из них 5 не действуют. Самый древний храм Пскова — Спасо-Преображенский — был возведён ещё в XI—XII веке. В Пскове два мужских и один женский монастырь (Мирожский монастырь, Снетогорский монастырь, Иоанно-Предтеченский монастырь). Город Административный центр Псковской и Великолукской епархии Русской православной церкви.
Помимо православных приходов Московской Патриархии, в городе имеется старообрядческая община Поморской церкви. Ей принадлежит церковь Николы от Каменной ограды.
В Пскове есть также один католический костёл (костёл Пресвятой Троицы) и одна протестантская церковь (церковь Евангельских Христиан-Баптистов).
Псковская католическая община образовалась в XIX веке, тогда был построен первый католический храм, здание дошло до наших дней, но подверглось сильным изменениям, сейчас там находится учебно-курсовой комбинат.

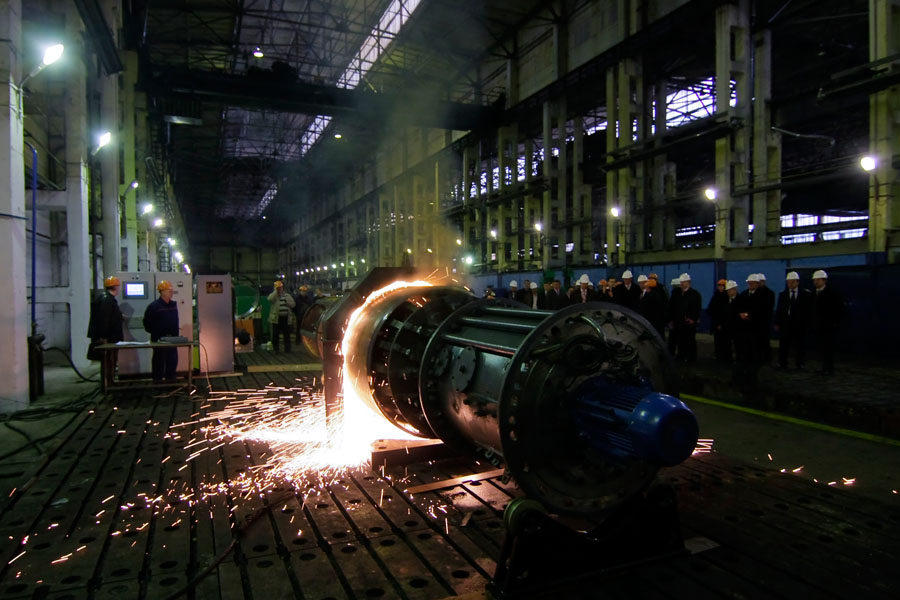
Контактная сварка непрерывным оплавлением трубы газопровода диаметром 1420 мм во Пскове на заводе ТЭСО (ЗАО Псковэлектросвар)

### Промышленность
- ООО «НПП „СТ“»— производство мобильных и стационарных рельсосварочных комплексов, механическая обработка деталей
- ООО «Полипласт» — производство гальванического оборудования.
- ООО «Элементум» — Производство холодильных машин, тепловых насосов, теплообменников.
- ОАО «Псковский электромашиностроительный завод» — производство электрических машин постоянного и переменного тока.
- ОАО «Псковский завод механических приводов» — производство приводной техники и мотор-редукторов различного профиля.
- ООО «ЭНЕРГИЯ» — производство стабилизаторов напряжения.
- ОАО Электротехнический завод «ЗЕНЧА-Псков» — производство электротехнического оборудования 0,4-35кВ (КТП, БКТП, КСО, КРУ, НКУ), НВА — низковольтной аппаратуры и товаров народного потребления (электроплитки, электрорадиаторы, электроконвекторы), а также ТПМ — оборудования для поверхностного монтажа.
- ЗАО «Завод Точлит» — специализируется на производстве отливок из углеродистых и легированных сталей, серых и специальных чугунов способом точного литья.
- ОАО «Псковкабель» — производство кабельной продукции (выручка от продаж нетто, 2011 год — 3,824 млрд рублей).
- ОАО «АВАР» (ОАО «АВТОЭЛЕКТРОАРМАТУРА») — предохранители; блоки управления различного назначения, блоки монтажные реле и предохранителей; выключатели и переключатели, реле; шнековые пары для термопластавтоматов.
- ОАО «Псковский завод автоматических телефонных станций — Т» — производство автоматических телефонных станций.
- ОАО «Псковский завод аппаратуры дальней связи» — изготовление аппаратуры дальней связи.
- ОАО «Псковский завод радиодеталей „Плескава“» — специализируется на производстве как специальной электронной техники, так и электронных компонентов гражданского и военного назначения.
- ООО «Завод резиновой обуви „Псков-Полимер“» — производство резиновой обуви.
- «Завод ЖБИ-1» — все виды железобетонных изделий.
- «Псковский кирпичный завод»
- ОАО «Юнайтед Бейкерс — Псков» — ранее ОАО «Любятово» — изготовление крекеров и сухих завтраков.
- ОАО «Псковский хлебокомбинат» — производство хлебобулочных и кондитерских изделий.
- ООО «Псковский мелькомбинат» — широкий ассортимент продукции сельского хозяйства и зерноперерабатывающей промышленности.
- ЗАО «Псковская швейная фабрика „Славянка“» — пошив одежды под маркой Truvor
- ЗАО «УКЛАД» — производство сантехнической арматуры.
- ЗАО «Псковпищепром» — производство алкогольной продукции, торговая сеть «Пчёлка», гипермаркет «Империал».
- ООО «Псковмясопром» — производство мясных изделий.
- ООО «ПСКОВТЕХГАЗ» — производство криогенного оборудования и технических/промышленных газов.
- ООО «ПсковГеоКабель»[142] — производство геофизических грузонесущих бронированных и специальных кабелей.
- ЗАО «ГИСприбор-М» — производство каротажных подъёмников.
- ООО «Тёплый дом» — производство теплоэффективных стеновых строительных блоков.
- «Завод современного домостроения» — производство теплоэффективных блоков.
- ЗАО «Псковская лодочная верфь» — производство малых судов из стеклопластика: гребные и моторные лодки, яхты и плавдачи.
- ОАО «ПсковГазМаркет» — строительство, монтаж и капитальный ремонт магистральных газо и нефтепроводов.
- ООО «ОКЗ Холдинг» — производство строительных металлоконструкций и резервуаров различного промышленного назначения.
- ООО «СПиКо» — производство оборудования для переработки биоотходов в пеллеты, брикеты, древесную муку.
- ООО «Псковский котельный завод» — производство водогрейных котлов для отопительных, промышленно-отопительных и модульных котельных.
- PERCo — производство систем и оборудования безопасности.
- ООО «ТАНН НЕВСКИЙ» — производство и дистрибуция бумаги для фильтров сигарет в табачной промышленности. Полиграфическая деятельность и предоставление услуг в этой области.
- ООО «Стел» — производство лодок ПВХ, РИБов, рафтов, аэролодок и лодочных аксессуаров, выпускаемых под товарным знаком «Stel».

### Транспорт
Наибольшей популярностью у жителей Пскова за явным преимуществом пользуется автомобильный (личный) и автобусный транспорт (последний — фактически из-за отсутствия альтернатив). Чрезвычайно высокая автомобилизация и развитость городской автобусной инфраструктуры (внутри региона автобусное сообщение развито слабо) находятся на одних из лидирующих позиций по России.

#### Автомобильный транспорт
Через Псков проходят автомобильные дороги 58К096 «Псков — Гдов — Сланцы» и А212 «Псков — Изборск — граница с Эстонией», со стороны границы идёт много транзитного транспорта.
В 2007 году была открыта первая очередь «Северного обхода» — объездной дороги вокруг Пскова (учётный номер — 58К450), связавшая трассу Р23 с автодорогой 58К096. В сентябре 2016 года началось строительство второй очереди, которая должна связать уже построенную часть объездной дороги с автодорогой А212.

#### Городской транспорт
Единственный вид городского транспорта — автобусный. Сеть городских автобусов в Пскове хорошо развита. Она насчитывает 34 маршрута (по данным на 2018 год). Цена проезда с декабря 2022 года составляет 36 рублей.
С января 1912 года до июля 1941 года в Пскове действовал электрический трамвай. После войны трамвайное движение восстановлено не было. Во второй половине 1970-х гг. велось проектирование троллейбусных линий, но и этот проект не был реализован.

#### Водный транспорт

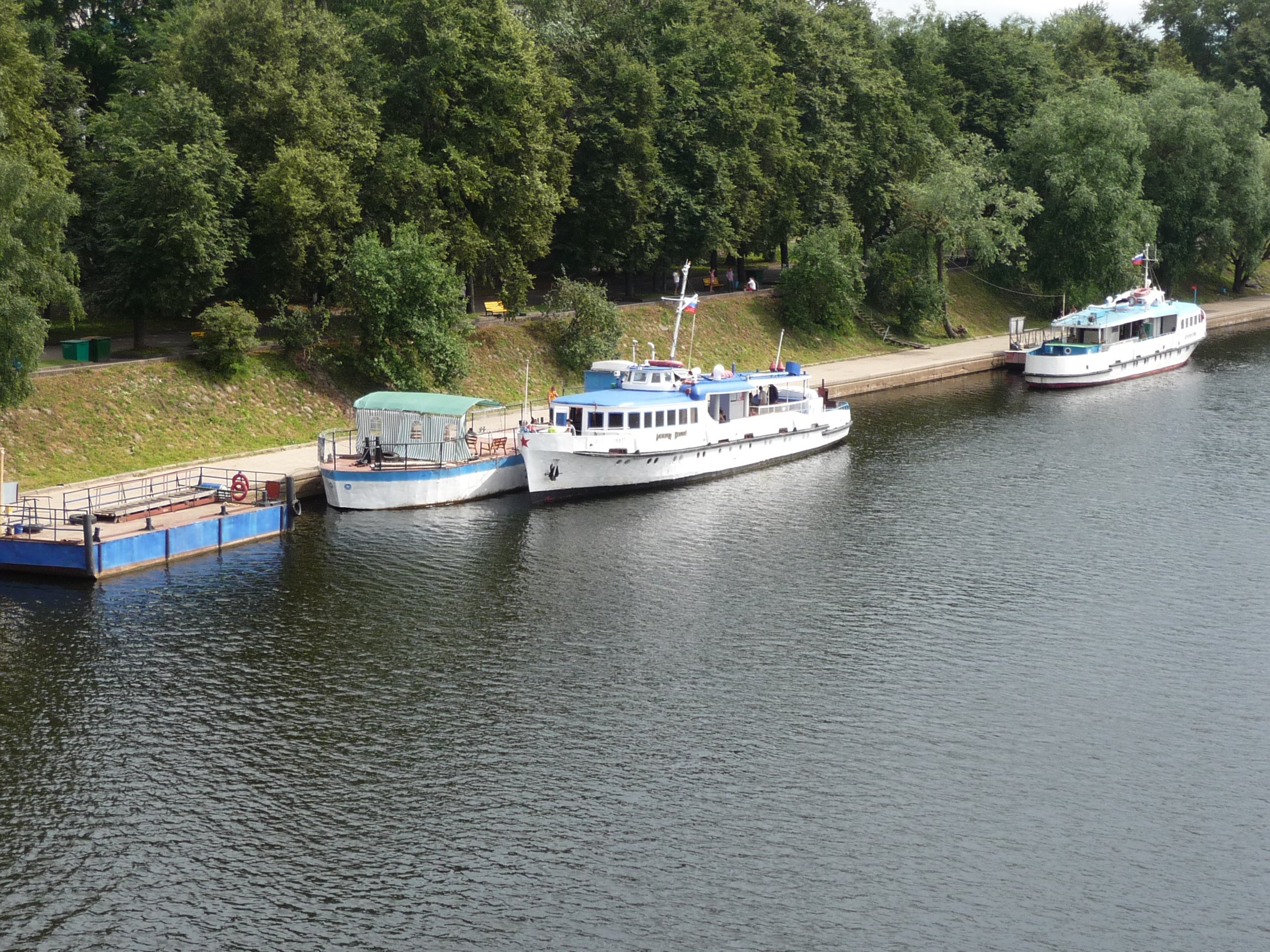
Прогулочные катера у пристани в центре Пскова

Псков в Средние века стоял на пути «из варяг в греки». При этом город имел водное сообщение с городами Тарту, Таллин, Стокгольм и другими. После присоединения Пскова к Московскому княжеству и упразднения Псковской республики город утратил свою независимость, что повлекло за собой ослабление торговых связей с городами Западной Европы. После постройки Петром I Санкт-Петербурга весь грузооборот России Балтийского направления был перенаправлен в бассейн Невы. В 1940-х годах после присоединения Прибалтийских республик к СССР, город Псков окончательно утратил своё значение как порт, а в результате постройки на реке Нарва в 1960-е годы плотины Нарвской ГЭС проход судов из Чудского озера в Балтийское море был полностью преграждён. В 1970—1980 годы действовало постоянное пассажирское сообщение между Псковом и Тарту, осуществлявшееся теплоходами на подводных крыльях «Ракета».
По Великой курсируют прогулочные теплоходы «Псков» и «Буревестник».

#### Железнодорожный транспорт

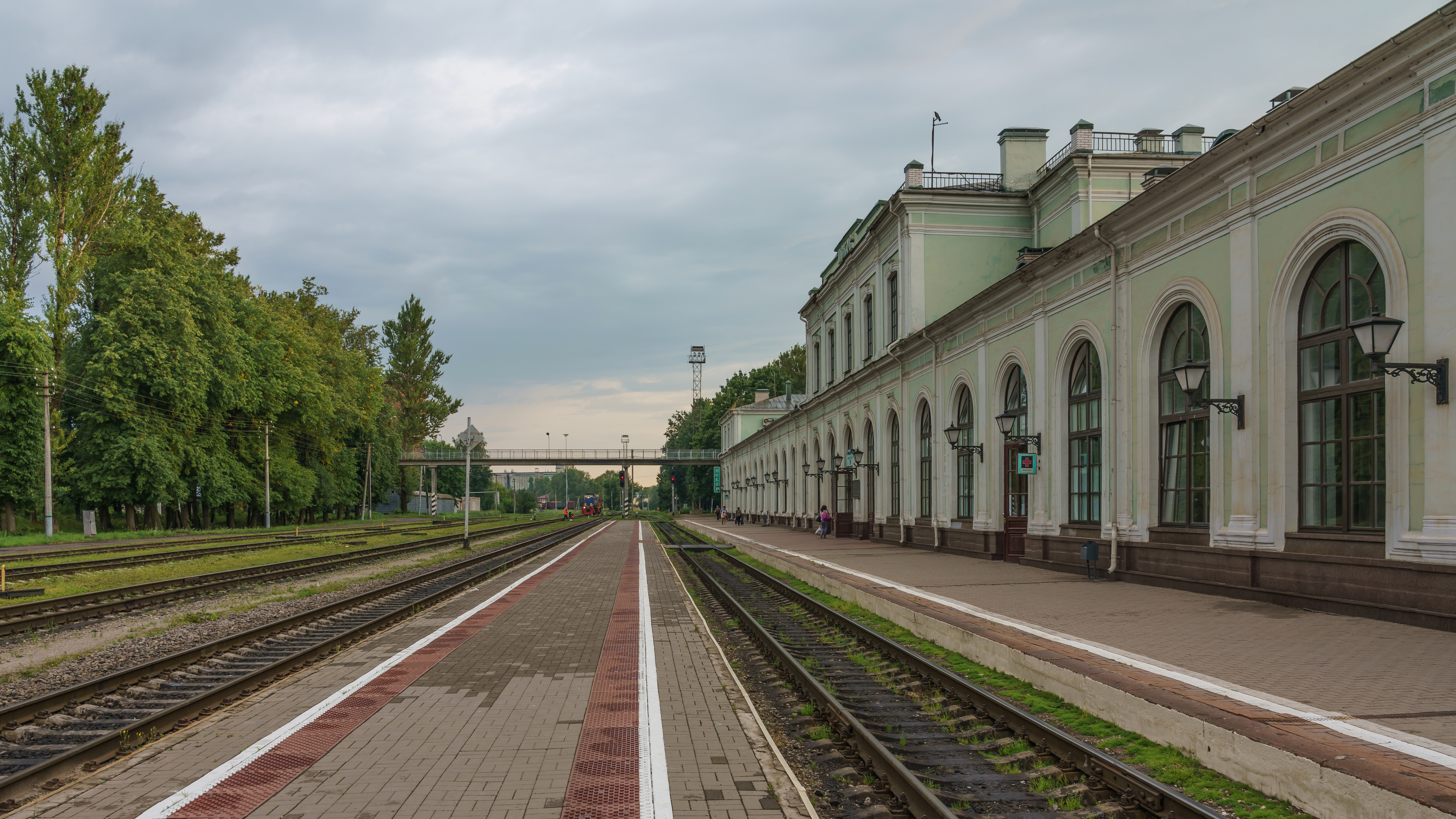
Железнодорожный вокзал, вид со стороны путей

В черте города находятся станции Октябрьской ж. д.: Псков-Пассажирский, Псков-Товарный, Псков-II, Псков-Туристский, Черёха, Берёзки, Любятово, Полковая.
В конце XIX — начале XX века Псков становится крупным железнодорожным узлом, где пересекаются следующие дороги:
- Петербурго-Варшавская ж. д. (построена в 1852—1862 гг.; с 1907 г. в ведении Северо-Западных ж. д.). Первый поезд из Санкт-Петербурга пришёл в Псков 10 (22) февраля 1859 г. Изначально двухпутная, сейчас однопутная до станции Молоди.
- Псково-Рижская ж.д. с ответвлением на Дерпт (Тарту) (построена в 1886—1888 гг.; протяжённость 286 вёрст; с 1907 г. в ведении Северо-Западных ж. д.).
- Бологое-Псковская ж. д. (линия Бологое — Валдай — Старая Русса — Псков) Дорога, протяжённостью 335 вёрст, была построена в 1894—1897 гг. «Обществом Московско-Виндаво-Рыбинской железной дороги» с выходом к Риге.
- Псков — Гдов — Нарва Рокадная дорога построена в 1915—1916 гг. «Обществом Московско-Виндаво-Рыбинской железной дороги» для нужд фронта. Разрушена в годы Великой Отечественной войны. Участок Псков — Гдов не восстановлен.
- Псков (Берёзки) — Святые Горы — Опочка — Идрица — Полоцк (1916—1917 гг.) Разрушена в годы Великой Отечественной войны. Не восстановлена.

Электрификация железнодорожных путей во времена СССР, так и в современный период РФ, произведена не была.
В последние годы[когда?] пассажирское железнодорожное сообщение в Пскове переживало кризис ввиду нерентабельности этого вида деятельности на данной территории и тотального проигрыша автобусным коммерческим компаниям, вследствие крайней незаинтересованности властей в развитии отрасли, объясняемое перманентной нехваткой средств и невозможностью или трудноосуществимостью процедур субсидирования.
С 2012 года отсутствует пригородное сообщение в западном и юго-западном направлениях (Пыталово, Скангали, Печоры). В 2015 году пригородное сообщение по станции Псков-Пассажирский на некоторое время прерывалось вовсе.
С 2015 года прекратилось курсирование через Псков международных поездов дальнего следования в Ригу и Вильнюс (данные поезда переведены на Витебский ход). В 2015—2018 годах отсутствовало регулярное сообщение поездами дальнего следования с Санкт-Петербургом.
По состоянию на август 2018 года ситуация с железнодорожным сообщением в Пскове стабилизирована. Имеется ежедневное сообщение поездами дальнего следования с Москвой (1-2 пары поездов) и Санкт-Петербургом (четыре пары поездов Ласточка). Также существует ежедневное пригородное сообщение до станций Дно и Луга-1. В Луге возможна пересадка на согласованный электропоезд до Санкт-Петербурга.

#### Аэропорт

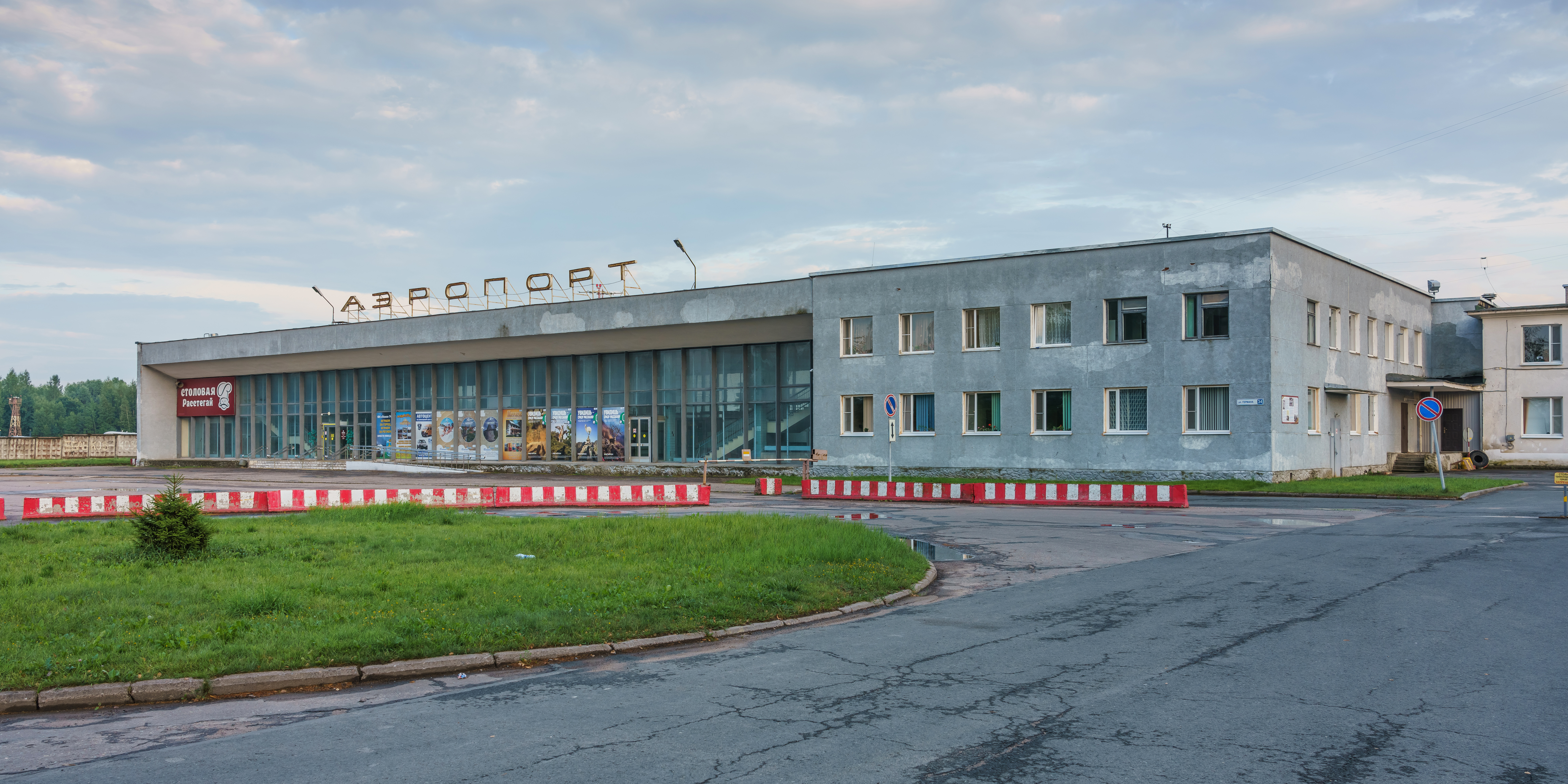
Аэропорт в 2018 г.

В Пскове находится международный аэропорт «Псков». В разные годы полёты выполнялись в Москву и Санкт-Петербург. Воздушное сообщение со столицей было возобновлено в мае 2007 года после 15-летнего перерыва в рамках областной целевой программы по развитию авиасообщения. Авиакомпания «Псковавиа» возобновила авиасообщение по маршруту Псков — Москва (Домодедово) — Псков. Рейсы в то время начали выполняться в понедельник, среду, пятницу. C 1 августа 2013 года компания приступила к выполнению рейсов по маршруту Псков — Санкт-Петербург.
В 2009 г. — 2010 г. латвийская авиакомпания «AirBaltic» пыталась наладить авиасообщение между Псковом и Ригой, рейсы выполнялись дважды в неделю, но в связи с низким пассажиропотоком прекращены.
На начало 2018 года «Псковавиа» находилось в крайне сложном положении (предбанкротном состоянии), работники не получали зарплату полгода, все рейсы на Москву и Санкт-Петербург были отменены.
На лето 2020 года выполняются рейсы авиакомпанией «Азимут» в Москву (Внуково) и Сочи, а также авиакомпанией «РусЛайн» в Калининград и Минеральные Воды.

#### Мосты
Мосты через Великую
- Мост Александра Невского (в створе улиц Юбилейной и Чудской; открыт 31 октября 1990; 27 марта 1991 решением горисполкома ему присвоено имя Александра Невского).
- Ольгинский мост (проект 1901 года; инж. Григорий Никифорович Соловьёв; торжественно заложен 14 июня 1909; освящён и открыт для движения 30 октября 1911; официально именован «Ольгинским» 9 ноября 1911; взорван красноармейцами 25 мая 1919; восстановлен в феврале 1921) — Красной Армии (переименован в феврале 1923; взорван красноармейцами 8 июля 1941; восстановлен сапёрами вермахта в 1942; взорван немцами 22 июля 1944; восстановлен 21 апреля 1945; демонтирован в 1969 г.) — Советской армии (1970, железобетонный; Ленгипротрансмост) — Ольгинский;
- Мост имени 50-летия Октября (открыт в октябре 1967 г.)
- Рижский железнодорожный мост (Псково-Рижской ж. д.; торжественная закладка 14 сентября 1886; 1888; инж. Д. И. Журавский, С. В. Кербедз; дважды взорван в Великую Отечественную войну: 8 июля 1941 советскими сапёрами, в июле 1944 — отступающими немцами).

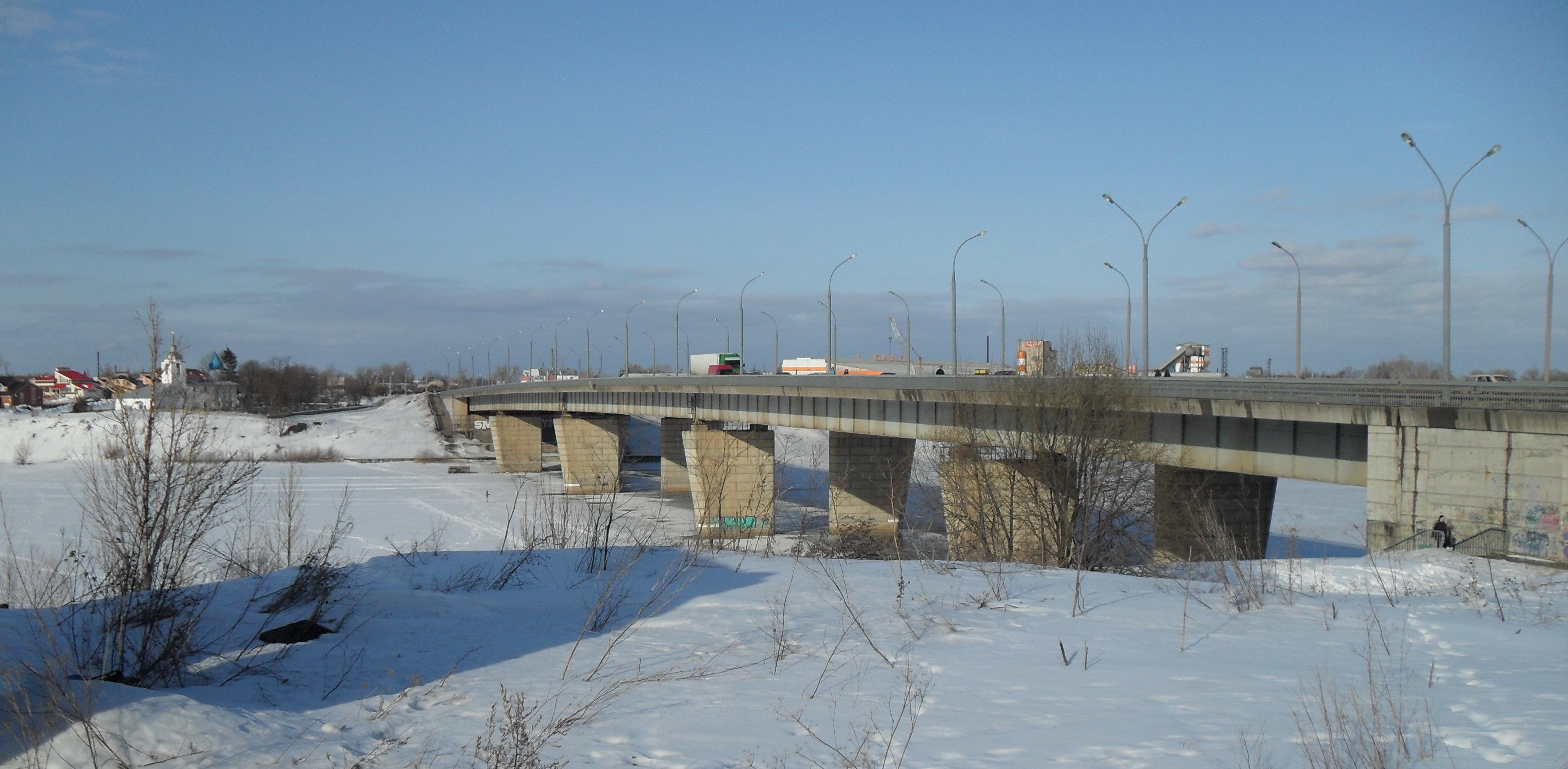
Мост Александра Невского
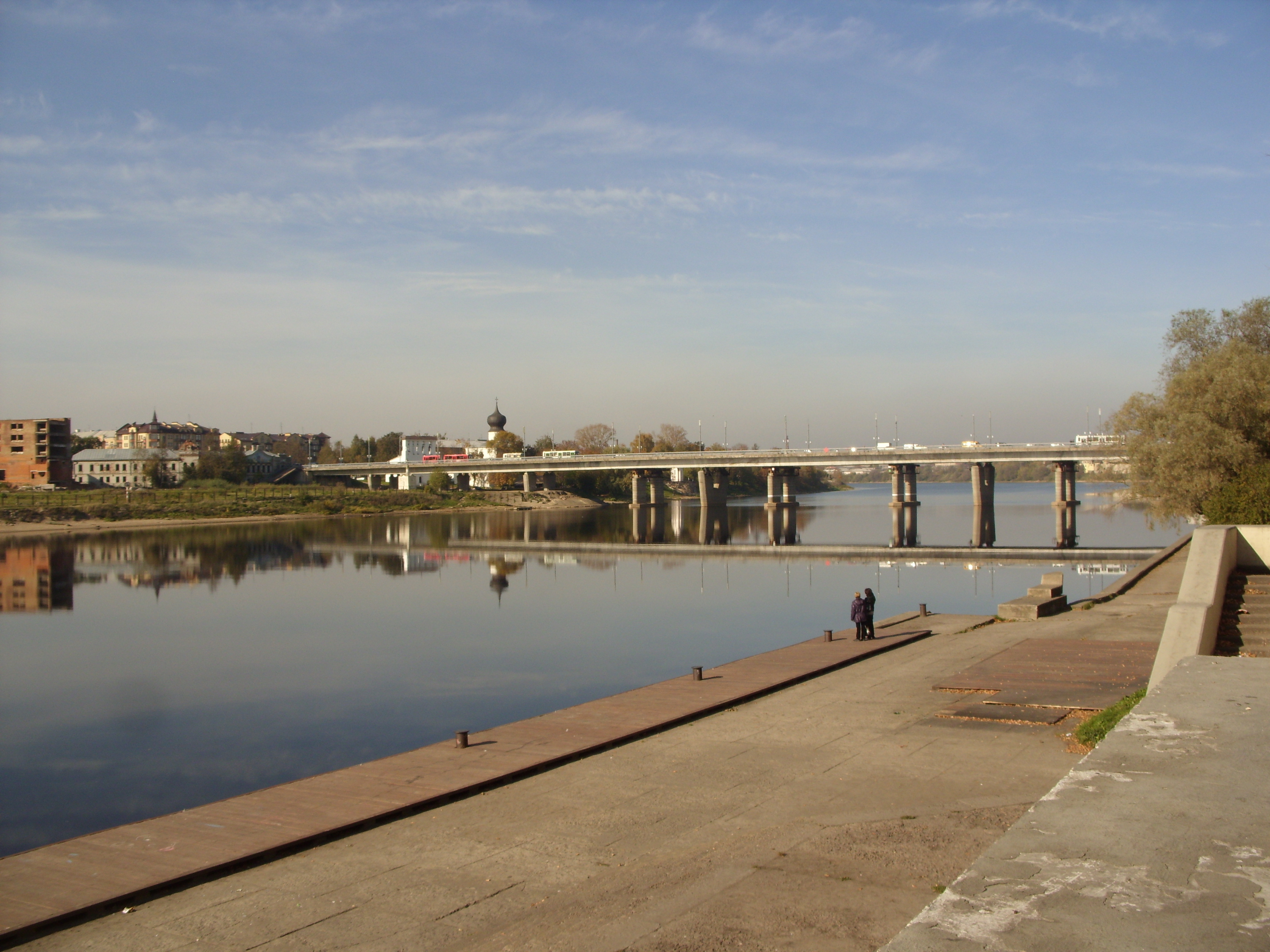
Ольгинский мост
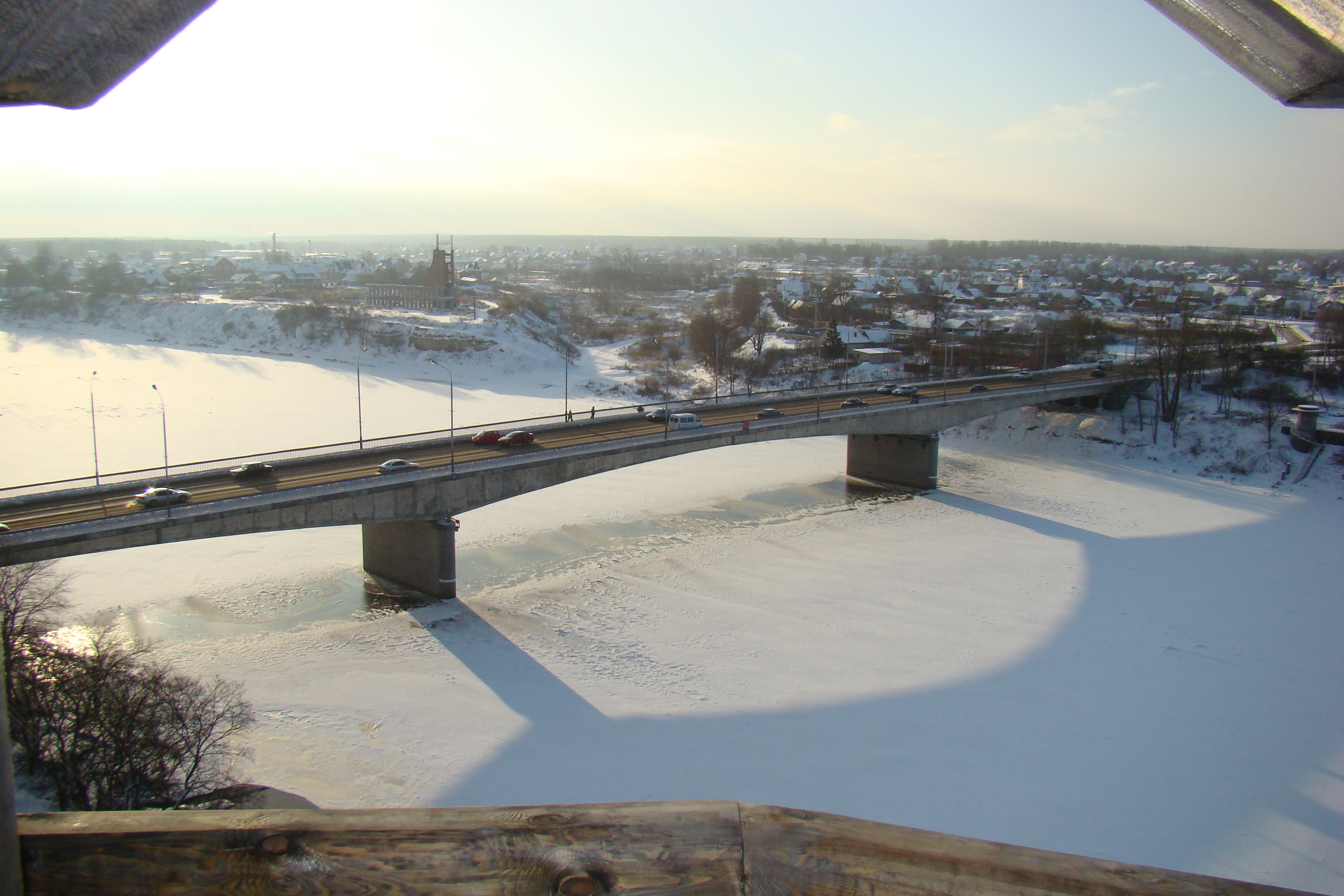
Мост имени 50-летия Октября
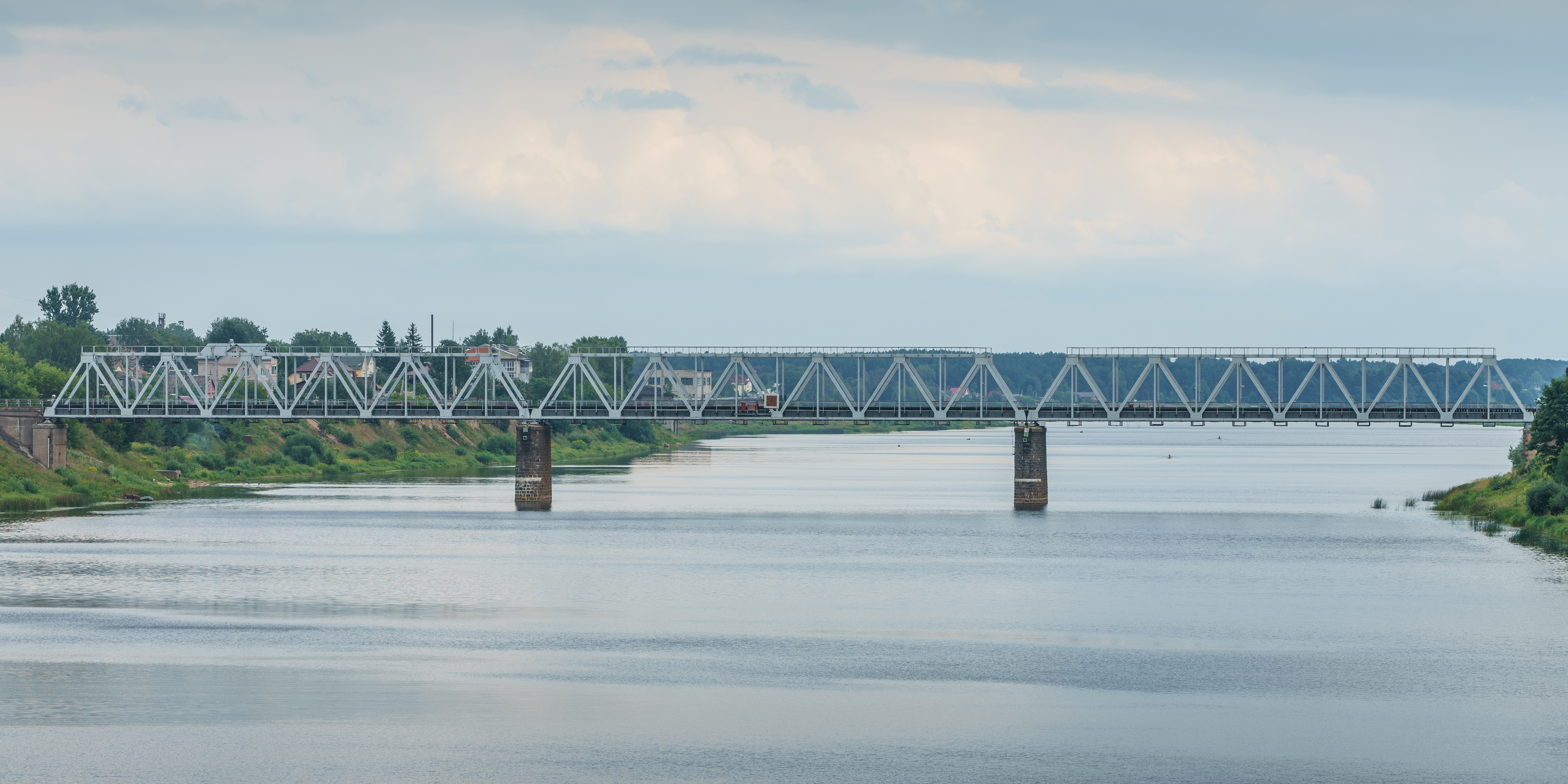
Рижский мост

Мосты через Пскову
- Троицкий мост (сначала деревянный, так наз. «Американский», 1849 г.; металлический, 1899 г.; 20 марта 1902 наименован Троицким; 12 октября 1925 переименован в Советский; заменён железобетонным 28 декабря 1950)
- Пешеходный мост в Бродах у церкви Богоявления с Запсковья
- Кузнецкий мост (в створе Кузнецкой и Индустриальной улиц; капитальная реконструкция в 1981 г.).
- Пешеходный мост в Красной Горке у костёла Пресвятой Троицы (связывая Каменный переулок в центре и Красногорскую улицу на Запсковье)
- Инженерный мост (в створе Инженерной ул.; открыт в июле 1978 г.)
- Железнодорожный мост через Пскову (однопутный, соединяет ж.д. станцию Берёзки с промзоной на Запсковье)[150][151]
- Пешеходный мост в Любятово у церкви Николы Чудотворца или Любятовской церкви (связывает район Любятово (Любятовскую улицу) с Запсковьем (улицу Новаторов))
- Мост Северной объездной дороги Пскова (соединяет деревенские микрорайоны Пскова: Козий Брод на правом берегу и Лисьи Горки на левом; построен Мостоотрядом № 48, сдан в эксплуатацию в 2007 г.)

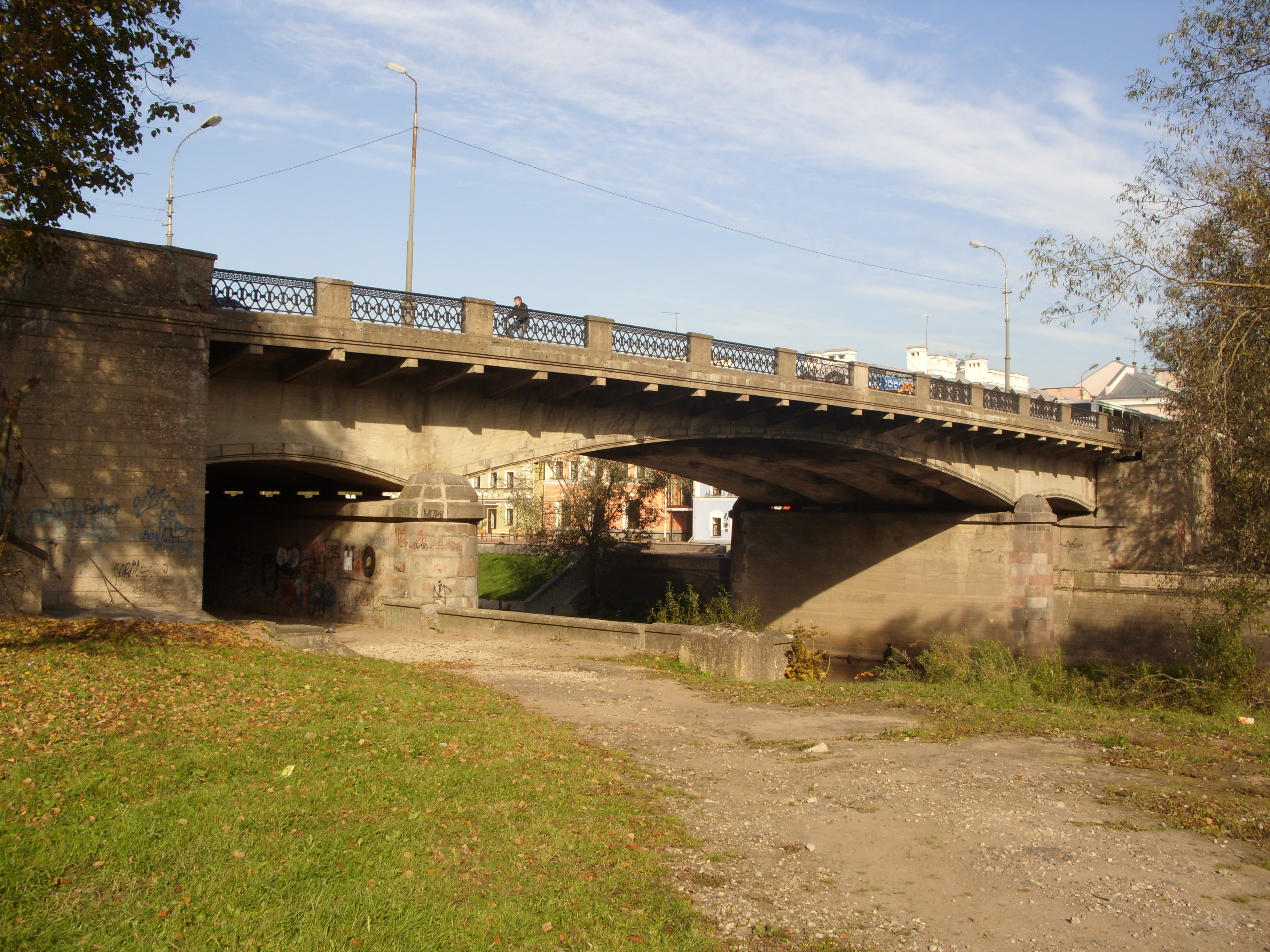
Троицкий (Советский) мост
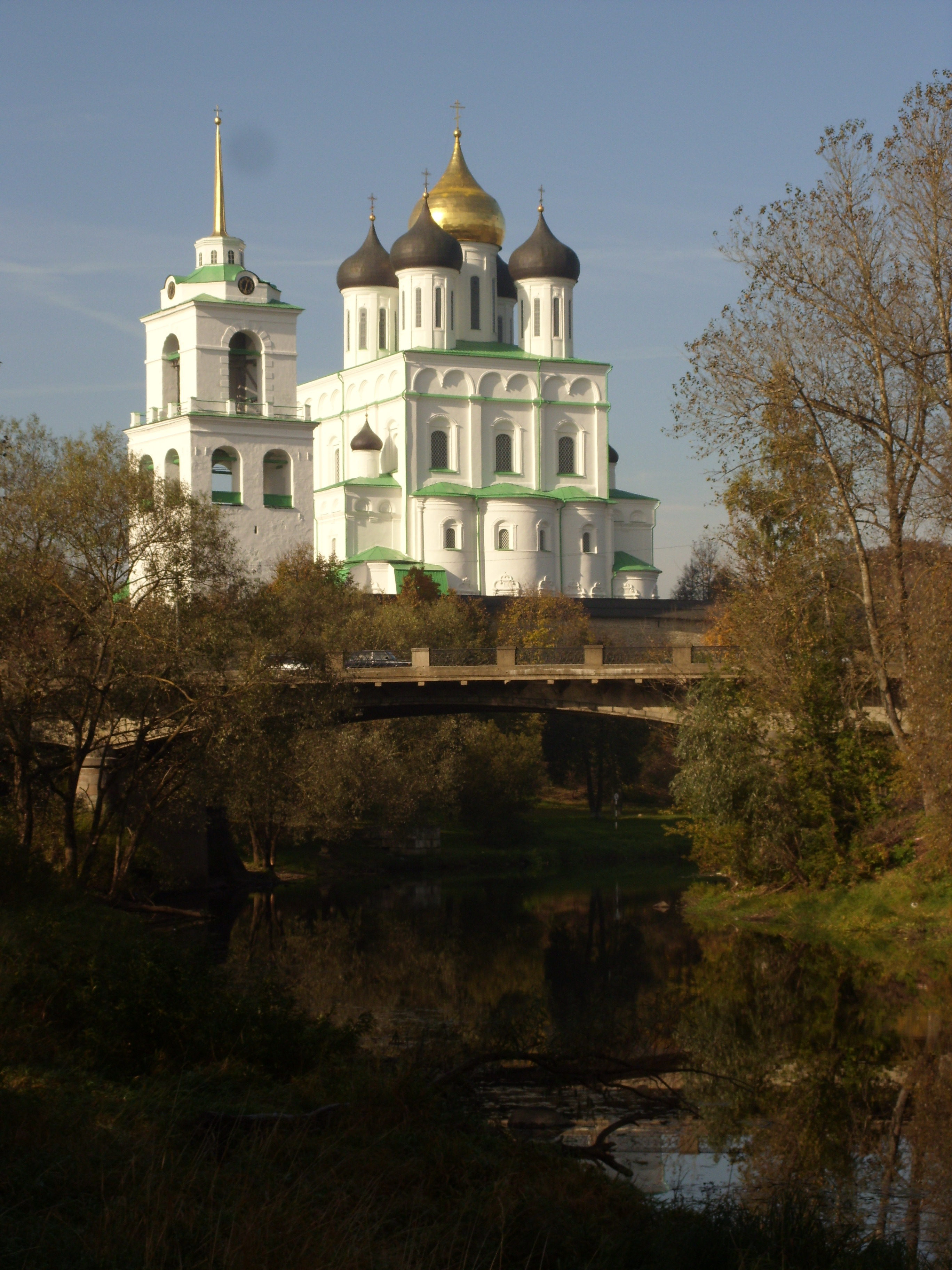
Троицкий собор и Троицкий (Советский) мост
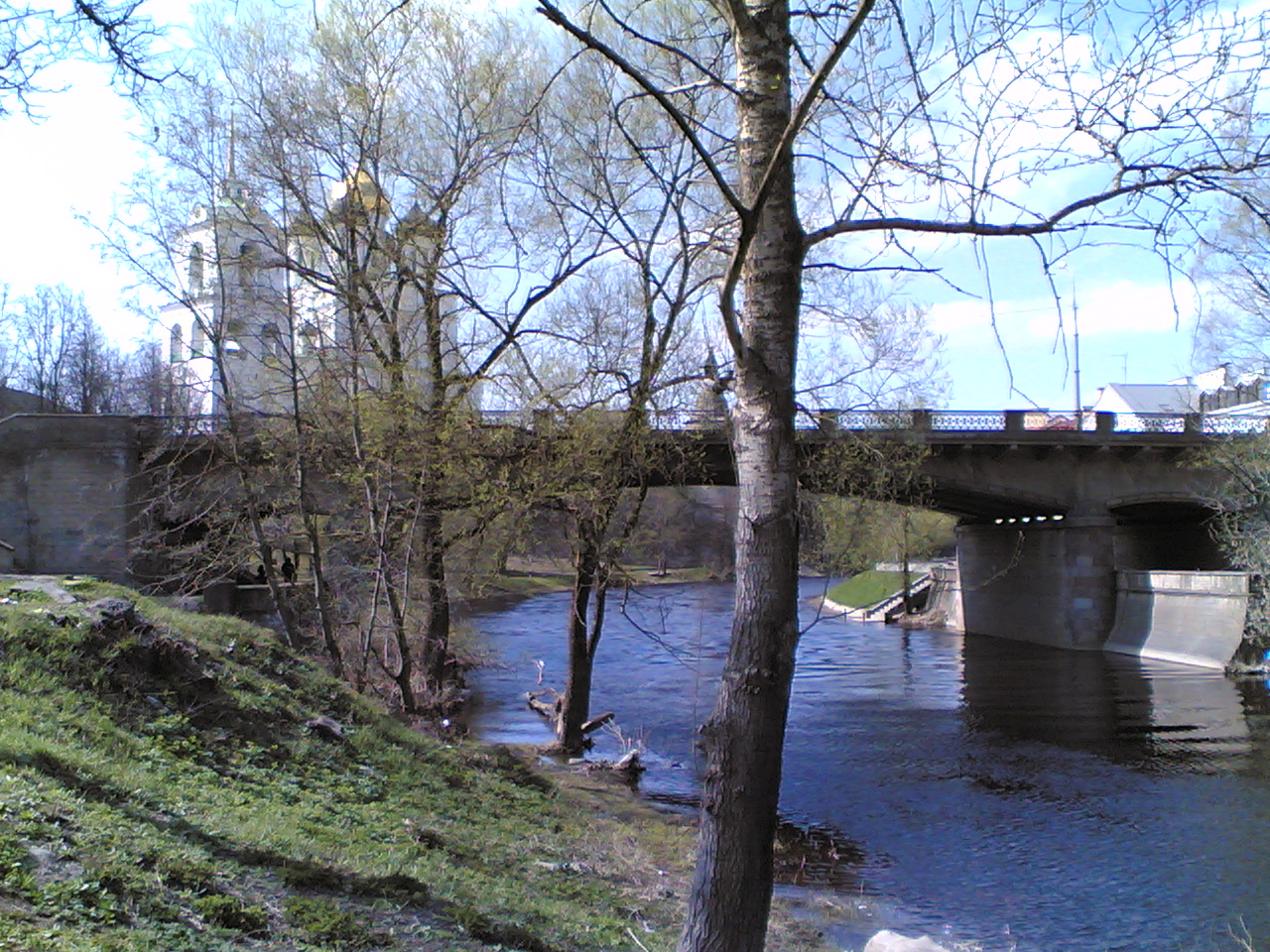
Троицкий (Советский) мост и река Пскова
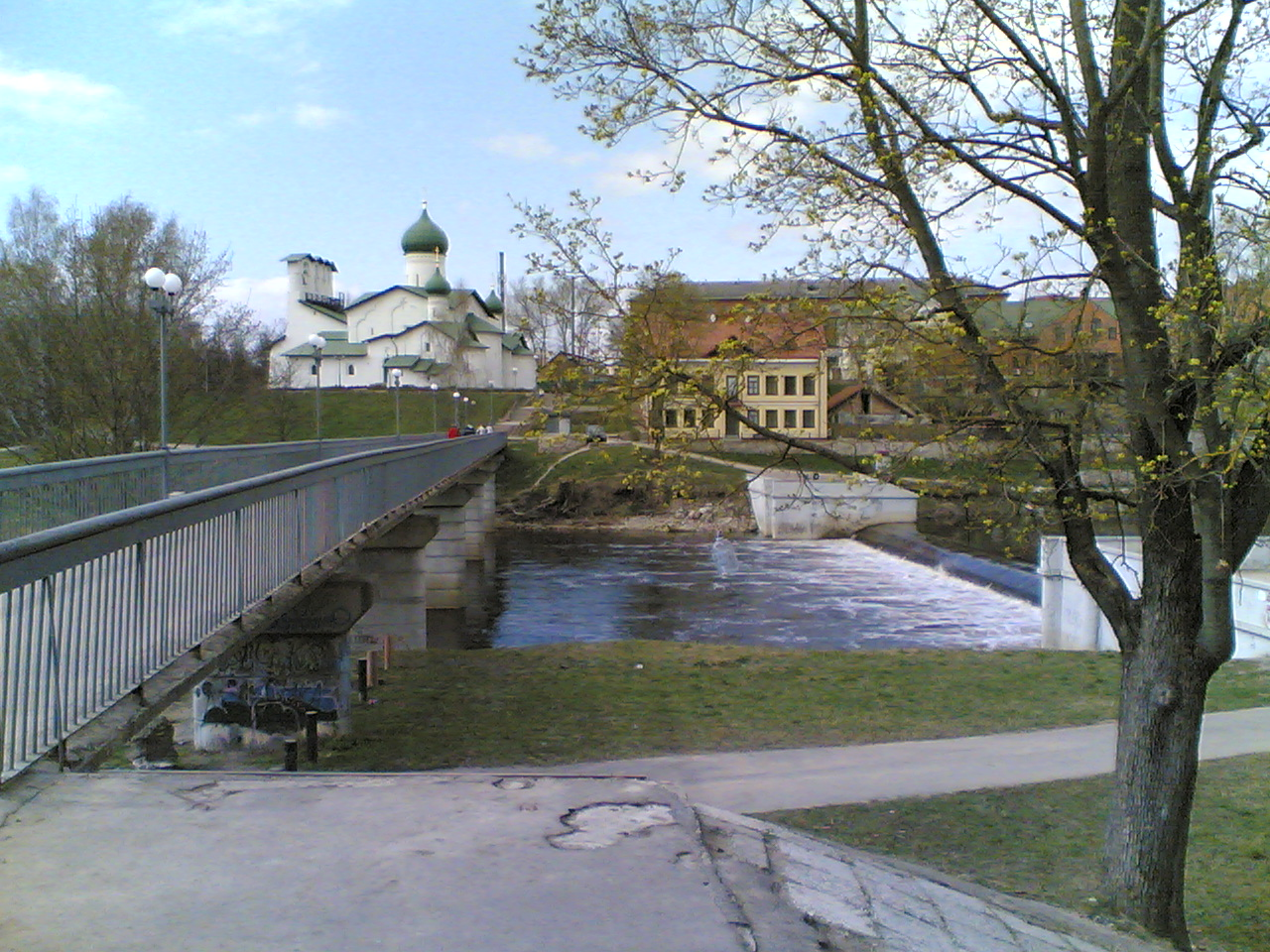
Пешеходный мост в Бродах через Пскову и церковь Богоявления с Запсковья
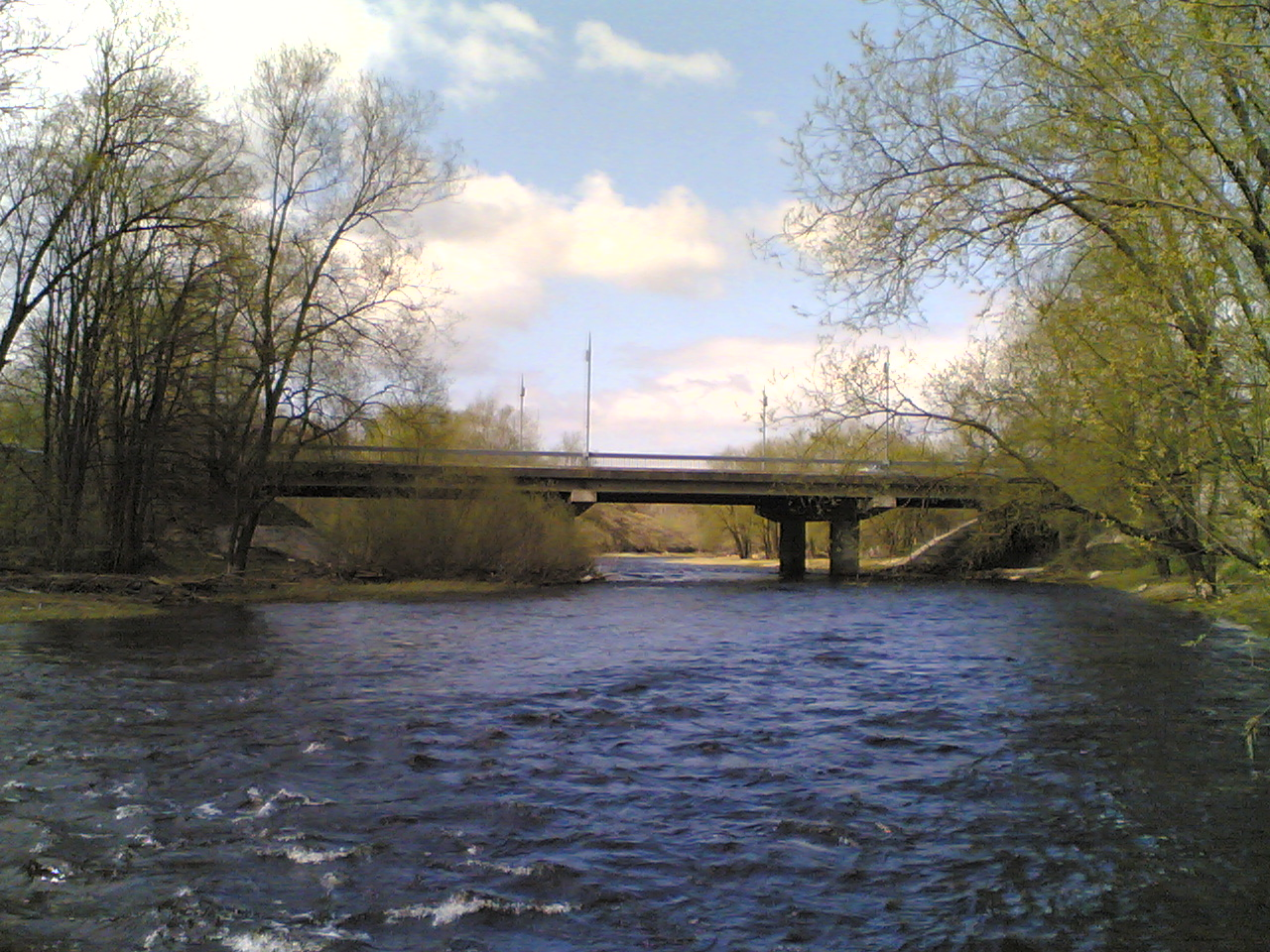
Кузнецкий мост
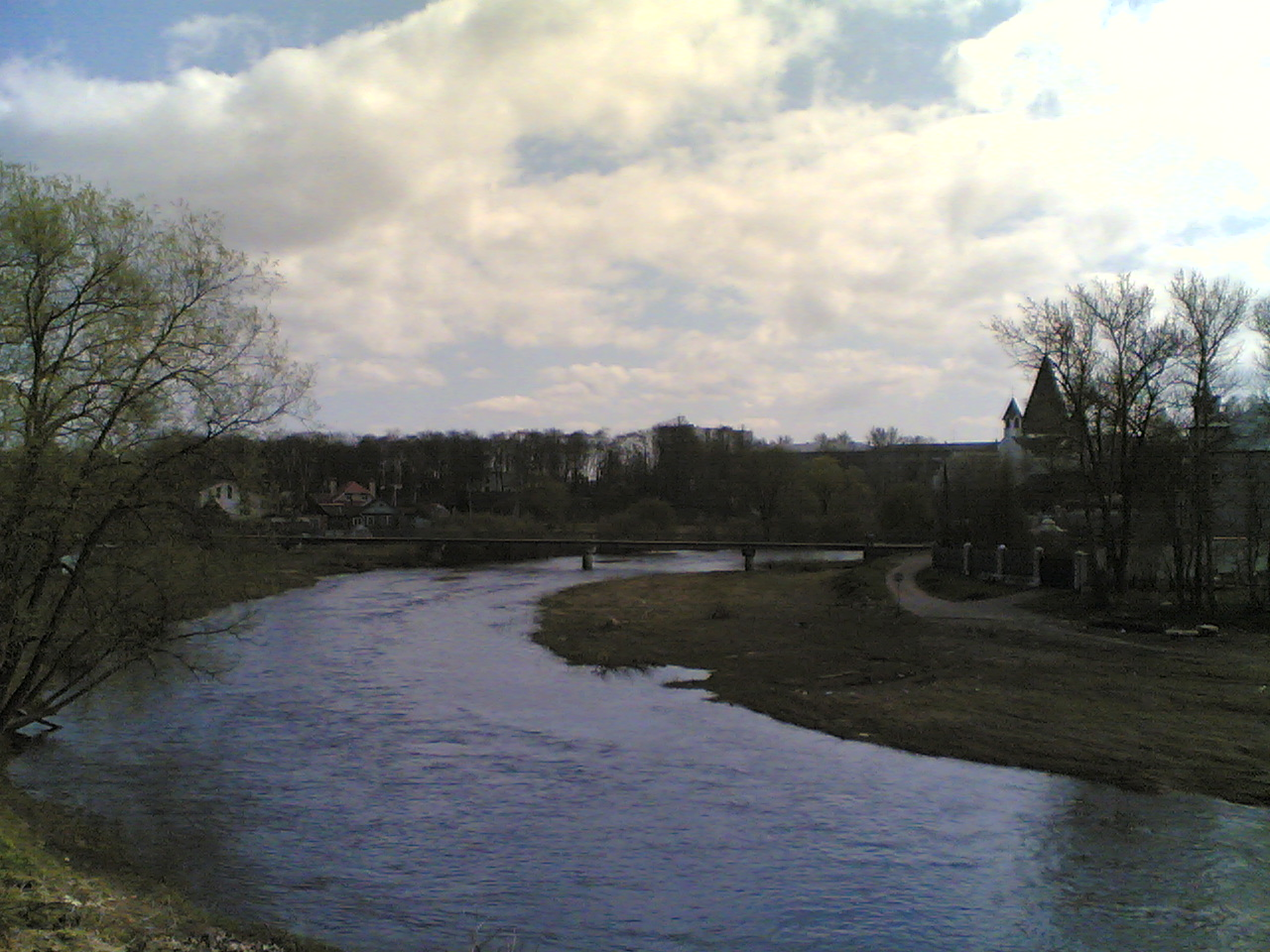
Пешеходный мост через Пскову в Красной горке
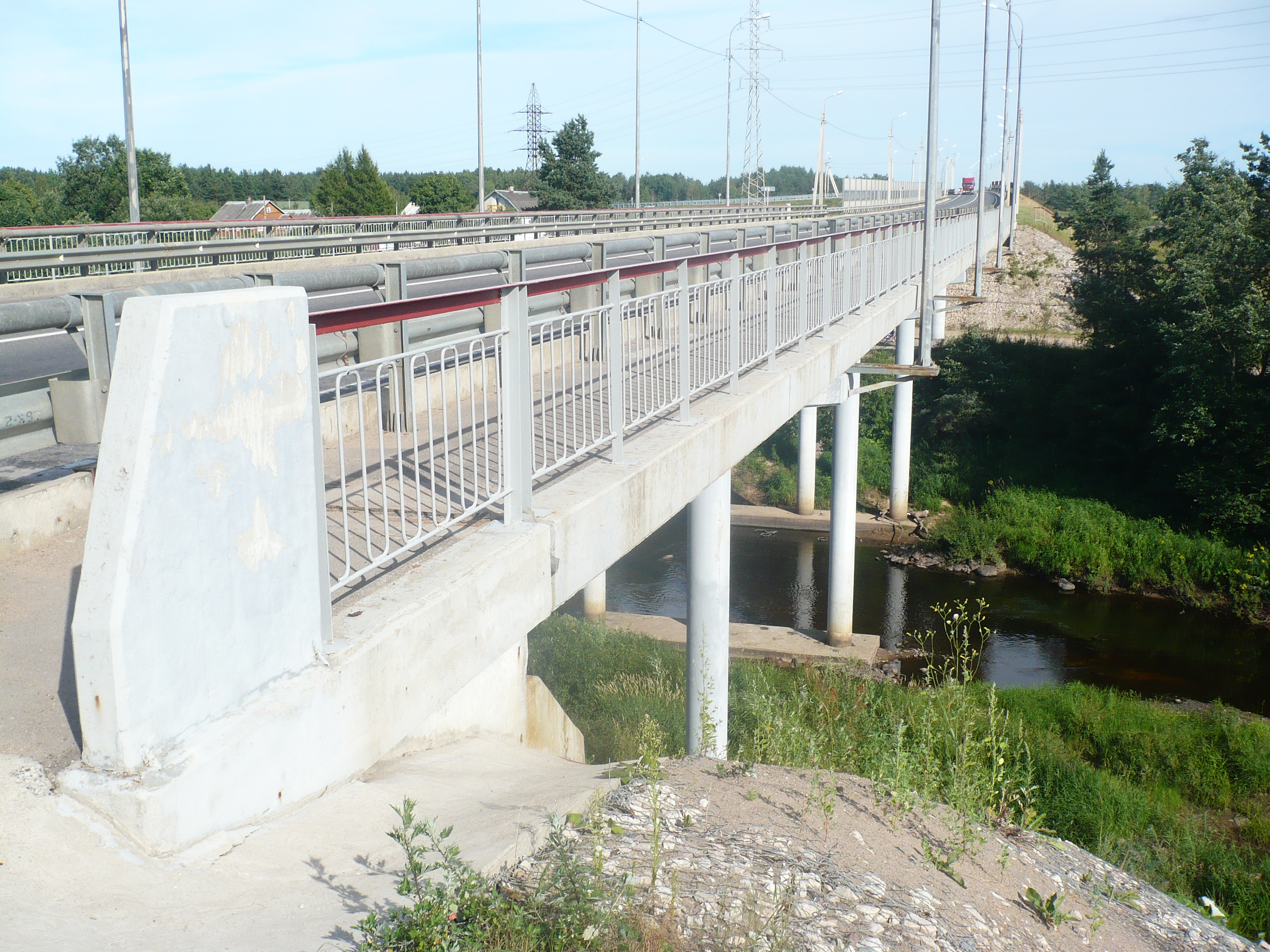
Мост северной объездной дороги Пскова

Через Черёху
- Автомобильный мост через Черёху (новый) — автомобильный и пешеходный мост через реку Черёха; соединяет Псков (микрорайон Лопатино-Псковкирпич) и деревню Черёха Псковского района; является частью Ленинградского шоссе (М20 или E 95)
- Автомобильный мост через Черёху (старый) — автомобильный мост через реку Черёха; соединяет Псков (микрорайон Лопатино-Псковкирпич) и деревню Черёха Псковского района; является частью Ленинградского шоссе (М20 или E 95)
- Железнодорожный мост через Черёху[152]

Через Мирожку
- Мирожский мост — пешеходный мост через Мирожку (у впадения в Великую) у Мирожского монастыря
- Железнодорожный мост через Мирожку

Мосты прочие
- Мост через ручей Колокольничий — автомобильный мост 1914 года постройки на Запсковье, у Гремячей башни, при впадении ручья Колокольничий в реку Пскова[153]
- Октябрьский виадук — автомобильный и пешеходный мост (соединяет Октябрьский проспект и Крестовское шоссе — между центральным Псковом и микрорайоном Кресты); под виадуком проходят железнодорожные пути и дорога
- Крестовский виадук (Автодорожный путепровод имени Николаева Бориса Александровича) — автомобильный мост на Ленинградское шоссе (М20 или E 95) — к северу от Крестов; под виадуком проходят железнодорожные пути и дорога[154]
- Индустриальный виадук — автомобильный мост на Запсковье (на ул. Индустриальная), соединяет центр города с промзоной[155]
- Железнодорожный виадук «Любятово» — железнодорожный виадук в Любятово (в части бывшего нп Берёзка) через автодорогу — улицу Льва Толстого[156]

### Связь
- Операторы телефонной и проводной связи: Ростелеком, МегаФон (бренд «Псковская ГТС»), МТТ, ТТК
- Интернет-провайдеры: Телесети, Псковлайн, МегаФон (бренды «Псковская ГТС», «Wifire» и «NetByNet»), Ростелеком.
- Операторы сотовой связи: МТС, МегаФон (Yota), Билайн, Ростелеком (бренд Tele2 Россия).

Развитие сотовой связи во Пскове началось в 1996 г. компанией «Бета Телеком», работавшей в стандарте NMT-450. Первым сотовым оператором на рынке Пскова и области, работавшем в стандарте GSM 900/1800, стал МТС, следующим — МегаФон, затем — Билайн и Tele2 Россия (2009 г.), Yota (2015 г.).

### Гостиницы
В Пскове в настоящее время действует свыше 20 гостиниц, крупнейшие из них — «Рижская», «Октябрьская», «Old Estate Hotel & SPA», «Двор Подзноева».
В таблице представлены только более крупные гостиницы:
|  |  | Категория                                                                | Название               |
|  |  | ------------------------------------------------------------------------ | ---------------------- |
|  |  | 4 из 5 звёзд · 4 из 5 звёзд · 4 из 5 звёзд · 4 из 5 звёзд · 4 из 5 звёзд | Покровский             |
|  |  | 4 из 5 звёзд · 4 из 5 звёзд · 4 из 5 звёзд · 4 из 5 звёзд · 4 из 5 звёзд | Old Estate Hotel & SPA |
|  |  | 4 из 5 звёзд · 4 из 5 звёзд · 4 из 5 звёзд · 4 из 5 звёзд · 4 из 5 звёзд | Двор Подзноева         |
|  |  | 3 из 5 звёзд · 3 из 5 звёзд · 3 из 5 звёзд · 3 из 5 звёзд · 3 из 5 звёзд | Рижская                |
|  |  | 3 из 5 звёзд · 3 из 5 звёзд · 3 из 5 звёзд · 3 из 5 звёзд · 3 из 5 звёзд | Золотая Набережная     |
|  |  | 3 из 5 звёзд · 3 из 5 звёзд · 3 из 5 звёзд · 3 из 5 звёзд · 3 из 5 звёзд | Колос                  |
|  |  | 3 из 5 звёзд · 3 из 5 звёзд · 3 из 5 звёзд · 3 из 5 звёзд · 3 из 5 звёзд | Оазис 60               |
|  |  | 3 из 5 звёзд · 3 из 5 звёзд · 3 из 5 звёзд · 3 из 5 звёзд · 3 из 5 звёзд | Транзит                |

| Категория                                                                | Название гостиницы |
| ------------------------------------------------------------------------ | ------------------ |
| 3 из 5 звёзд · 3 из 5 звёзд · 3 из 5 звёзд · 3 из 5 звёзд · 3 из 5 звёзд | Аватар             |
| 3 из 5 звёзд · 3 из 5 звёзд · 3 из 5 звёзд · 3 из 5 звёзд · 3 из 5 звёзд | Фаворит            |
| 3 из 5 звёзд · 3 из 5 звёзд · 3 из 5 звёзд · 3 из 5 звёзд · 3 из 5 звёзд | У Покровки         |
| 3 из 5 звёзд · 3 из 5 звёзд · 3 из 5 звёзд · 3 из 5 звёзд · 3 из 5 звёзд | Балтхаус           |
| 2 из 5 звёзд · 2 из 5 звёзд · 2 из 5 звёзд · 2 из 5 звёзд · 2 из 5 звёзд | Октябрьская        |
| 2 из 5 звёзд · 2 из 5 звёзд · 2 из 5 звёзд · 2 из 5 звёзд · 2 из 5 звёзд | Каркушин дом       |
| 2 из 5 звёзд · 2 из 5 звёзд · 2 из 5 звёзд · 2 из 5 звёзд · 2 из 5 звёзд | Вояж               |
|                                                                          | GREENFEEL          |

## Культура

### Музеи

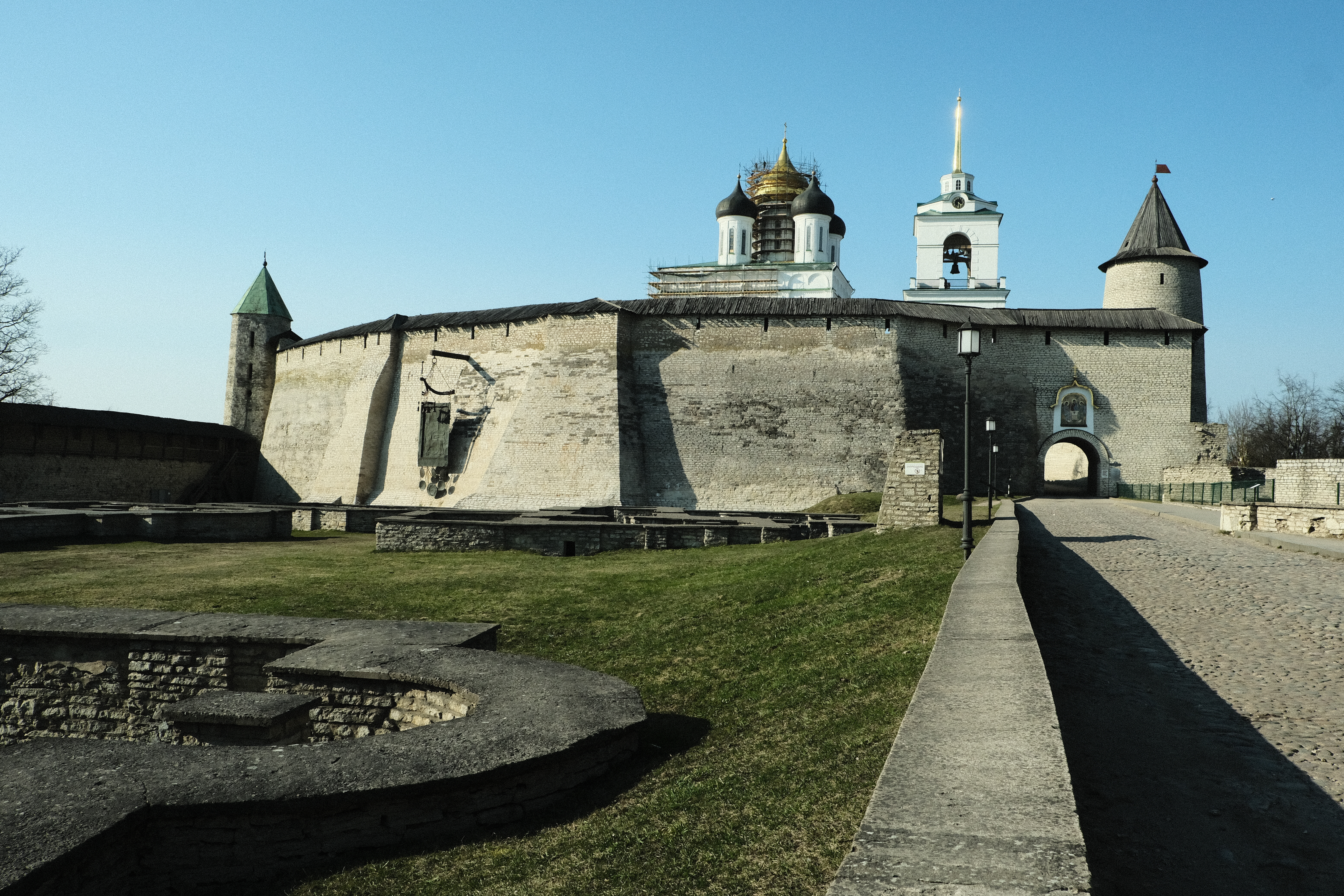
Довмонтов город и Псковский Кром

В городе реализуется совместный проект правительства Российской Федерации и Всемирного банка «Сохранение и использование культурного наследия в России», результатом которого станет создание «Музейного квартала» — единой зоны музейно-туристического обслуживания. В 2019 году приступили к выполнению комплексных ремонтно-реставрационных работ с восстановлением первоначального облика на трёх исторических объектах: Поганкиных палатах, здании бывшей художественно-промышленной школы имени Н. Ф. Фан-дер-Флита и Доме Ксендза (XVII век).

#### Музей-заповедник
Псковский музей-заповедник, открытый в 1876 году, является одним из старейших в России. Он имеет в своём составе 74 памятника федерального значения, из них четыре признаны особо ценными объектами культурного наследия народов РФ. Кроме того, в состав музея входит восемь филиалов, среди которых единственные в России мемориальные музеи-усадьбы композитора Модеста Мусоргского и первой русской женщины-математика Софьи Ковалевской, а также композитора Николая Римского-Корсакова и писательницы Маргариты Ямщиковой. В июле 2019 года был зарегистрирован объединённый Псково-Изборский музей, созданный на базе музея-заповедника «Изборск», куда вошёл и Псковский музей-заповедник.

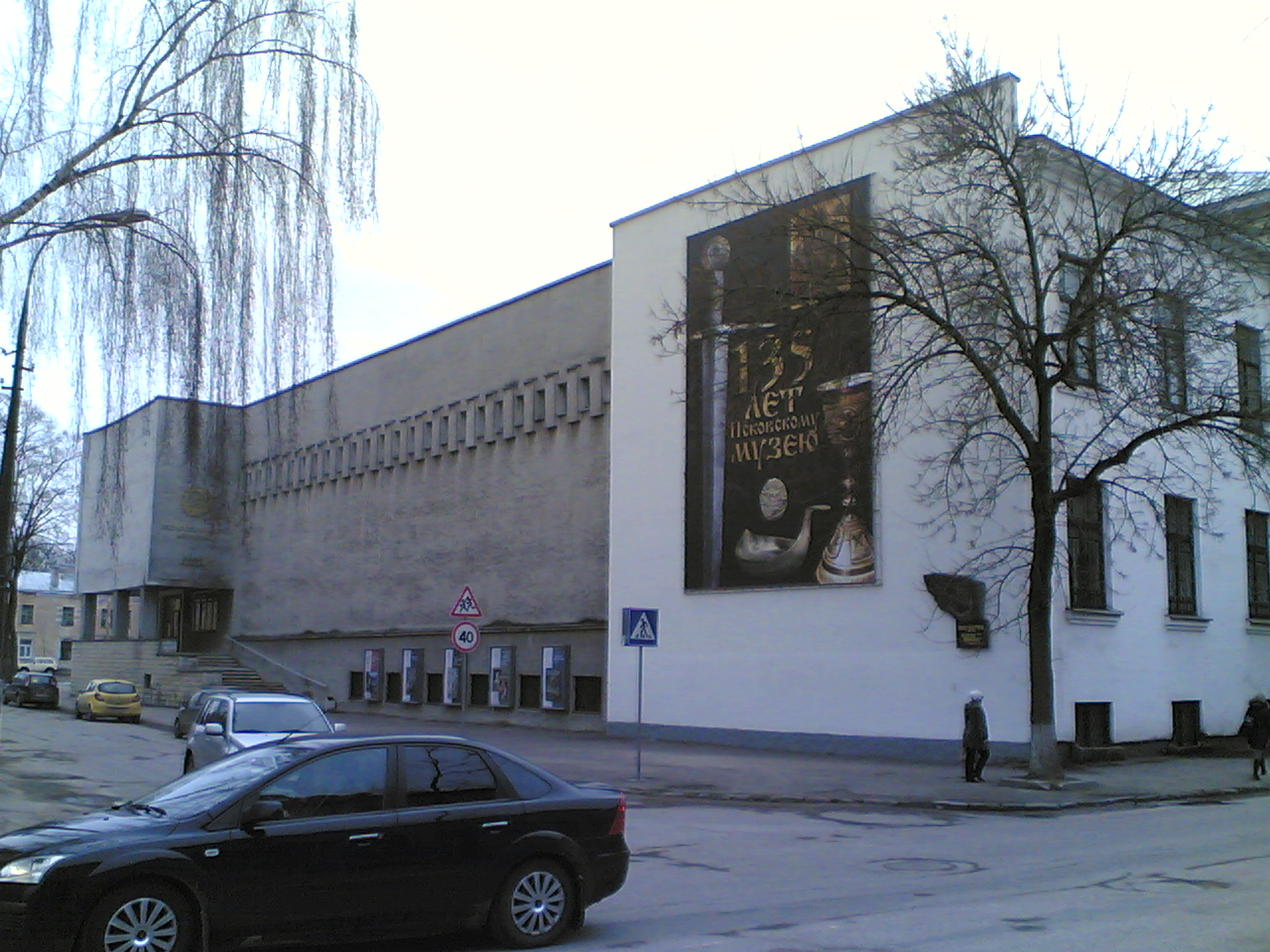
Картинная галерея музея на ул. Некрасова, 7 (Главный вход с Комсомольского переулка)

В состав Псковского государственного объединённого историко-архитектурного и художественного музея входят отделы-филиалы:
- Картинная галерея — здание бывшей художественно-промышленной школы Н. Ф. Фан-дер-Флита. Ул. Некрасова, д. 7.

(в фондах галереи находятся работы Бориса Григорьева, Василия Тропинина, Марка Шагала)
- Спасо-Преображенский собор Мирожского монастыря. Красноармейская наб. Монументальная живопись XII в., знаменитые фрески.
- Поганкины палаты. Ул. Некрасова, д. 7. Экспозиции:

«Живопись древнего Пскова XIV—XVII вв.», «Русское художественное серебро», «Народно-прикладное искусство», «1100-летний Псков в истории России».
- Центральное здание музея. Ул. Некрасова, д. 7. Экспозиция «Псковский край в годы Великой Отечественной войны».
- Приказные палаты. Кремль, д. 4.
- Дом Л. Л. Массона. Комсомольский пер., д. 6. Открытое хранение фондовых коллекций.
- Квартира-музей В. И. Ленина. Ул. Ленина, д. 3.
- Дом-музей В. И. Ленина (Домик «Искры»). Переулок Искры, д. 5 (Плехановский посад).
- Музей-квартира Ю. П. Спегальского. Октябрьский пр., д. 14, кв. 74.
- Псковский Кузнечный Двор. Комсомольский пер., д. 7
- Церковь Успения Пресвятой Богородицы в деревне Мелётово[163].

#### Другие музеи
- Железнодорожный музей
- Музей романа «Два капитана».
- Планетарий
- Дом ремёсел
- Центр народного творчества
- Выставка археологических находок в Археологическом центре Псковской области
- Музей памяти несовершеннолетних узников фашистских концлагерей — единственный среди подобных на территории Псковской области, открыт в 2014 году[164].

### Псковская икона
В псковской иконописи всё отличается самостоятельностью, оригинальностью и неповторимостью. Начиная от способа обработки доски и кончая структурой построения ликов, псковский художник стремился не выйти за рамки принятой в псковском искусстве системы. Почти все псковские иконы XIV века — классического периода в истории этой школы — написаны на сосновых досках, сработанных и скреплённых между собой с помощью таких похожих столярных приёмов, что кажется, один умелый ремесленник руководил их изготовлением. Левкасные грунты также специфичны в псковских иконах. Они нанесены на деревянную основу плотными слоями, поверхность левкаса не зашлифована под стекло, как, например, в суздальских образцах, а отличается шероховатой, неровной фактурой. Левкашение икон в древнем Пскове напоминает принцип обмазки церковных построек города штукатуркой, положенной свободно и неравномерно, вылепленной руками строителей, не заботившихся о наведении особого глянца. Подобный способ обработки грунта придаёт внешнему виду псковских икон особую простоту и делает более живописными красочные плоскости. Благодаря такому ручному левкашению достигнуто впечатление свободного строя иконы; столь иллюзорно выглядит верхний слой грунта, будто сейчас положенный иконописцем.

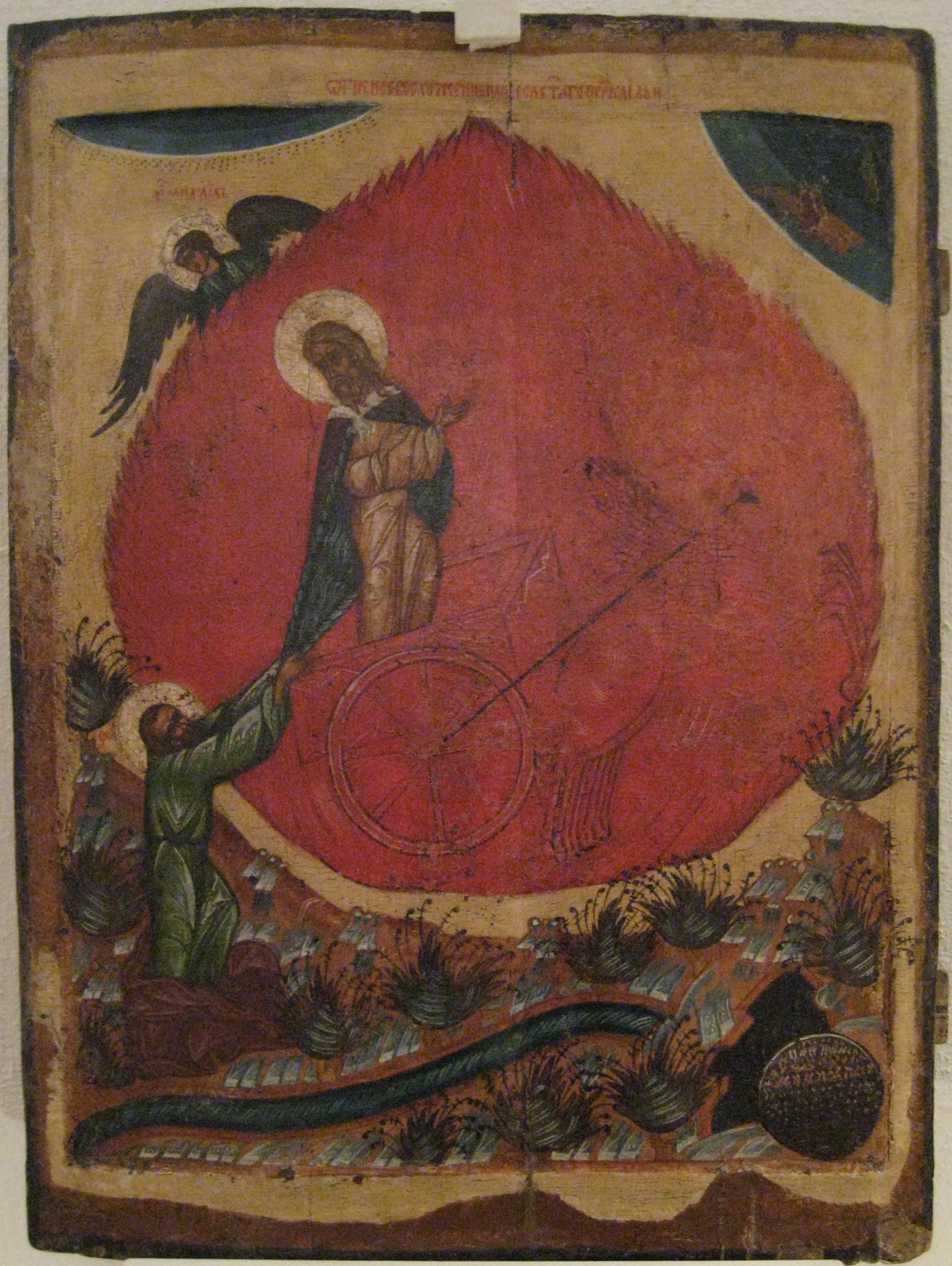
Илья Пророк
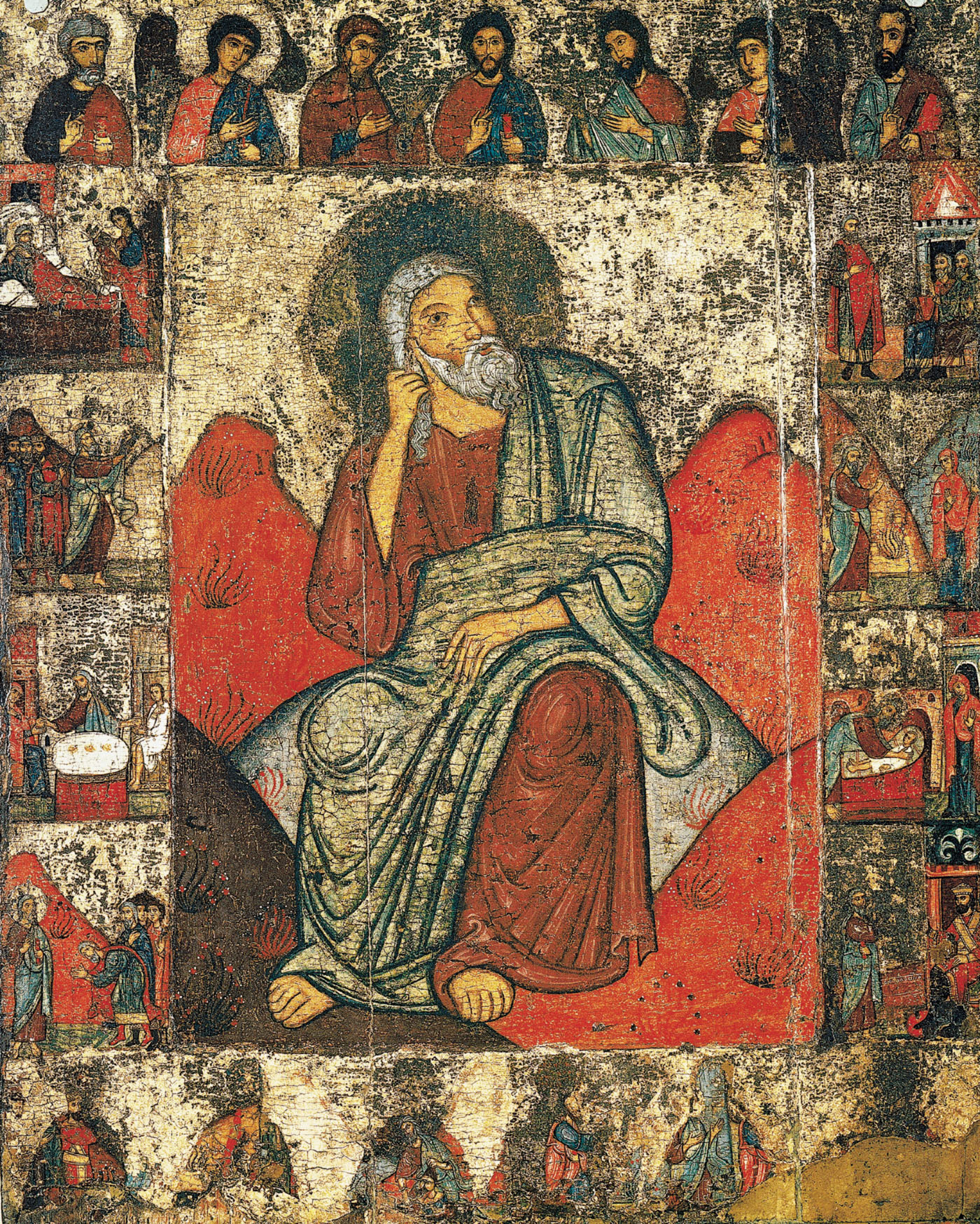
Илья Пророк с житием. Конец XIII века. ГТГ.
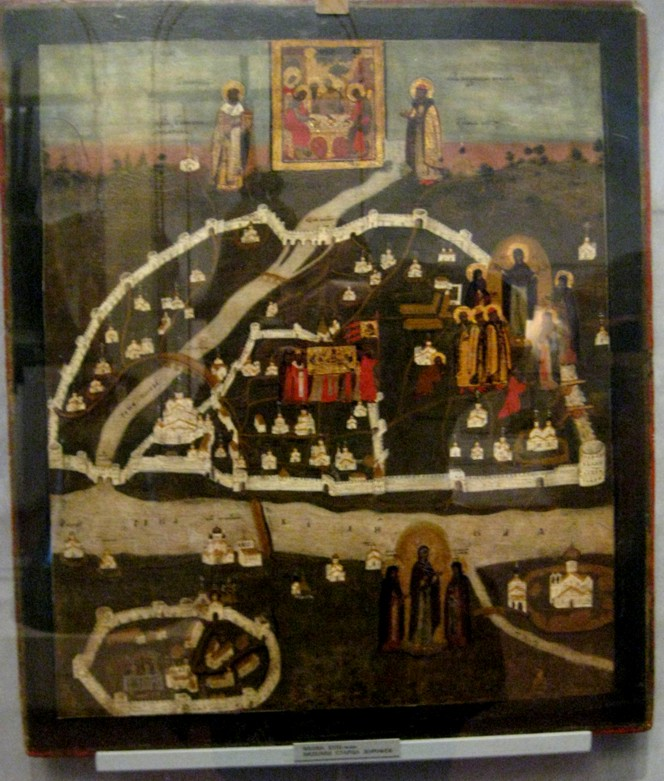
Икона Богородицы Псково-Покровская (Явление Богоматери старцу Дорофею)
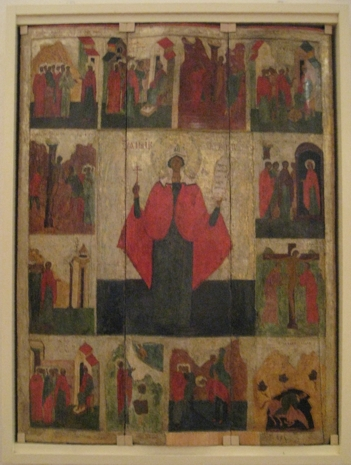
Параскева

### Театры
- Псковский академический театр драмы имени А. С. Пушкина
- Псковский областной театр кукол
- Псковская областная филармония
- Симфонический оркестр Псковской областной филармонии

### Дома культуры
- Городской культурный центр
- Городской культурный центр (филиал)

В 1980-х годах было начато строительство Дворца пионеров, здание достроено не было, снесено в 2018 году.

### Кинотеатры
- Кинотеатр «Победа»
- Кинотеатр «Смена»
- Кинотеатр «Мираж Синема»
- Кинотеатр «Silver Cinema»

Ранее, кинотеатры «Космос», «Молодёжный», «Октябрь», были закрыты и полностью перепрофилированы.

### Библиотеки
- Муниципальное учреждение культуры «Централизованная библиотечная система» города Пскова
- Краеведческая справочная служба библиотечной системы города Пскова
- Псковская областная универсальная научная библиотека
- Историко-краеведческая библиотека имени И. И. Василёва

### Храмы Пскова
Самая значимая часть архитектурного наследия Пскова — древние церкви, побелённые, одноглавые, с характерными звонницами (иногда отдельно стоящими, иногда построенными на скате храма) и крыльцами. Эти черты резко отличают их от других памятников русской архитектуры того времени, что даёт возможность говорить о псковском архитектурном стиле. В городе есть церкви XII—XV веков — в большей части России все здания этого времени были разрушены монголами и междоусобными войнами. Многие церкви Пскова относились к ныне разрушенным или упразднённым монастырям. Кафедральным собором Пскова является Троицкий собор.

### Оборонительные постройки Пскова

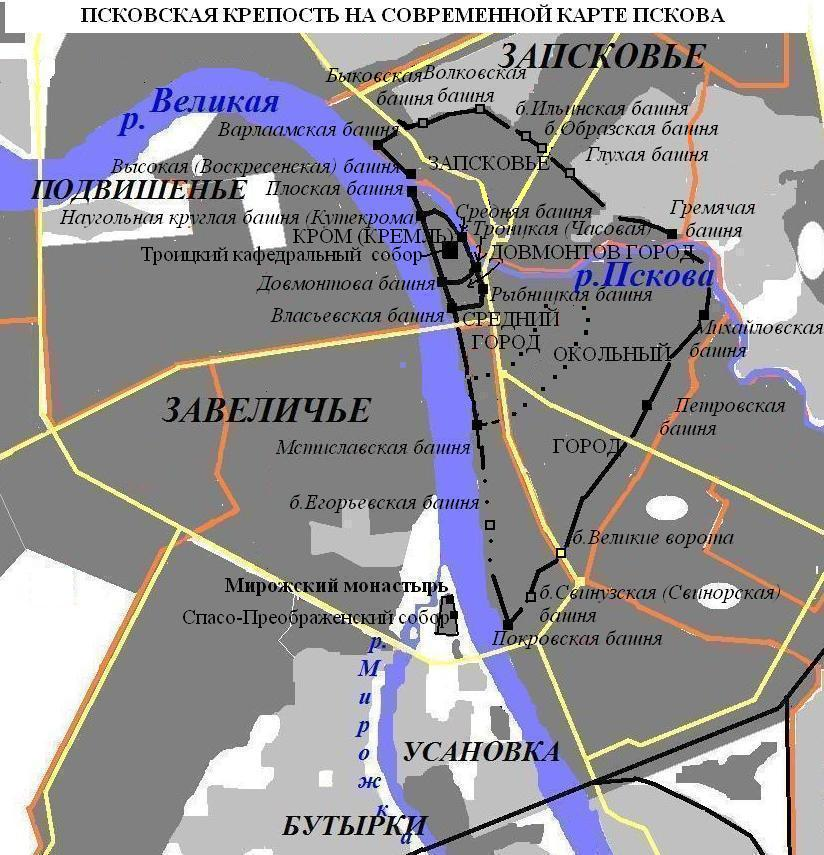
Псковская крепость на современной карте Пскова

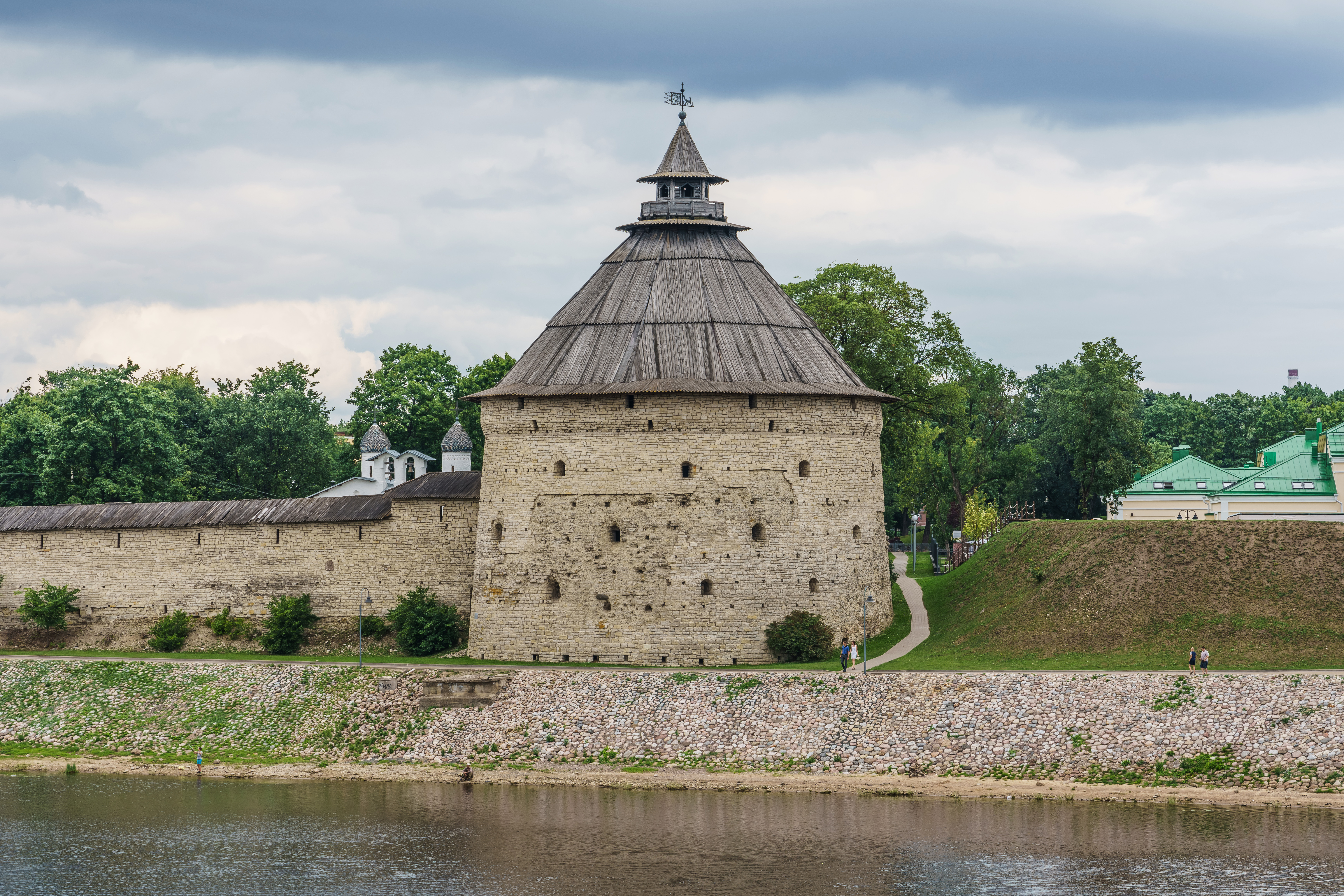
Покровская наугольная башня. Вид с Завеличья. 2018 г.

Псковское оборонное строительство вызывало восхищение у современников — жителей соседних областей. Один из древнерусских литераторов написал тогда: «Яко же во всей Руси пресловущий великий град Псков каменный четырьмя стены ограждён, да новый град Смоленск». Города Древней Руси охотно пользуются услугами псковских архитекторов, поручая им строительство наиболее ответственных объектов. Зодчие Пскова вплоть до XVII века строго соблюдают основные принципы местной архитектурной школы и используют проверенные временем псковские строительные навыки, работая вдалеке от родного города. Рука псковских мастеров коснулась многих крупных сооружений, возведённых в эпоху формирования Русского национального государства.
Башни Псковской крепости
Основные сохранившиеся башни Псковской крепости:
- Власьевская башня
- Довмонтова башня — Смердья
- Рыбницкая башня — башня Святых ворот
- Троицкая башня — Часовая башня
- Средняя башня
- Башня Кутекрома — Наугольная круглая башня
- Плоская башня Нижних решёток
- Высокая башня Нижних решёток
- Варлаамская угловая башня
- Волковская башня
- Глухая башня
- Гремячая башня
- Михайловская башня
- Петровская башня
- Свинузская (Свинорская) башня
- Покровская башня
- Мстиславская башня

### Древние гражданские постройки Пскова
Начало гражданского строительства в Пскове, судя по письменным источникам, относится к раннему периоду архитектурной истории города. На протяжении нескольких столетий псковичи сооружали дворцы, жилые палаты, складские помещения и другие хозяйственные строения. До наших дней время сохранило лишь незначительную часть жилых домов XVII века. Это самостоятельный раздел псковской архитектуры. Каждая из дошедших построек рассказывает о быте средневекового города не меньше, чем самый точный летописный свод.
«…Дух простоты и правдивости отличает и гражданское зодчество Пскова … Псковские гражданские здания XVII века — это частные, разных типов каменные дома богатых псковских купцов и гостей, чьи вкусы с необычайной яркостью отразились в этих постройках с их мощными плетёными стенами, огромными подвалами, маленькими, зарешечёнными железом окнами, едва оживляющими белые глади фасадов домов, похожих порой не столько на жильё, сколько на крепость» — писал Н. Н. Воронин (Воронин Н. Ук. соч. С. 336—337).
Гражданские сооружения древнего Пскова очень часто перестраивались и потому предстают перед нами в сильно изменённом виде. Псковские реставраторы, занимаясь восстановлением первоначального облика старых жилых построек, стараются быть максимально достоверными в своей работе. Прежде чем утвердить окончательный вариант реконструкции памятника, специалисты тщательно изучают исторические документы, делают точнейшие обмеры, проводят подробный сравнительный анализ. Комплексы жилых сооружений средневекового Пскова благодаря стараниям реставраторов занимают достойное место в архитектурном мемориале города.
- Приказные палаты. Довмонтов город. Кремль, д. 4. Ныне одно из зданий Псковского историко-художественного и архитектурного музея-заповедника.
- Поганкины палаты. Окольный город. Ул. Некрасова, д. 7. Ныне одно из изданий Псковского историко-художественного и архитектурного музея-заповедника.
- Палаты Подзноевых. Окольный город. Ул. Некрасова, д. 3/5.
- Палаты Меньшиковых. Окольный город. Советская ул., д. 50.
- Солодежня. Окольный город. Ул. Гоголя, д. 42.
- Дом Печенко. Окольный город. Ул. Гоголя, д. 43.
- Палаты Русиновых. Окольный город.
- Палаты Ямского. Окольный город.
- Палаты Бахорева. Ул. Красных партизан, д. 10.
- Палаты в Волчьих ямах — Палаты Сырниковых. Запсковье.
- Палаты Трубинских. Запсковье. Ул. Леона Позёмского (Званица), д. 22.
- Палаты Постниковых («Мешок»). Запсковье. Ул. О. Кошевого, д. 2.
- Дом Ксендза, Комсомольский пер., 7
- Дом купца Батова, Рижский пр-кт 2

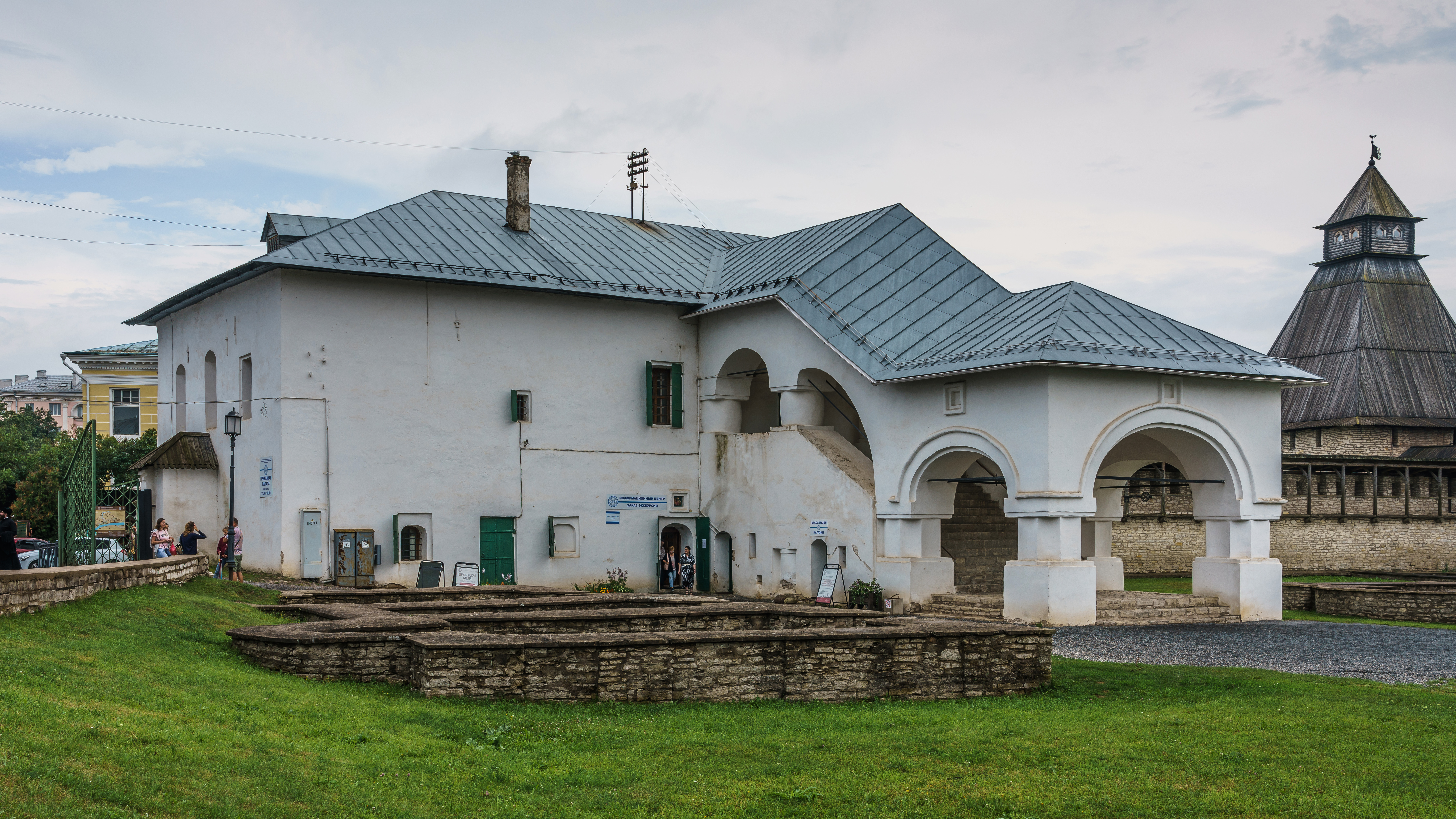
Приказные палаты в Довмонтовом городе
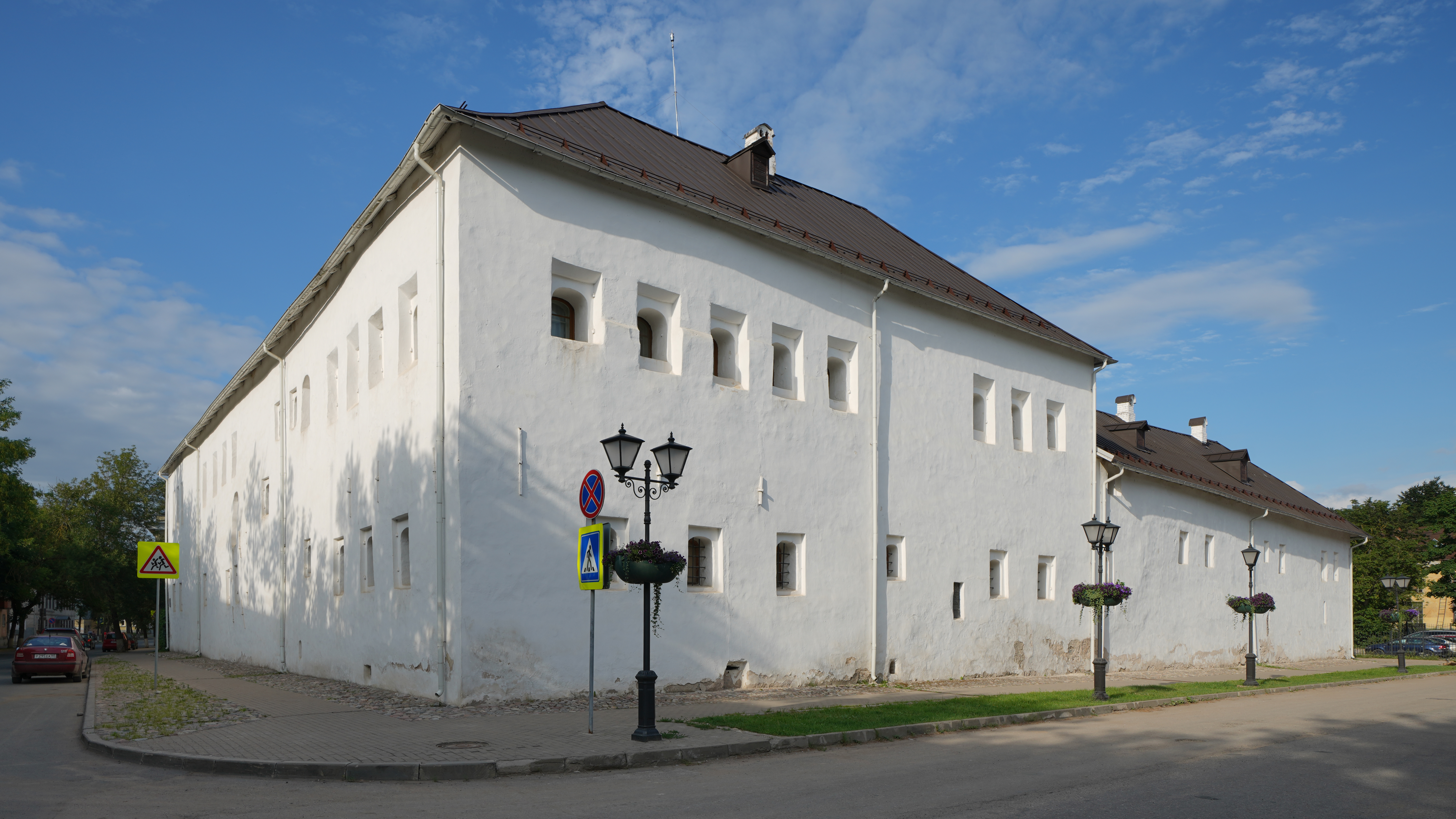
Поганкины палаты
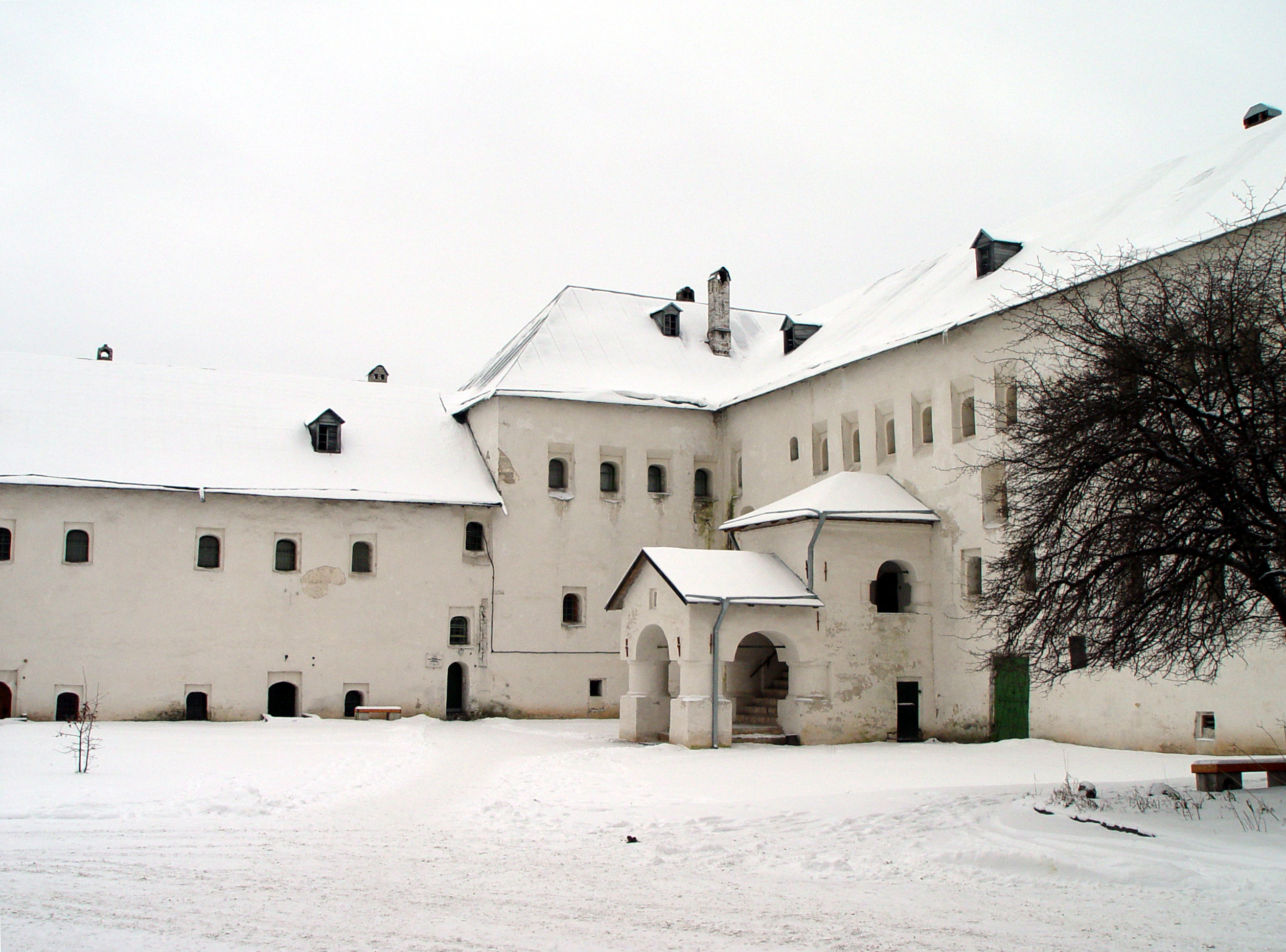
Поганкины палаты. Двор
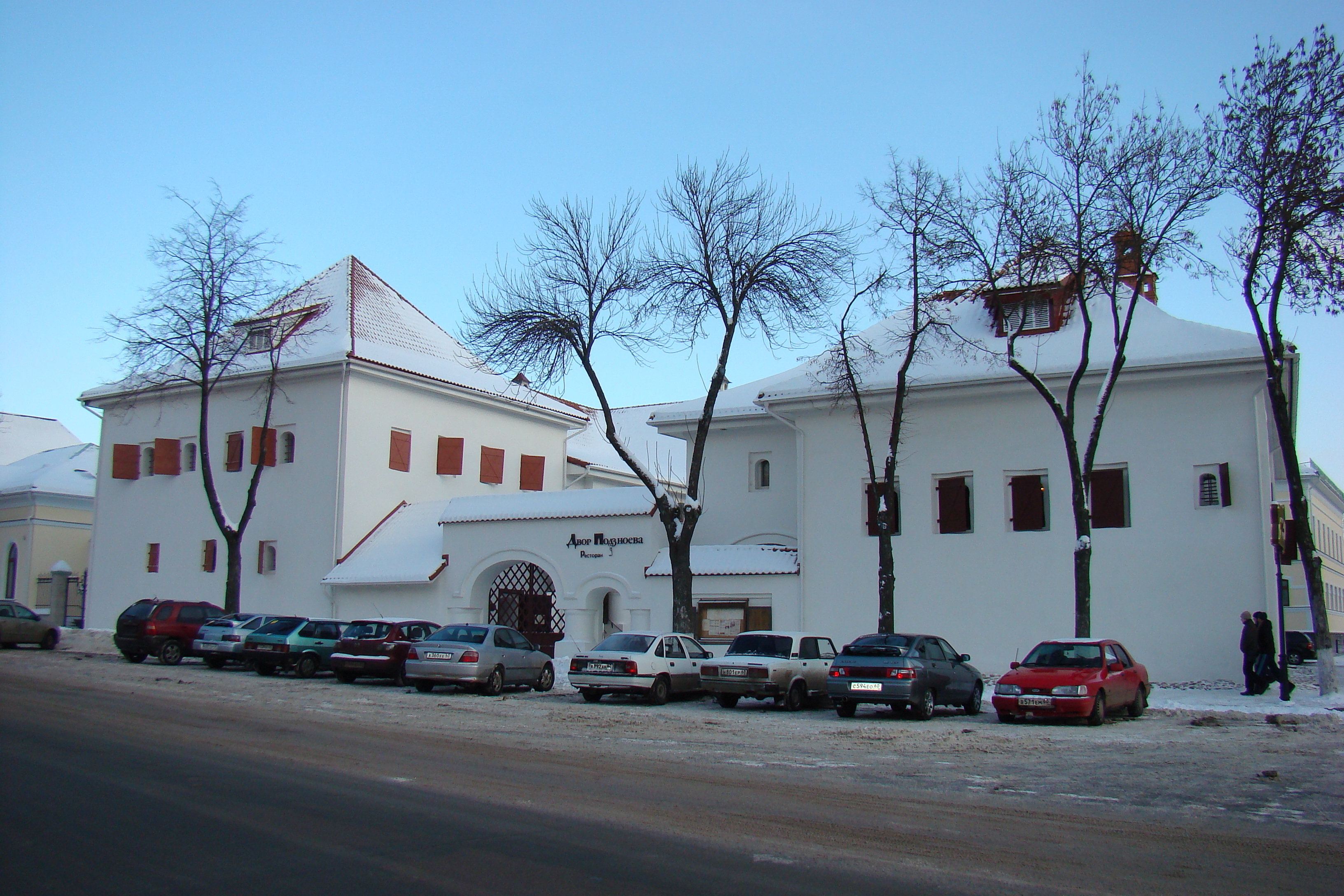
Палаты Подзноевых
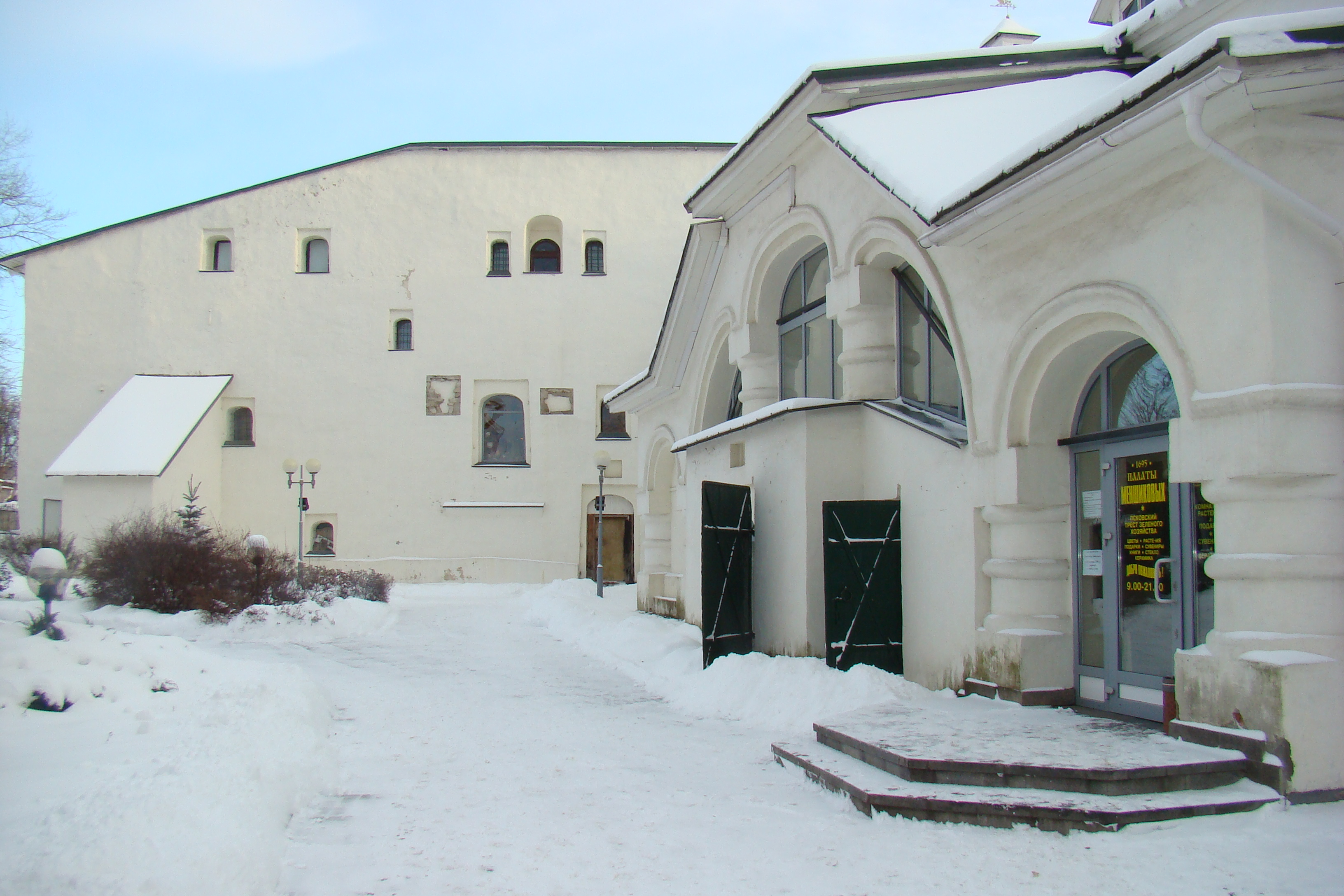
Палаты Меньшиковых
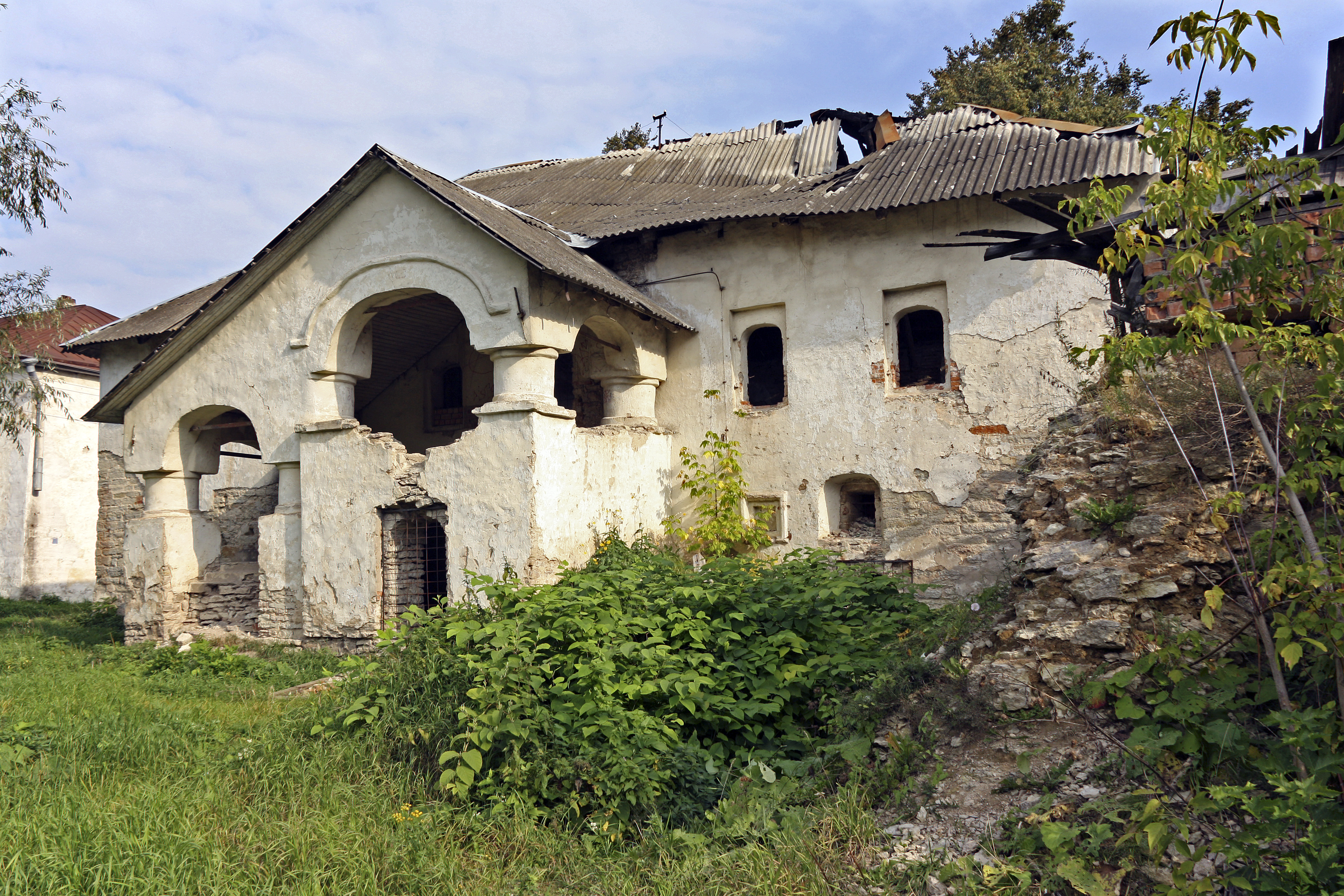
Дом Печенко

### Памятники Пскова

Памятник Александру Невскому на Соколихе

- В честь трёхсотлетия Обороны 1581 г. (1897 г.; Кислинский А. М.);
- Обелиск в сквере Павших борцов (1928 г.);
- В. И. Ленину у Дома Советов со стороны ул. Некрасова (1945 г.; ск. Манизер М. Г.);
- С. М. Кирову у Дома Советов со стороны Октябрьского пр. (1946 г.; ск. Манизер М. Г. по типовой модели, первый памятник Кирову, открытый в 1937 г. и вывезенный немцами на переплавку в 1942 г. был работой ск. Н. В. Томского);
- В. И. Ленину на площади Ленина (1960 г.; ск. Арапов, арх. Бутенко П. С.);
- Монумент в честь первых побед Красной армии в Крестах (1969 г.);
- Вечный огонь у могилы неизвестного солдата на пл. Победы (1974 г.; Смирнов В. П., Катаев Л. Н., Васильковский В. 0., Бутенко П. С.);
- Памятник-танк Т-34-85 на площади у моста 50-летия Октября (1974 г.);
- А. С. Пушкину и Арине Родионовне — «Пушкин и крестьянка» (1983 г.; ск. Комов О. К., арх. Константинов);
- Бюст академика И. К. Кикоина в сквере между домами № 38 и 40 по Октябрьскому пр. (1988 г.; ск. Кербель Л. Е.; арх. Иванов И. Л.);
- Александру Невскому на горе Соколиха (1993 г.; ск. Козловский И. И.; арх. Бутенко П. С.);
- Два капитана (герои Каверина) у дома № 7 по Октябрьскому пр. (1995 г.; ск. Белов М., Ананьев А.);
- Бюст Кутузовa М. И. в Кутузовском сквере (1997 г.; ск. Шувалов В.);
- Десантникам 6-й роты 104-го Гвардейского полка 76-й дивизии ВДВ (2002 г.);
- Княгине Ольге на Рижском пр. (2003 г.; ск. Церетели З. К.);
- Княгине Ольге на Октябрьской пл. (2003 г.; ск. Клыков В. М.);
- Стела «Город воинской славы» на пл. Победы (2010 г.);
- Героям Первой Мировой войны в Привокзальном сквере (открыт 22 августа 2014 г.; ск. Щербаков С. А., арх. Пославский Б.);
- Памятник-бюст Герою Советского Союза С. Г. Байкову на пересечении улиц Западная и Байкова (открыт 24 июля 2015 г.);
- Солдатам Первой Мировой войны у дома № 4 по Георгиевской ул. (открыт 6 августа 2015 г.; ск. Пальмин А.);
- Памятник «Разведчикам всех поколений» на территории войсковой части 64044 (открыт в октябре 2015 г.)[170];
- Памятник автобусу-труженику на улице Леона Поземского, дом 119 (открыт в октябре 2017 г.)[171];
- Памятник защитникам Государственной границы на пересечении улицы Труда и пр. Энтузиастов (открыт 28 мая 2019);
- Памятник Савве Ямщикову у Покровской башни (открыт 8 октября 2020 г.)[172].

### Объекты всемирного наследия ЮНЕСКО
Памятники древнего Пскова являлись кандидатами на включение в список всемирного наследия ЮНЕСКО несколько раз, начиная ещё с 2002 года.
Сначала номинация называлась «Великий Псков». Она включала большое количество памятников не только в Пскове, но и в Изборске и Выбутах. Поданная в 2015 году заявка (всего 18 объектов) была отклонена на очередном заседании ЮНЕСКО в мае 2016 года из-за неполноты документации. Последняя заявка на внесение Пскова в список всемирного наследия готовилась с названием номинации «Памятники древнего Пскова».
В рамках подготовки к номинации 18 псковских памятников XII—XVII веков были отнесены к особо ценным объектам культурного наследия России. Сюда отнесли: комплекс крепостных сооружений Окольного города (Покровская и Гремячая башни), ансамбль Кремля, Приказные палаты, собор Иоанна Предтечи Ивановского монастыря, ансамбль Спасо-Мирожского монастыря, ансамбль Снетогорского монастыря, церковь Михаила Архангела с колокольней, церковь Покрова от Пролома, церковь Косьмы и Дамиана с Примостья, церковь Георгия со Взвоза, церковь Богоявления со звонницей, церковь Успения с Пароменья со звонницей, церковь Николы со Усохи, церковь Петра и Павла с Буя, церковь Старое Вознесение, церковь Василия на Горке, Поганкины палаты.
7 июля 2019 года согласно решению 43-й сессии Комитета всемирного наследия ЮНЕСКО 10 из 18 номинированных памятников включены в список всемирного наследия ЮНЕСКО. Все они относятся к церковной архитектурной школе и являют собой самые древние памятники зодчества. Включены 10 церквей Псковской школы архитектуры: собор Иоанна Предтечи Ивановского монастыря, ансамбль Спасо-Мирожского монастыря: Преображенский собор, ансамбль Снетогорского монастыря: собор Рождества Богородицы, церковь Михаила Архангела с колокольней, церковь Покрова от Пролома, церковь Косьмы и Дамиана с Примостья с остатками колокольни, воротами и оградой, церковь Георгия со Взвоза, Церковь Богоявления со звонницей, церковь Николы с Усохи и церковь Василия на Горке.

## Псков в культуре

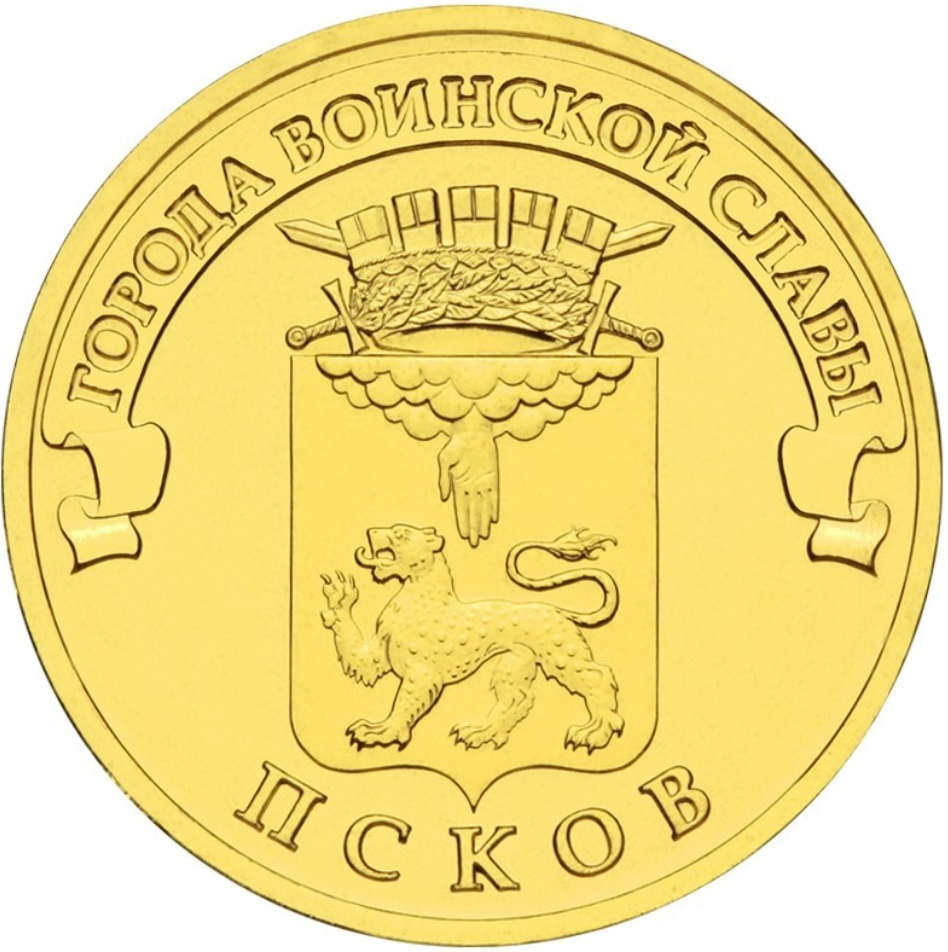
Памятная монета Банка России номиналом 10 рублей (2013) из серии «Города воинской славы»

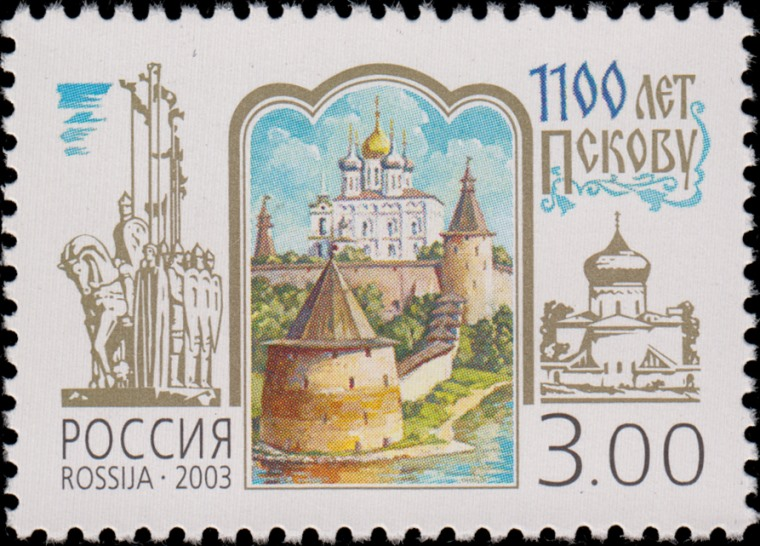
Почтовая марка 2003 год. 1100-летие Пскова.

### Псков в кинематографе
- 1926 — «Дети бури» (реж. Фридрих Эрмлер, Эдуард Иогансон)
- 1928 — «Парижский сапожник» (реж. Фридрих Эрмлер)
- 1938 — «Александр Невский» (реж. Сергей Эйзенштейн)
- 1955 — «Два капитана» (реж. Владимир Венгеров)
- 1977 — «Хомут для Маркиза» (реж. Илья Фрэз)
- 1986 — «Праздник Нептуна» (реж. Юрий Мамин)
- 1997 — «Американка» (реж. Дмитрий Месхиев)
- 1999 — «Женская собственность» (реж. Дмитрий Месхиев)
- 2003 — «Особенности национальной политики» (реж. Дмитрий Месхиев)
- 2006 — «Грозовые ворота» (реж. Андрей Малюков)
- 2007 — «Диверсант 2: Конец войны» (реж. Игорь Зайцев)
- 2008 — «Второе дыхание» (реж. Михаил Туманишвили)
- 2010 — «Поп» (реж. Владимир Хотиненко)
- 2016 — «Стена» (реж. Дмитрий Месхиев)
- 2016 — «Лабиринты» (реж. Юрий Владовский)

### Псков в музыке
- Римский-Корсаков Н. А. Опера «Псковитянка». 1872 г.
- Прокофьев С. С. Музыка к фильму «Александр Невский». 1938 г.

### Псков в живописи

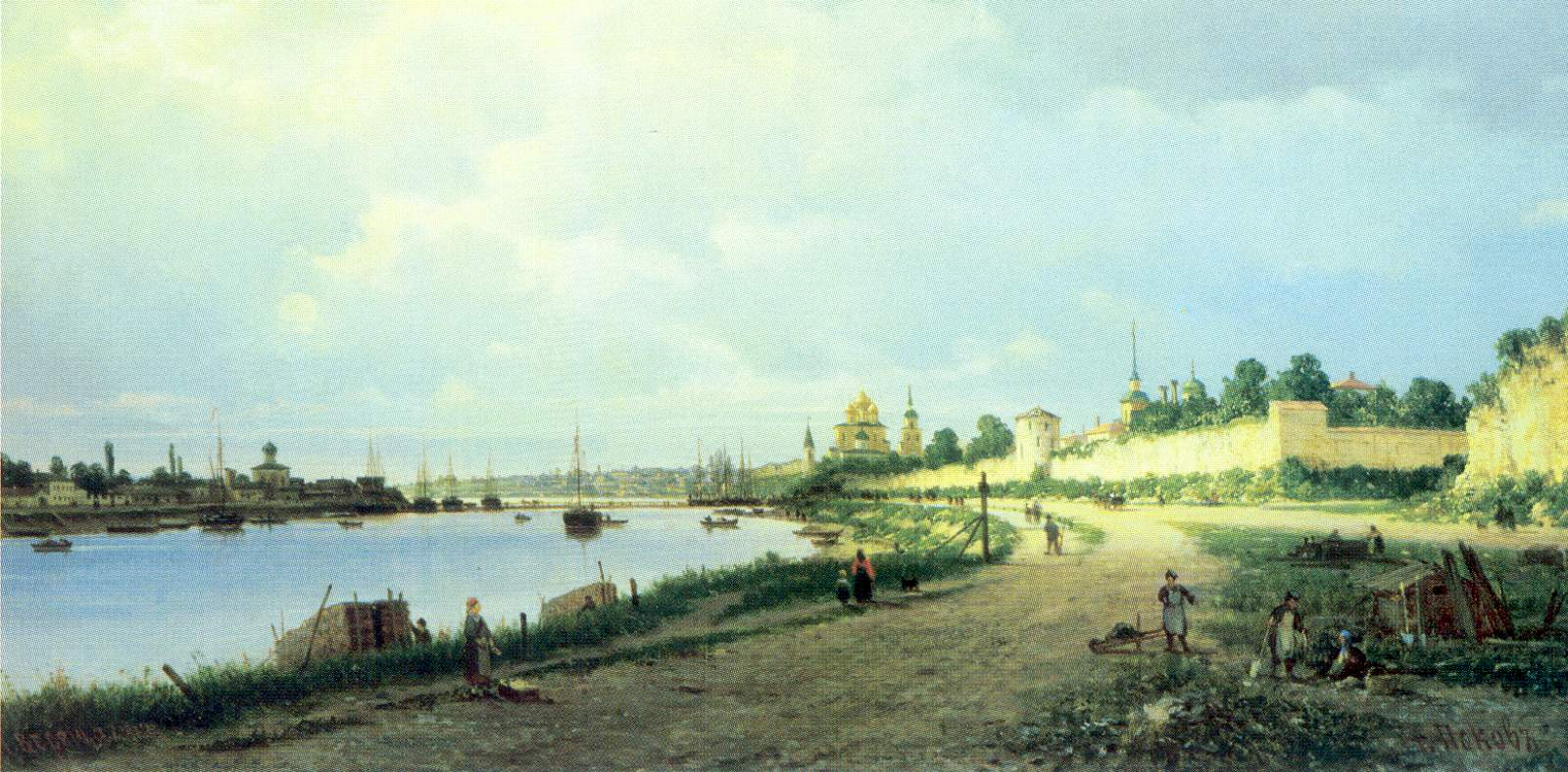
П. П. Верещагин «Псков» 1876 год
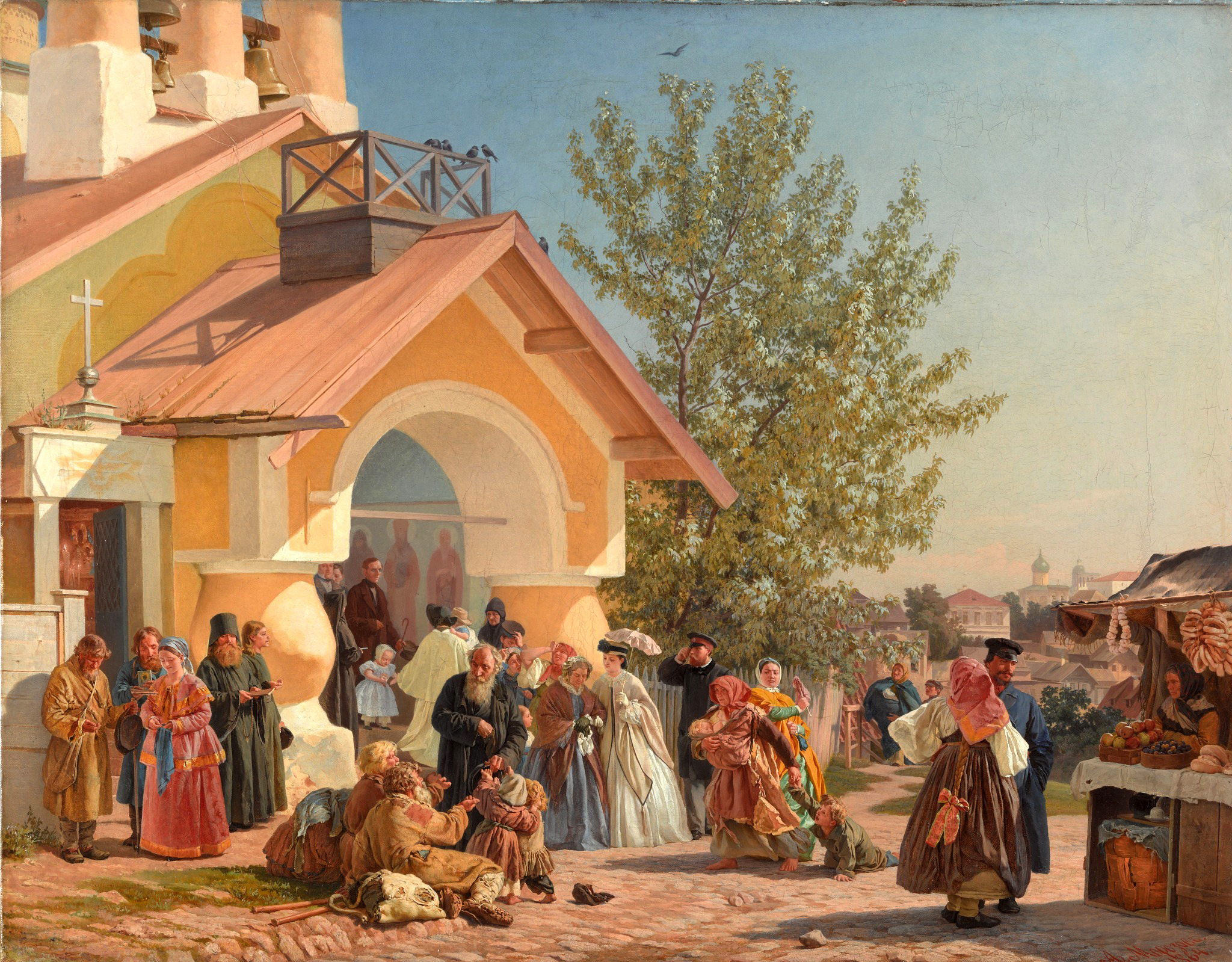
Александр Иванович Морозов (1835-1904) «Выход из церкви в Пскове»
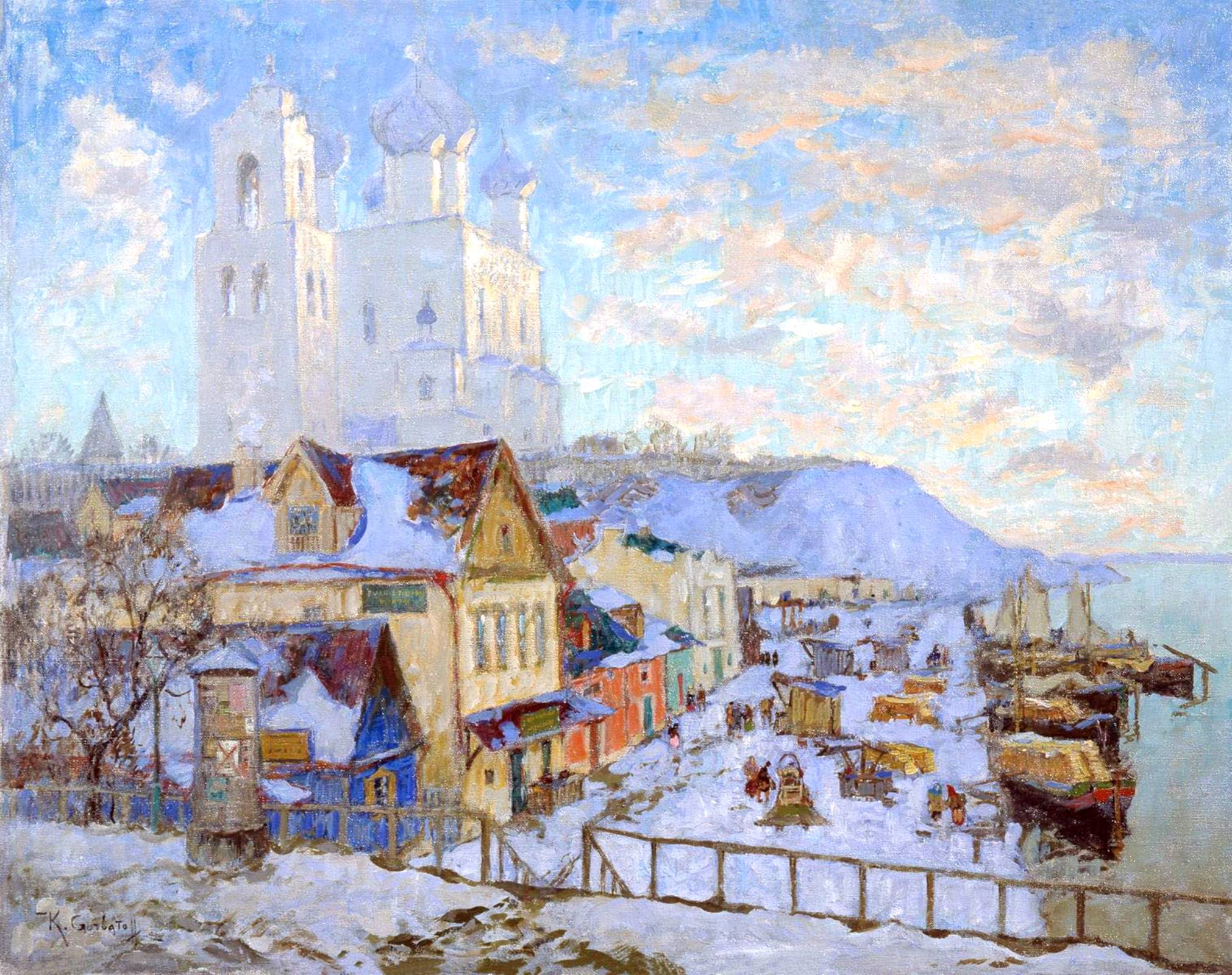
Константин Горбатов «Псков. 1910»
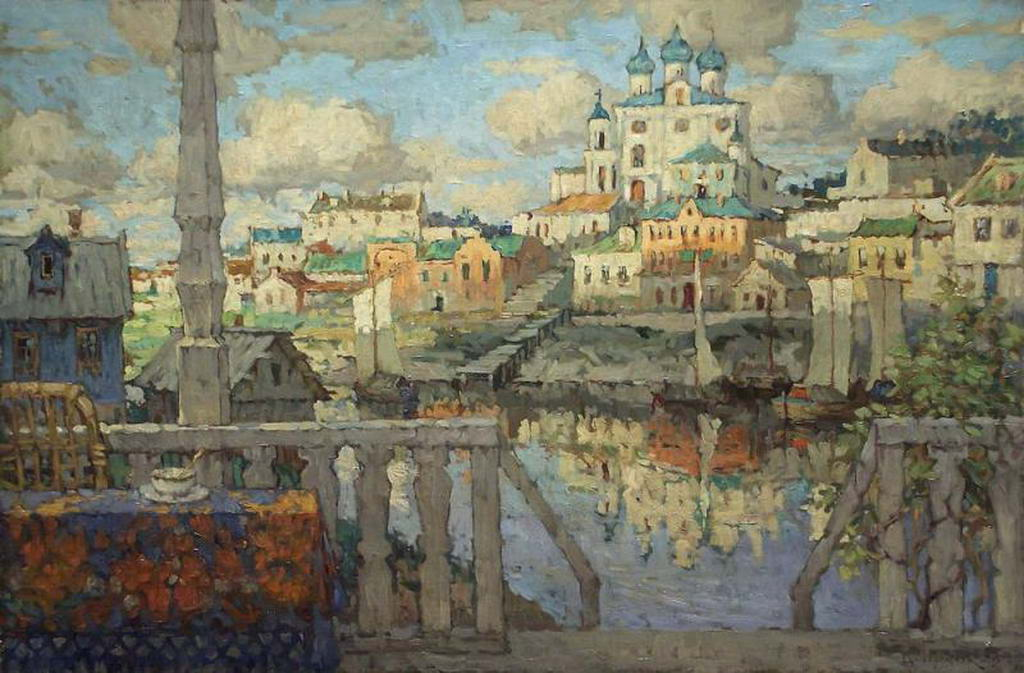
Константин Горбатов «Псков. 1915»
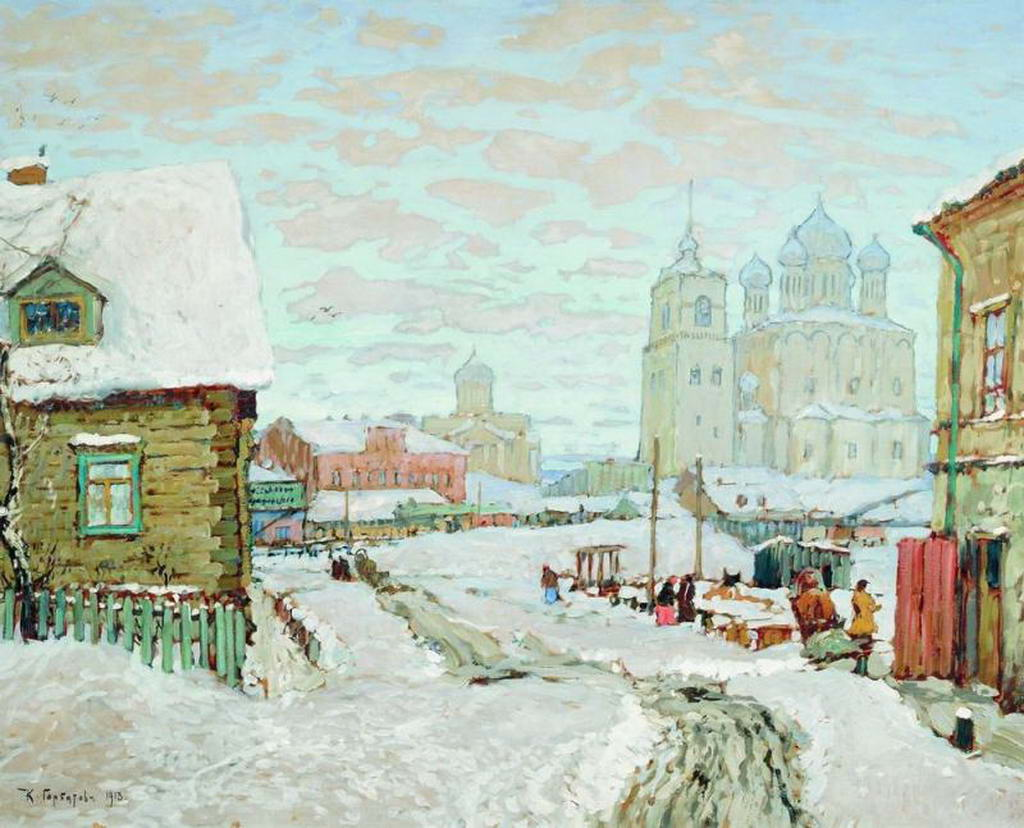
Константин Горбатов «Старый Псков»
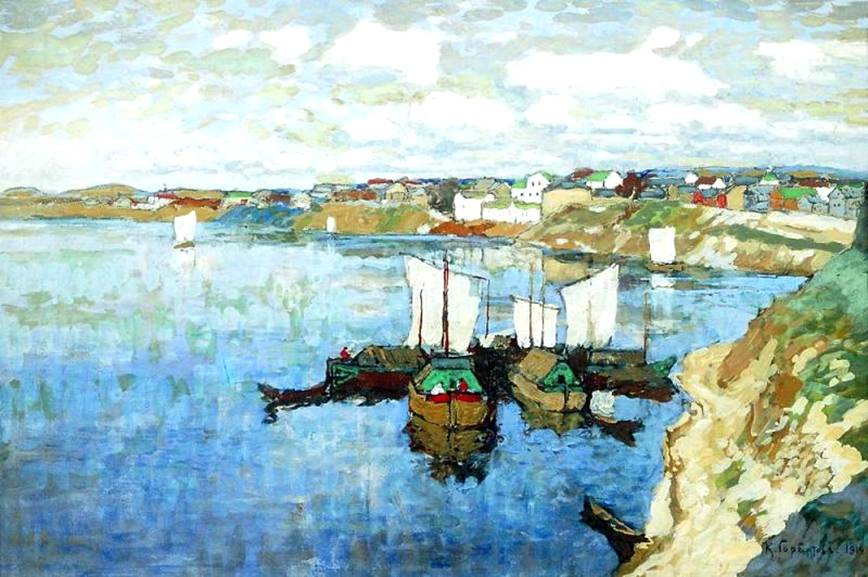
Константин Горбатов «Псков. На реке Великой» (1914)
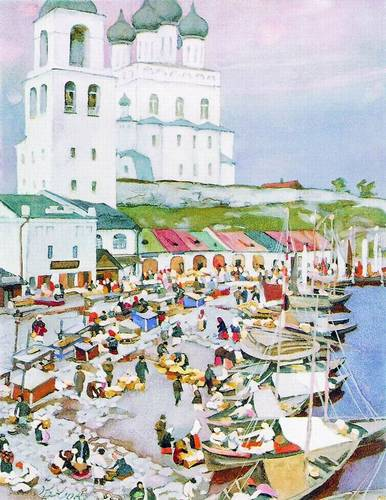
Константин Юон «Лодки у озера. Псков» (1904)

## СМИ

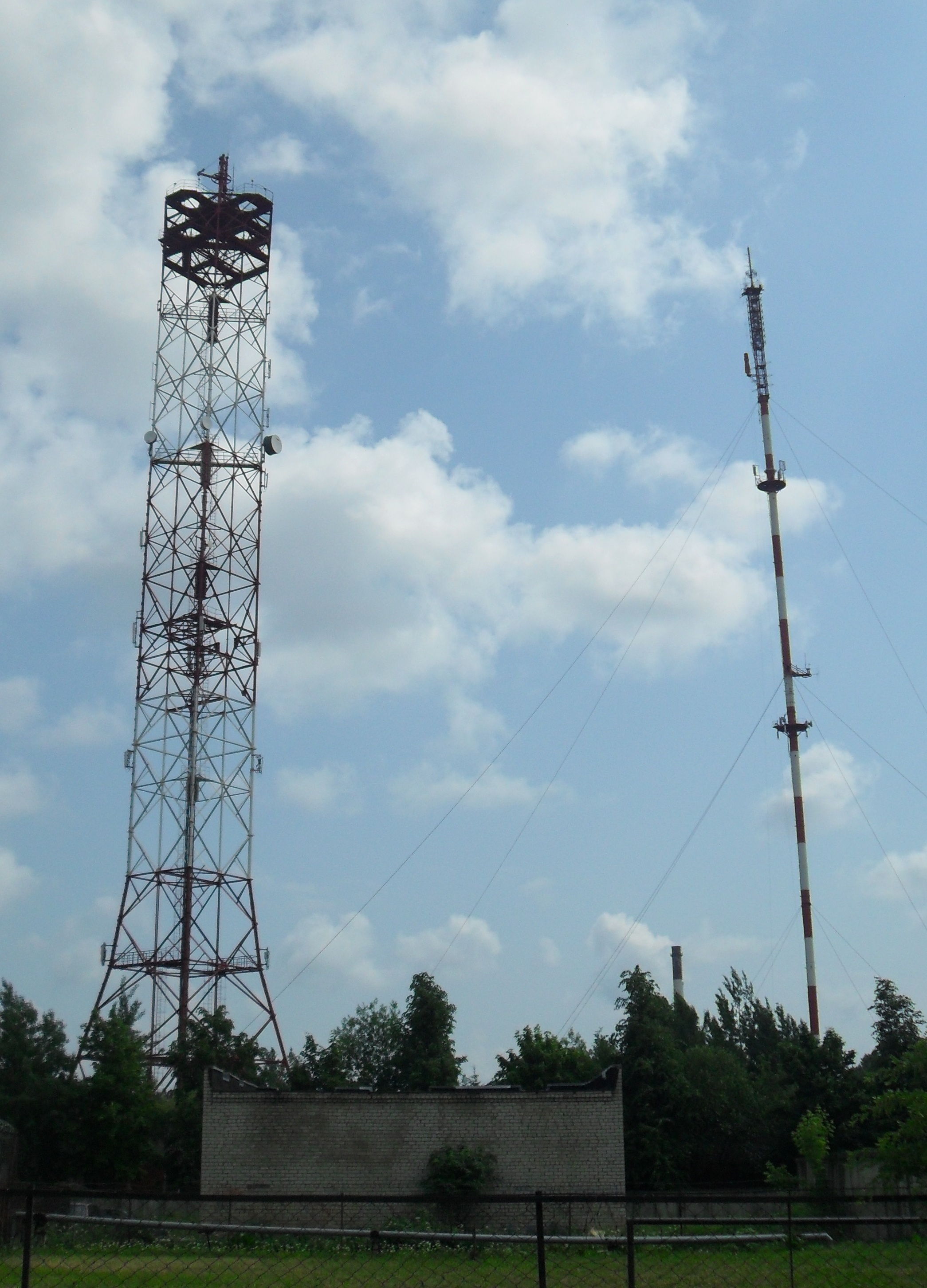
Телебашня в Пскове

### Информационные агентства и сайты
- ИА «Псковская лента новостей»
- Псковская губерния
- Псковская правда
- ИА «Центр деловой информации»
- ИА «Псковское агентство информации»
- PskovLive.ru
- Afishapskov.ru
- Pskovonline.ru
- InPskov.ru
- Ярмарка
- Наша Фишка
- Курьеръ Псков — Великие Луки
- Антикоррупционный фронт

### Газеты
- Псковские новости
- Псковская Провинция. Издаётся с 1 марта 1930 г
- Из рук в руки
- Курьеръ Псков — Великие Луки
- Аргументы и факты-Псков

### Телеканалы
- ГТРК «Псков» — филиал Всероссийской государственной телерадиокомпании (ВГТРК). Транслируется в эфире телеканалов «Россия-1» и «Россия 24».
- Телеканал «Первый Псковский». Вещает в кабельных сетях и в Интернете, также транслируется в эфире телеканала «ОТР».

В 1994—2015 годах вещал «Телеком 7 канал». Транслировался в эфире телеканалов «РТР/Россия», «ТВ-6 Москва» и «Россия-2»/«Спорт».

### Радиостанции Пскова
- 87,7 FM — Вести FM
- 88,3 FM — Серебряный Дождь
- 88,8 FM — Радио Вера
- 90,3 FM — Love Radio
- 90,7 FM — Радио Рекорд
- 91,1 FM — Радио России / ГТРК Псков
- 91,5 FM — Ретро FM
- 100,9 FM — Радио Ваня
- 101,5 FM — Радио Дача
- 102,1 FM — Европа Плюс
- 102,6 FM — Радио Sputnik / ПЛН FM
- 103,0 FM — Наше радио
- 103,4 FM — Русское радио
- 104,1 FM — Радио Маяк
- 104,6 FM — DFM
- 105,3 FM — Радио ENERGY
- 105,8 FM — Радио Родных Дорог
- 106,3 FM — Авторадио
- 106,7 FM — Радио для двоих
- 107,1 FM — Радио Седьмое Небо
- 107,6 FM — Дорожное радио

В 1993—2003 годах на частоте 102,1 FM вещало «Норд Вест радио» — первая в Пскове FM-станция.
В Псковской области проводное радио отключено 1 декабря 2016 г.
Также возможен приём радиостанций из Эстонии и Латвии, в том числе русскоязычных радиостанций «Raadio 4» и «Latvijas Radio 4».

## Образование и наука

### Высшие учебные заведения

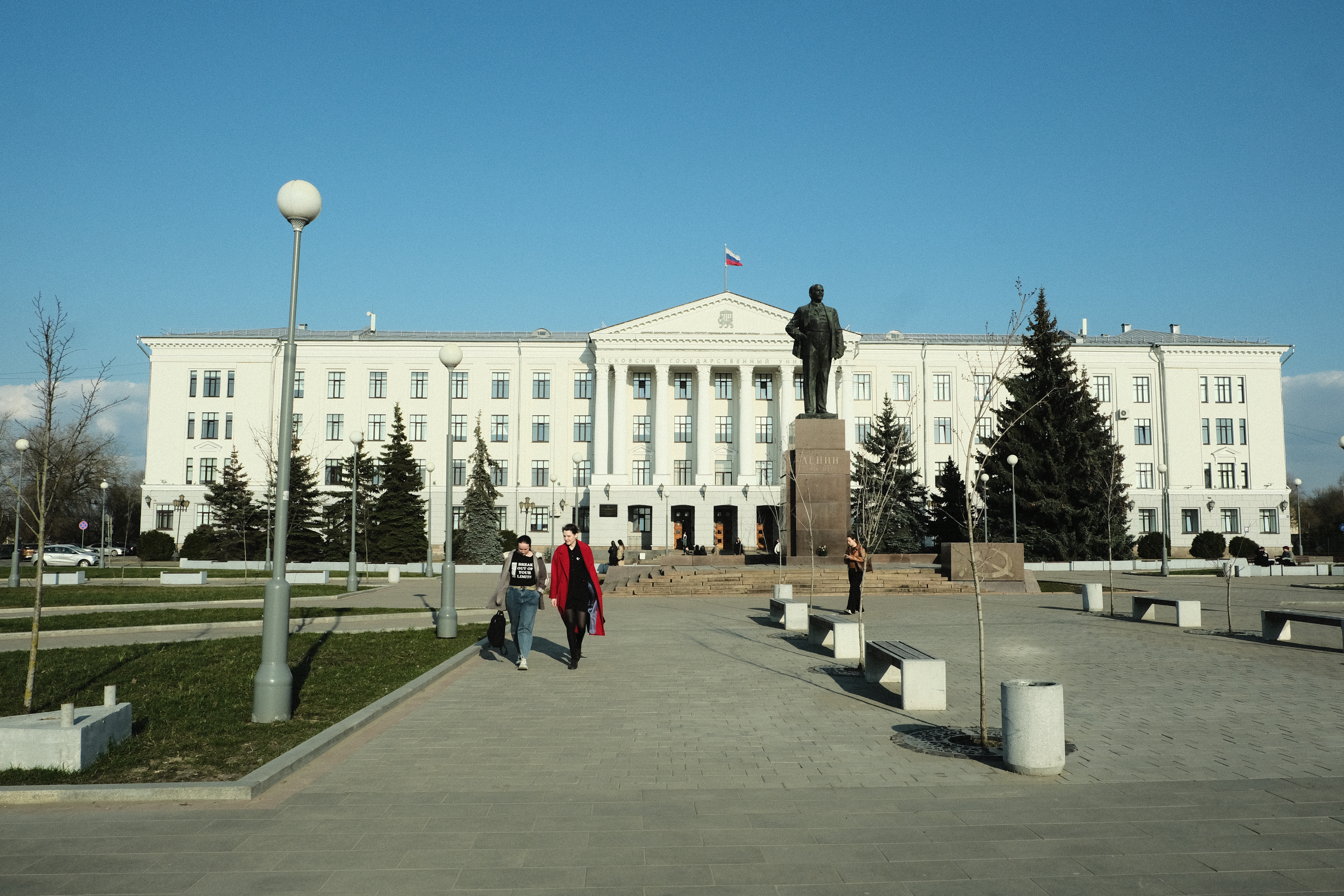
Здание Псковского государственного университета

- Псковский государственный университет
  - Псковский государственный политехнический институт
  - Псковский государственный педагогический университет им. С. М. Кирова
- Филиал Академии ФСИН России
- Филиал Российской международной академии туризма (РМАТ)
- Филиал Современной гуманитарной академии (СГА)
- Филиал Санкт-Петербургского государственного университета экономики и финансов
- Филиал СПбГУСЭ[186]
- Филиал Московской открытой социальной академии (МОСА)

Филиал Северо-Западного Института Управления РАНХиГС
- Филиал СПбГИЭУ (ИНЖЭКОН)
- Псковский филиал Санкт-Петербургского университета управления и экономики (закрыт с 1 июля 2012 года)

27 декабря 2010 г. Председатель Правительства РФ В. В. Путин подписал распоряжение (№ 2440-р) о создании Псковского государственного университета и поручил Министерству образования России совместно с Росимуществом осуществить все необходимые мероприятия, связанные с реорганизацией.
В состав нового федерального государственного образовательного учреждения высшего профессионального образования вошли: Псковский государственный педагогический университет им. С. М. Кирова, Псковский государственный политехнический институт, Псковский индустриальный техникум, Псковский колледж строительства и экономики и Великолукский строительный колледж. Цели деятельности нового университета — подготовка квалифицированных специалистов по образовательным программам высшего, послевузовского, среднего, начального, дополнительного профессионального образования и квалифицированных рабочих по программам профессиональной подготовки, а также ведение научной деятельности.

### Средние специальные учебные заведения
- Колледж ПсковГУ
- Псковский областной колледж искусств им. Н. А. Римского-Корсакова[188]
- Псковский медицинский колледж
- Псковский кооперативный техникум
- Псковский агротехнический колледж
- Псковский колледж профессиональных технологий и сервиса

## Спорт

### Спортивные команды
- «Псков» — любительский футбольный клуб. Ранее (до 2020 года) на уровне команд мастеров город представляли «Псков-747» и «Псков-2000» (называвшийся также «Псков» и «Машиностроитель»; в 1970 году — «Электрон»), выше последнего профессионального (нелюбительского) уровня никогда не поднимались, в 1999 году ФК «Псков» стал чемпионом России среди любителей. Женская футбольная команда «Россиянка» — участница соревнований первой лиги в 2023 году[189].

### Спортивные мероприятия
- Кубок Псковской области по КУДО[190][191]
- Первенство Псковской области по самбо[192]
- Чемпионат Псковской области по гиревому спорту[193]
- Чемпионат Псковской области по хоккею с шайбой[194][195]; Ночная хоккейная лига[196]
- Чемпионат России 1 лига зона Северо-Запад по волейболу среди мужских и женских команд[197]
- Традиционная Псковская парусная регата, проводимая с 2004 года[198]

### Стадионы

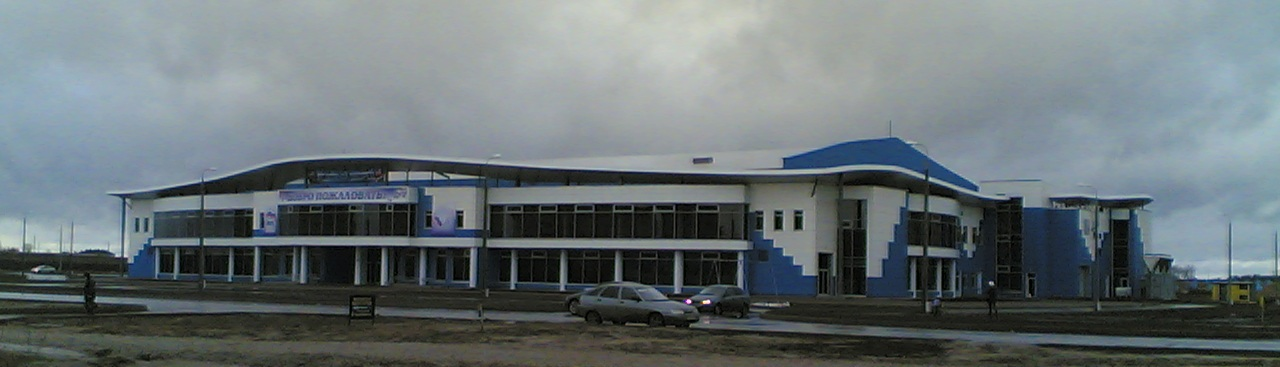
Ледовый дворец на окраине Пскова (в деревне Борисовичи)

- «Машиностроитель» — с искусственным покрытием
- «Локомотив» (в 2005—2020 годах назывался «Спорткомплекс 747») — с искусственным покрытием[199]
- Стадион ПДО (76-й дивизии ВДВ)
- «Электрон» (не используется)
- Ипподром

### Спортивные объекты

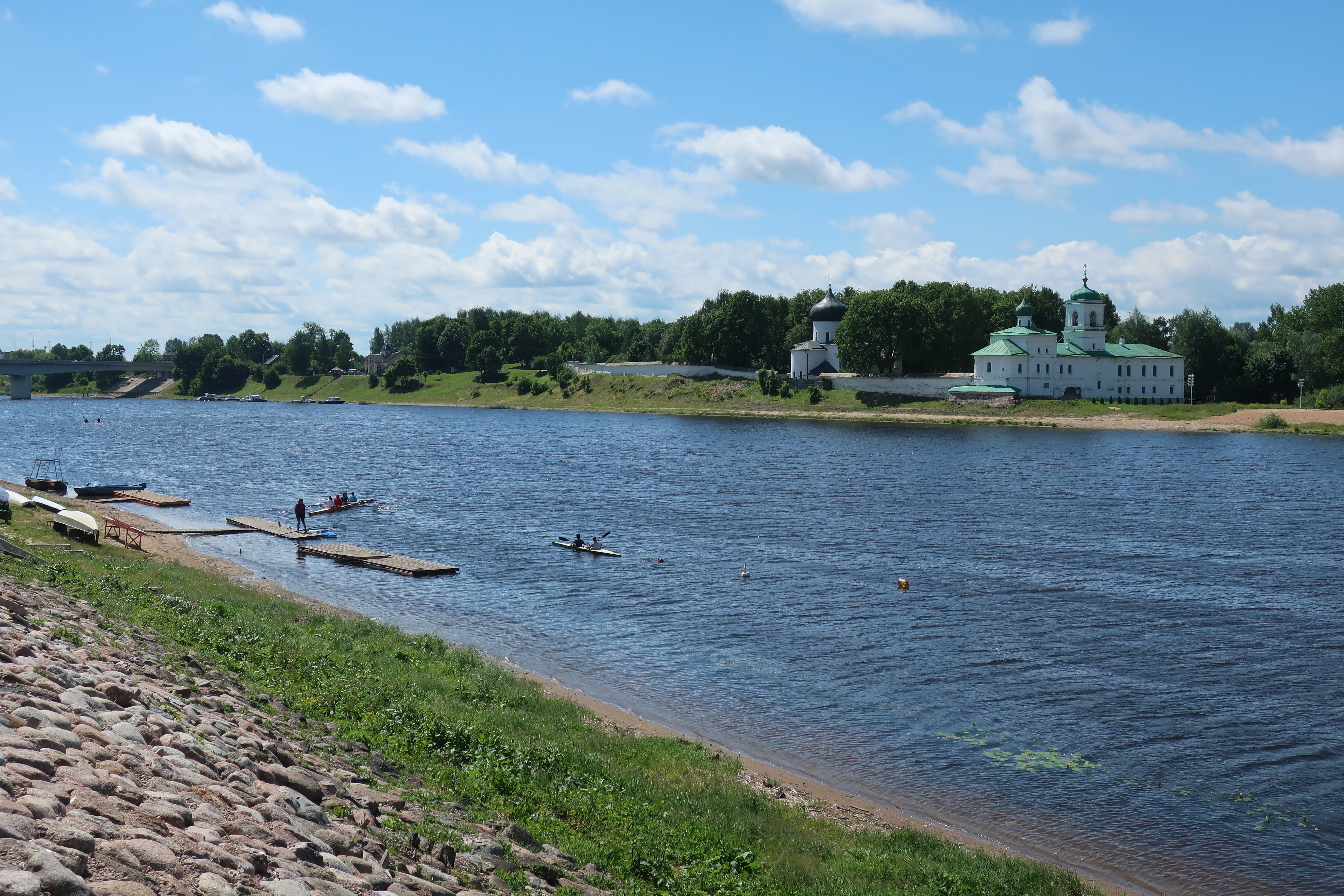
Спортсмены школы олимпийского резерва по гребле на реке Великой (на заднем плане Мирожский монастырь)

- Дом Спорта «Барс» (бассейн, спортзалы для волейбола и баскетбола)
- Спортивно-Оздоровительный Теннисный Центр Псковской Региональной Общественной Организации
- Лыжная база «Сосенка» в Корытово[200]
- Горнолыжный спуск центра зимнего отдыха «Снегопад»[201]
- Водно-лыжная база «Динамо»
- Гребная база (СДЮШОР (специализированная детско-юношеская школа олимпийского резерва) по гребле «Ника»)[202]
- Бассейн и фитнес зал «Велнесс клуба Оазис»
- Бассейн «Универсант»
- Псковский спортивный клуб сверхлёгкой авиации «Небо» расположен на аэродроме «Серёдка»[203]
- «Акваполис» — торгово-развлекательный комплекс с аквапарком

## Здравоохранение

### Больницы
- Псковская областная клиническая больница
- Псковская городская больница
- Псковская областная детская больница
- Псковская городская детская больница
- Псковский госпиталь для ветеранов войн
- Центральная районная больница
- Медико-санитарная часть МВД России
- Инфекционная больница
- Туберкулёзный диспансер
- Онкологический диспансер
- Кожно-венерологический диспансер
- Наркологический диспансер
- Псковский перинатальный центр

### Поликлиники
- Городская поликлиника № 1
- Городская поликлиника № 2
- Городская поликлиника № 3
- Городская детская поликлиника № 1
- Городская детская поликлиника № 2
- Городская детская поликлиника № 2 (филиал)
- Областная детская поликлиника
- Районная поликлиника
- Городская Стоматологическая поликлиника
- Областная стоматологическая поликлиника

## Кладбища
- Алексеевское

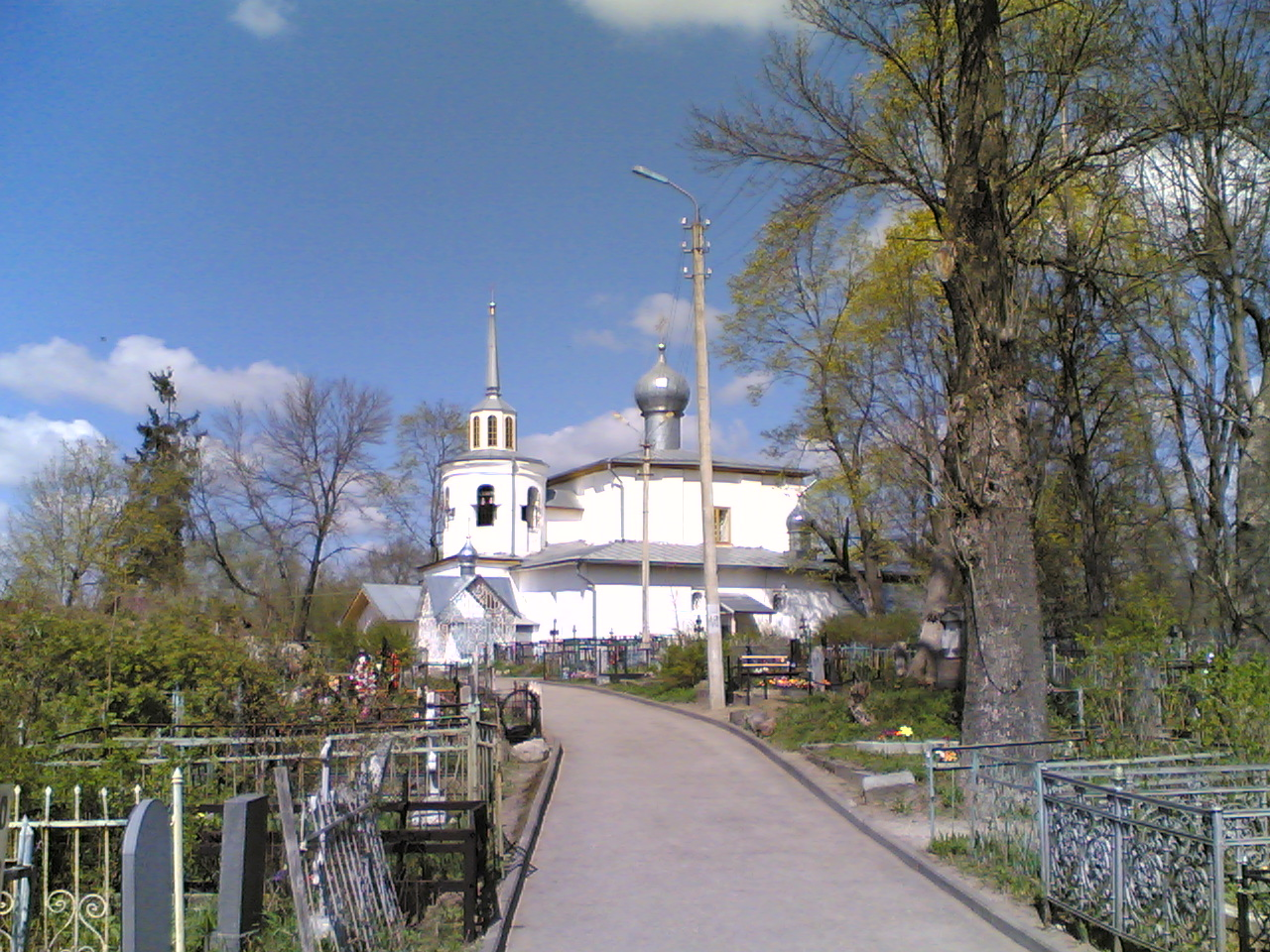
Вид на церковь Иоанна Богослова и Богословское кладбище вокруг неё

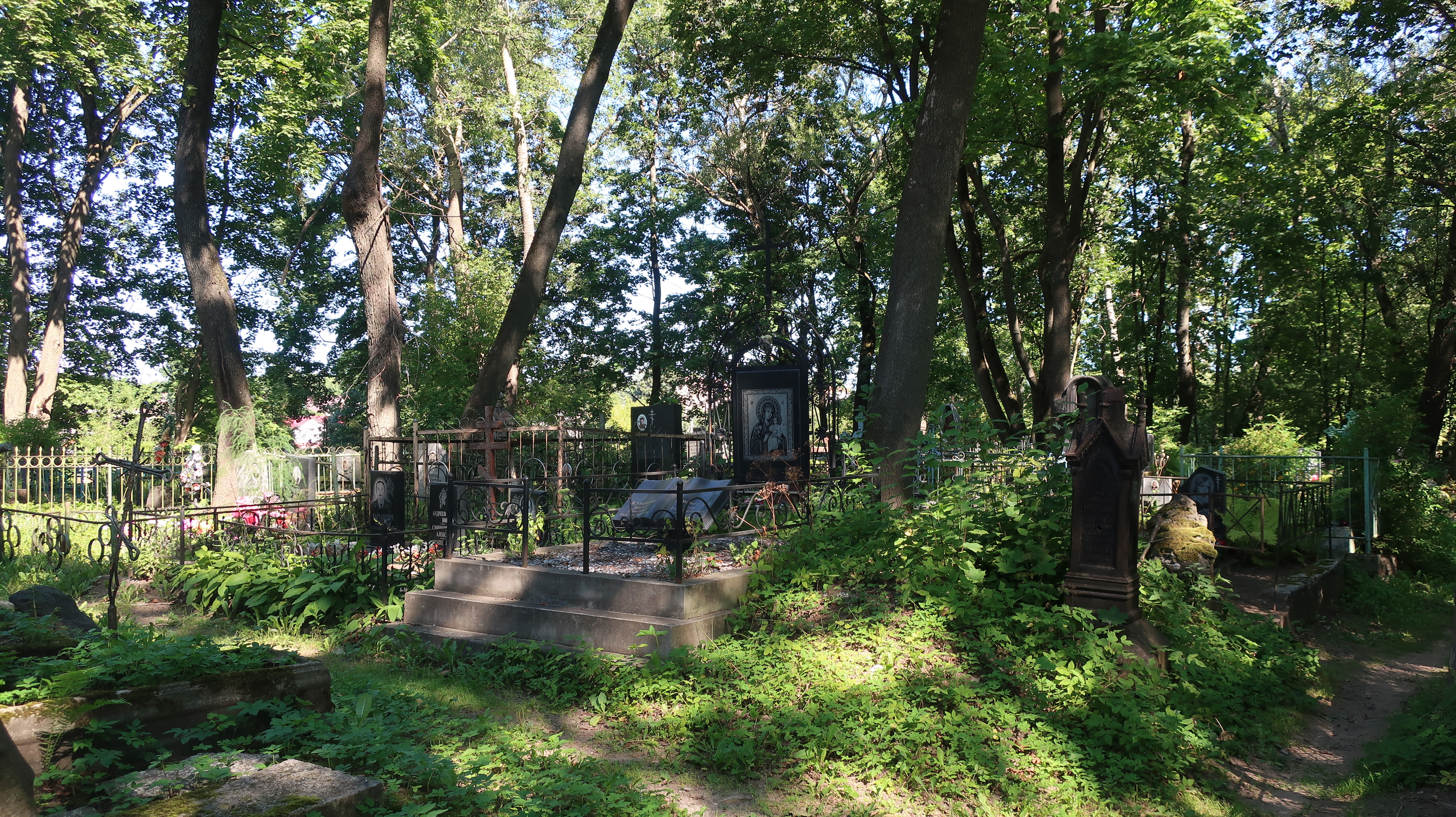
Дмитриевское кладбище

- Богословское (Иоанно-Богословское)
- Бутырское
- Дмитриевское, где похоронен декабрист Михаил Назимов
- Мемориальное (Братское военное)
- Мироносицкое, где похоронен псковский архитектор Борис Кленевский
- Орлецовское
- Петропавловское, на берегу реки Великой
- Крестовское

### Закрытые и уничтоженные кладбища
- Лютеранское (немецкое)
- Никитское
- Еврейское

## Международные отношения

### Консульские представительства
- Консульство Латвийской Республики (до 2022)
- Канцелярия Генерального консульства Эстонской Республики в Санкт-Петербурге (до 2022)

### Города-побратимы
Псков является городом-побратимом следующих городов:
1. Арль, Франция
2. Белосток, Польша
3. Гера, Германия
4. Куопио, Финляндия
5. Мяньян, провинция Сычуань, Китай
6. Неймеген, Нидерланды
7. Нойс, Германия (отношения заморожены)[205]
8. Норртелье, Швеция
9. Перт, Великобритания
10. Витебск, Беларусь
11. Тарту, Эстония
12. Даугавпилс, Латвия
13. Валмиера, Латвия
14. Роанок, США

Город является членом Ганзейского союза Нового времени.

### Видеоматериалы
- Краеведческий Архив Псковской области. Архивировано из оригинала 1 декабря 2009 года.
- Фильм Русского географического общества. Архивировано из [www.rgo.ru/2010/03/pskov-2-0/ оригинала] 17 апреля 2013 года.
- Фильм Саввы Ямщикова «Мой Псков». Архивировано из оригинала 24 октября 2010 года..